# Liste der Biografien/Klein
Liste der Biografien |
Portal Biografien |
Personensuche
# |
A |
B |
C |
D |
E |
F |
G |
H |
I |
J |
K |
L |
M |
N |
O |
P |
Q |
R |
S |
T |
U |
V |
W |
X |
Y |
Z |
?
 
Ka |
Kb |
Kc |
Kd |
Ke |
Kf |
Kg |
Kh |
Ki |
Kj |
Kl |
Km |
Kn |
Ko |
Kp |
Kr |
Ks |
Kt |
Ku |
Kv |
Kw |
Ky |
Kx |
Kz
 
Kla |
Kld |
Kle |
Kli |
Klj |
Klo |
Klu |
Kly
 
Klea |
Kleb |
Klec |
Kled |
Klee |
Klef |
Kleg |
Kleh |
Klei |
Klej |
Klek |
Klem |
Klen |
Kleo |
Klep |
Kler |
Kles |
Klet |
Kleu |
Klev |
Klew |
Kley |
Klez
 
Kleib |
Kleic |
Kleid |
Kleie |
Kleif |
Kleih |
Kleij |
Kleik |
Kleim |
Klein |
Kleis |
Kleit |
Kleiv |
Kleiw |
Kleiz
Die Liste der Biografien führt alle Personen auf, die in der deutschsprachigen Wikipedia einen Artikel haben. Dieses ist eine Teilliste mit 1034 Einträgen von Personen, deren Namen mit den Buchstaben „Klein“ beginnt.

## Klein

### Klein G
- Klein Gebbink, Leo (* 1968), niederländischer Hockeyspieler

### Klein H
- Klein Healy, Eloise (* 1943), US-amerikanische Schriftstellerin und Hochschullehrerin

### Klein I
- Klein Ikkink, Isaya (* 2003), niederländischer LeichtathletIsaya Klein Ikkink (* 2003)

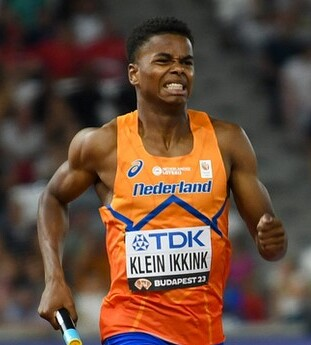
Isaya Klein Ikkink (* 2003)

### Klein M
- Klein Medina, Miguel (* 1996), deutscher Schauspieler

### Klein V
- Klein von Diepold, Julian (1868–1947), deutscher Landschaftsmaler, Porträtmaler sowie Grafiker
- Klein von Diepold, Leo (1865–1944), deutscher Landschafts- und Figurenmaler sowie Grafiker der Düsseldorfer Schule
- Klein von Diepold, Maximilian (1873–1949), deutscher Landschaftsmaler und Tiermaler
- Klein von Ehrenwalten, August (1824–1890), österreichischer Unternehmer

### Klein, A – Klein, Y

#### Klein, A
- Klein, A. J. (* 1991), US-amerikanischer American-Football-Spieler
- Klein, Abraham (1927–2003), US-amerikanischer Physiker
- Klein, Abraham (* 1934), israelischer Fußballschiedsrichter
- Klein, Adam Wilhelm (1922–2015), deutscher Versicherungskaufmann
- Klein, Adolf (1844–1916), österreichischer Bankier und Industrieller
- Klein, Adolf (1847–1931), österreichischer Schauspieler und Theaterdirektor
- Klein, Aika (* 1982), deutsche Shorttrackerin
- Klein, Albert (1881–1962), deutscher Unternehmer
- Klein, Albert (1910–1990), rumänischer Geistlicher
- Klein, Albert (1921–2013), deutscher Kommunalpolitiker (SPD)
- Klein, Albert (1939–2017), deutscher Literaturwissenschaftler und Hochschulrektor
- Klein, Alexander (1879–1961), deutscher und israelischer Architekt
- Klein, Alexander (* 1982), deutscher Journalist
- Klein, Alexandra-Maria (* 1972), deutsche Biologin und Professorin für Ökosystem-Dienstleistungen
- Klein, Alfons (1905–1983), deutscher Maler, Bildhauer und Landespolitiker
- Klein, Alfons (1909–1946), deutscher Verwaltungsbeamter und Mitorganisator der Krankenmorde in der Zeit des NationalsozialismusAlfons Klein (1909–1946)

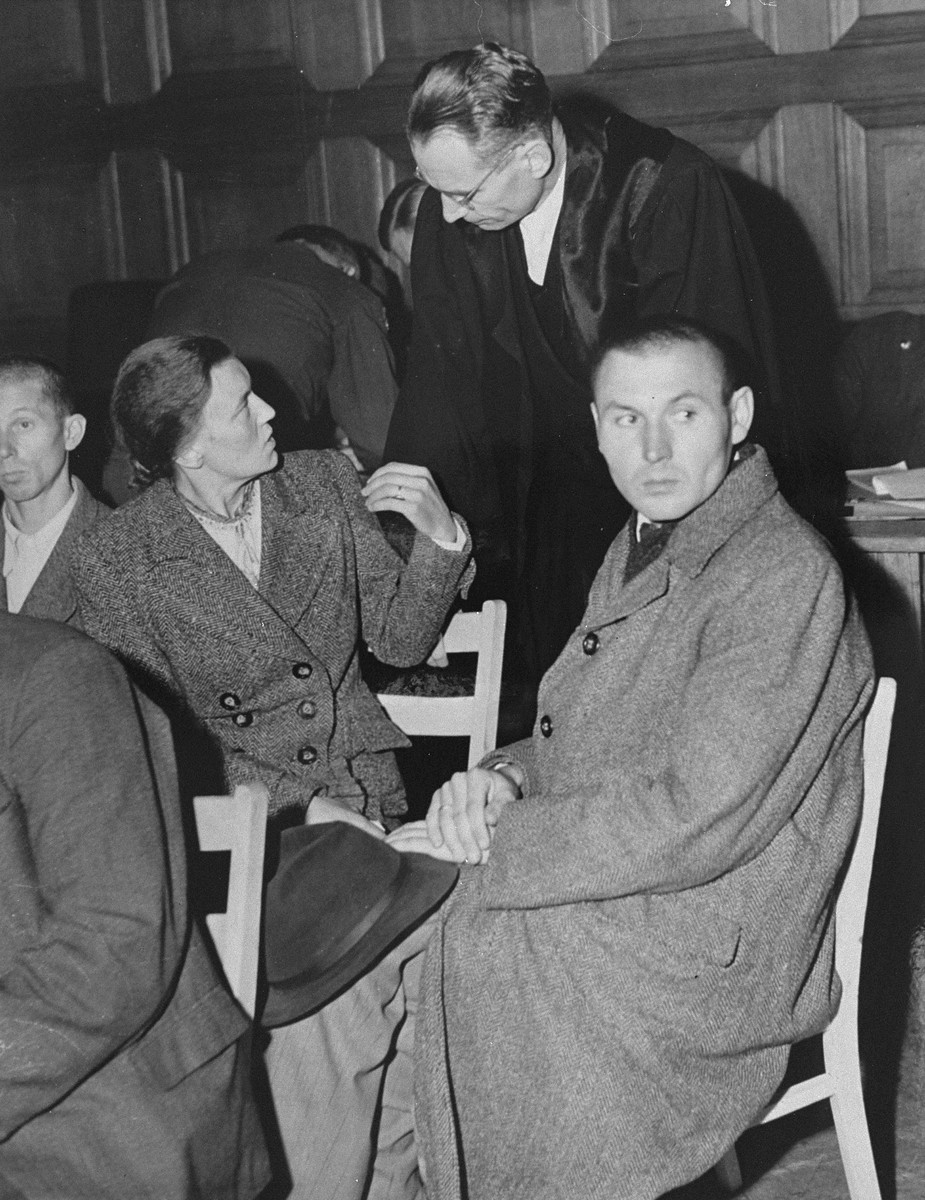
Alfons Klein (1909–1946)

- Klein, Alfons (1926–1984), deutscher Politiker (CDU), MdL
- Klein, Alfons (* 1935), deutscher Lehrer und Schriftsteller
- Klein, Alfred (1912–1972), deutscher SS-Hauptscharführer und Leiter des Krematoriums im KZ Sachsenhausen
- Klein, Alfred (1915–2003), deutscher Wirtschaftswissenschaftler
- Klein, Alisa, deutsche Jazzmusikerin (Posaune)
- Klein, Allen (1931–2009), US-amerikanischer Musikmanager
- Klein, Ally (* 1984), deutsche Autorin
- Klein, Andrea (* 1973), deutsche Fußballspielerin
- Klein, Andreas, deutscher Theater- und Filmschauspieler
- Klein, Andreas (* 1962), deutscher Filmproduzent und Unternehmer
- Klein, Angelika (* 1951), deutsche Politikerin (Die Linke), MdL, Landrätin
- Klein, Anna (1883–1941), deutsche Malerin und Grafikerin
- Klein, Anne (1950–2011), deutsche Juristin und PolitikerinAnne Klein (1950–2011)

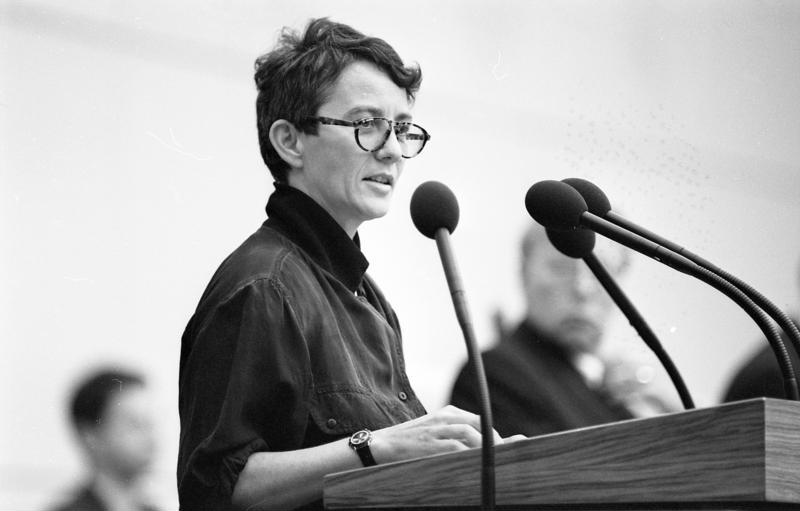
Anne Klein (1950–2011)

- Klein, Anneliese (* 1941), österreichische Winzerin und Politikerin (FPÖ), Abgeordnete zum Nationalrat
- Klein, Annette (* 1962), deutsche Diplomatin
- Klein, Annette Maria (* 1976), deutsche Psychologin und Hochschullehrerin
- Klein, Ansgar Sebastian (* 1966), deutscher Historiker
- Klein, Anton (1775–1853), deutscher Politiker und Bürgermeister
- Klein, Anton von (1746–1810), deutscher Sprachwissenschaftler und Dichter
- Klein, Antonie (1806–1870), deutsche Schriftstellerin
- Klein, Armin (1922–2009), hessischer Politiker (CDU) Oberbürgermeister der Stadt Bad Homburg
- Klein, Armin (* 1939), deutscher Politiker (CDU), MdL
- Klein, Armin (1951–2023), deutscher Kulturwissenschaftler
- Klein, Artem (* 1994), deutsch-russischer Eishockeyspieler
- Klein, Arthur George (1904–1968), US-amerikanischer Jurist und Politiker
- Klein, Astrid (* 1951), deutsche Malerin, Grafikerin und Fotokünstlerin
- Klein, August Carl (1847–1920), deutscher Brauereibesitzer und Bürgermeister von Saarbrücken
- Klein, Augusta (1866–1943), englische Schriftstellerin
- Klein, Axel (* 1961), deutscher Sozialanthropologe
- Klein, Axel (* 1962), deutscher Musikwissenschaftler und Sachbuchautor
- Klein, Axel (* 1964), deutscher Chemiker
- Klein, Axel (* 1968), deutscher Japanologe

#### Klein, B
- Klein, Balthasar († 1556), Mediziner und Akademiker
- Klein, Barbara (* 1954), österreichische Theatergründerin und Intendantin des Wiener KosmosTheater
- Klein, Beatrix (* 1953), ungarische Tennisspielerin
- Klein, Benedikt (* 1980), deutscher mediävistischer Germanist
- Klein, Benjamin (* 1943), US-amerikanischer Wirtschaftswissenschaftler
- Klein, Bernd (* 1957), deutscher Informatiker
- Klein, Bernhard, deutscher Steinbildhauer und Stuckateur
- Klein, Bernhard (1793–1832), deutscher Komponist
- Klein, Bernhard (1888–1967), deutscher Grafiker, Maler, Bühnenbildner und Animator
- Klein, Bernhard (* 1953), deutscher Architekt, Bauhistoriker und Hochschullehrer
- Klein, Berthold (* 1941), deutscher Politiker (SPD), MdL
- Klein, Bettina (* 1966), deutsche Hörfunkredakteurin und Moderatorin
- Klein, Bill (* 1948), US-amerikanischer Unternehmer und Pokerspieler
- Klein, Birgit (* 1962), deutsch-jüdische Rabbinerin, Hochschullehrerin und Schriftstellerin
- Klein, Bruno (* 1957), deutscher Kunsthistoriker
- Klein, Bruno Oskar (1858–1911), amerikanischer Organist, Pianist und Musikpädagoge deutscher Herkunft
- Klein, Brydan (* 1989), britisch-australischer Tennisspieler

#### Klein, C
- Klein, Calvin (* 1942), US-amerikanischer ModeschöpferCalvin Klein (* 1942)

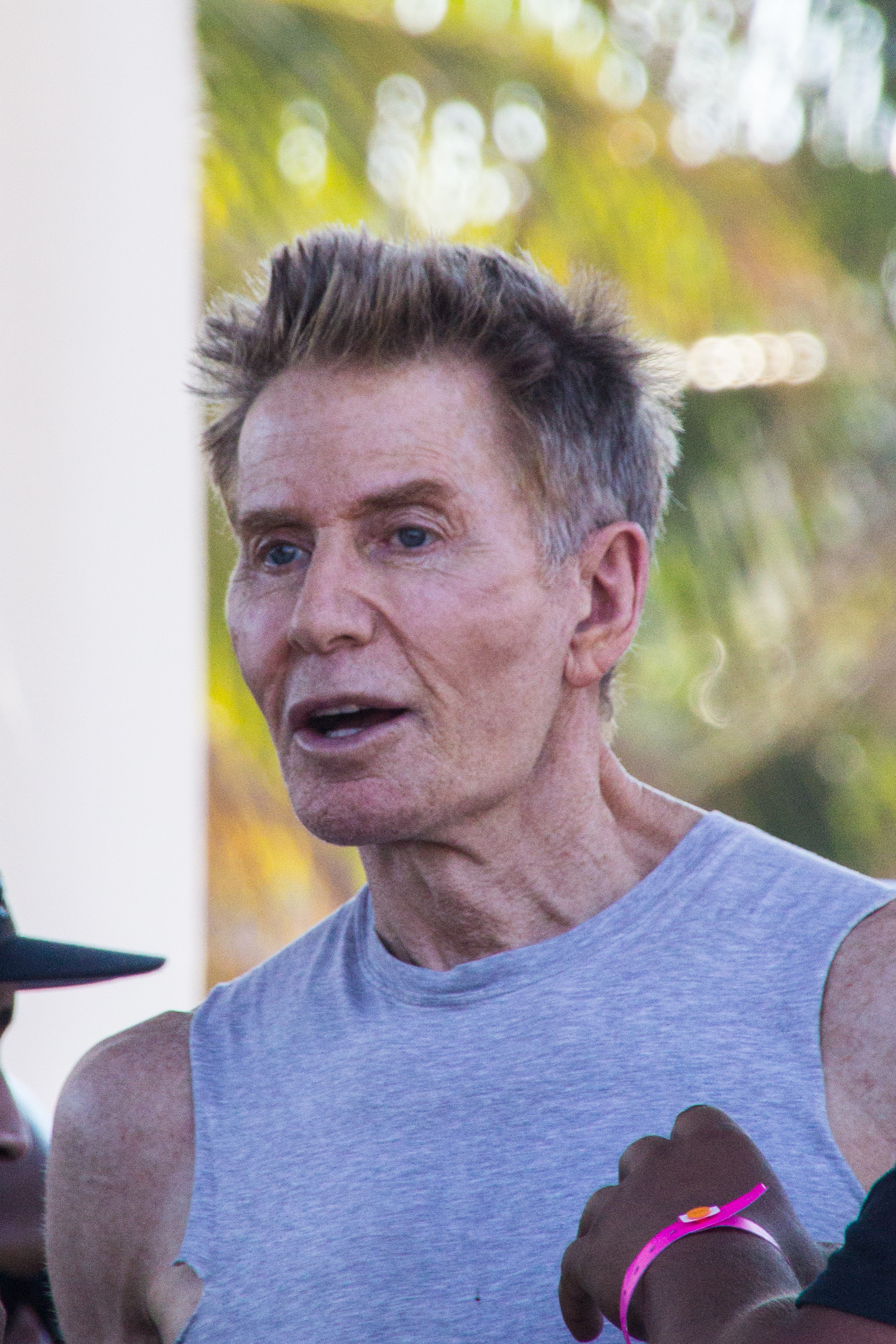
Calvin Klein (* 1942)

- Klein, Carl (1810–1864), deutscher Advokat, Mitglied der kurhessischen Ständeversammlung
- Klein, Carl (1842–1907), deutscher Mineraloge
- Klein, Carl (1873–1934), deutscher Architekt und saarländischer Landeskonservator
- Klein, Carl Friedrich (1803–1884), deutscher Textilfabrikant
- Klein, Caspar (1865–1941), deutscher Geistlicher, Bischof und erster Erzbischof von Paderborn
- Klein, Catharina (1861–1929), deutsche Malerin
- Klein, César (1876–1954), deutscher Maler, Grafiker und Bühnenbildner
- Klein, Charles (1867–1915), englischer Schauspieler und Bühnenautor
- Klein, Charles (1898–1981), deutscher Schriftsteller, Drehbuchautor und Regisseur beim deutschen und US-amerikanischen Film
- Klein, Charlotte (1834–1915), dänische Kunstpädagogin und Frauenrechtlerin
- Klein, Chris (* 1979), US-amerikanischer Schauspieler
- Klein, Chrislene (* 2003), namibische Leichtathletin
- Klein, Christian, deutscher Physiker
- Klein, Christian (* 1971), deutscher Apotheker
- Klein, Christian (* 1972), deutscher Ökonom und Hochschullehrer (Sustainable Finance)
- Klein, Christian (* 1980), deutscher ManagerChristian Klein (* 1980)

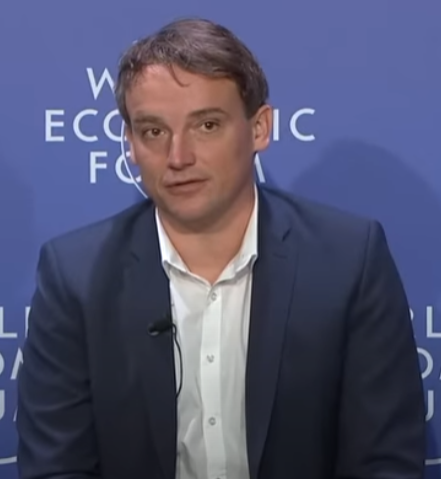
Christian Klein (* 1980)

- Klein, Christian (* 1981), deutscher Verwaltungsjurist, politischer Beamter und Politiker (CDU)
- Klein, Christian Benjamin (1754–1825), deutscher Organist und Kantor
- Klein, Christine (* 1955), deutsche Kommunalpolitikerin (SPD), gewählte Bürgermeisterin von Bensheim
- Klein, Christine (* 1968), deutsche Schauspielerin
- Klein, Christine (* 1969), deutsche Neurologin und Hochschullehrerin
- Klein, Christoph (* 1937), siebenbürgisch-sächsischer Pfarrer, Bischof der Evangelischen Kirche
- Klein, Christoph (* 1964), deutscher Kinderonkologe
- Klein, Claudia (* 1971), deutsche Fußballspielerin und -trainerin
- Klein, Cosmo (* 1978), deutscher Sänger und Songwriter

#### Klein, D
- Klein, Dani (* 1953), belgische SängerinDani Klein (* 1953)
- Klein, Daniel (* 1991), deutscher Koch

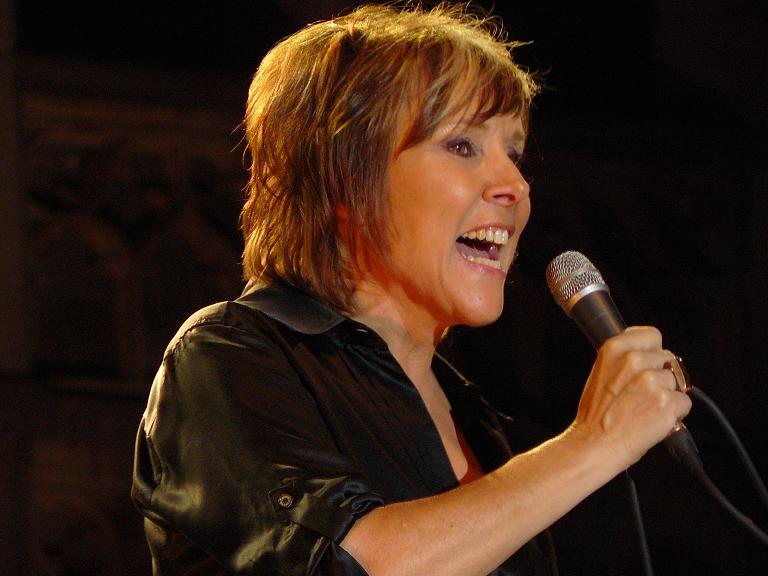
Dani Klein (* 1953)

- Klein, Daniel (* 2001), deutscher Fußballtorhüter
- Klein, David (1816–1884), deutscher Opernsänger (Bass)
- Klein, David (* 1961), Schweizer Musiker und Komponist
- Klein, David (* 1972), US-amerikanischer Kameramann
- Klein, David (* 1973), französischer Fußballspieler und -trainer
- Klein, Dieter (* 1931), deutscher marxistischer Wirtschaftswissenschaftler und SED-Funktionär
- Klein, Dieter (1936–2002), deutscher Politiker (SED, PDS), MdA
- Klein, Dieter (* 1942), österreichischer Kunsthistoriker
- Klein, Dieter (* 1964), deutscher Basketballspieler
- Klein, Dietmar (* 1956), deutscher Filmregisseur und Drehbuchautor
- Klein, Dominik (* 1983), deutscher HandballspielerDominik Klein (* 1983)

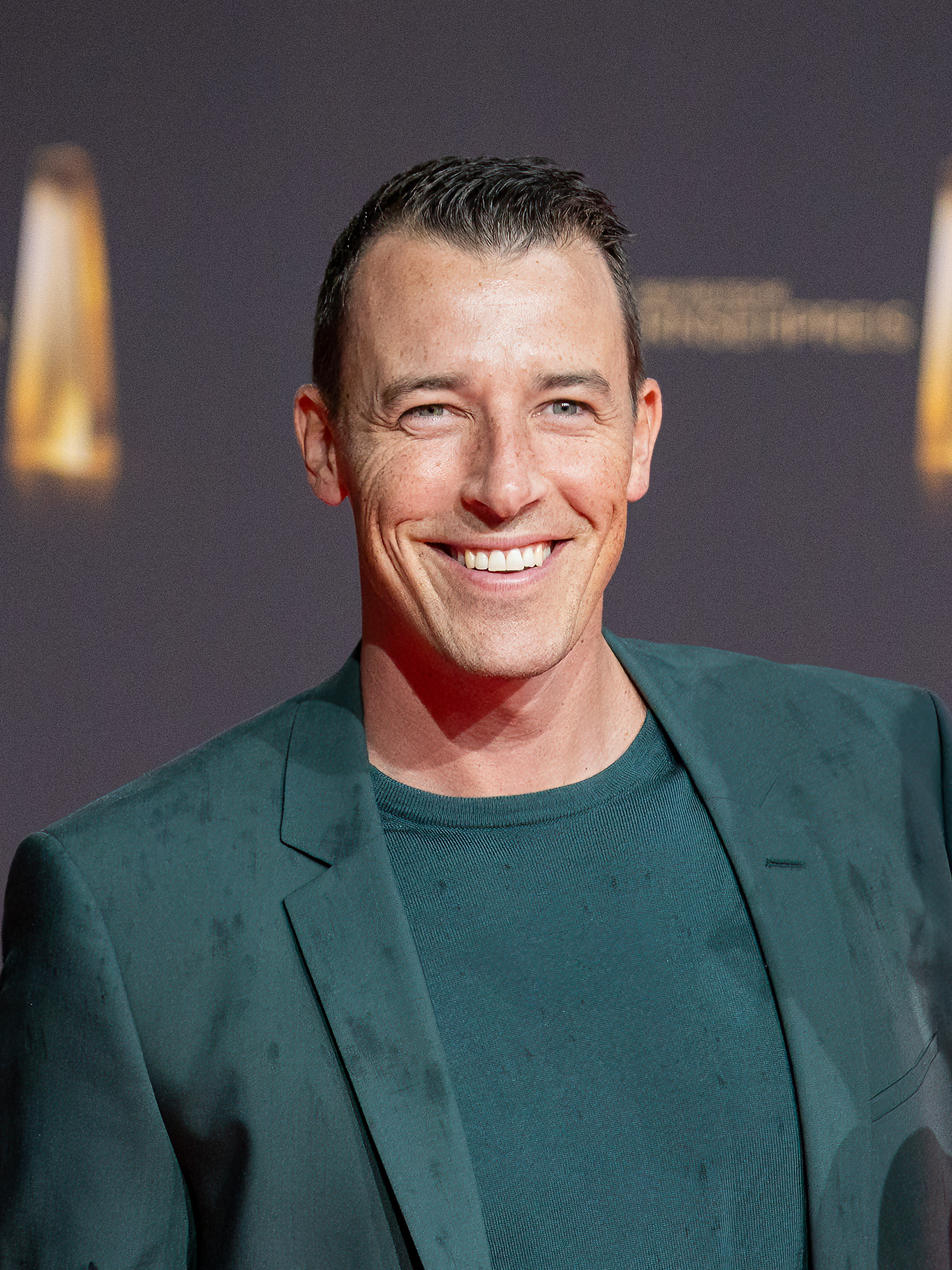
Dominik Klein (* 1983)

- Klein, Dominique (* 1981), deutscher Basketballspieler
- Klein, Dorothea (* 1954), deutsche germanistische Mediävistin
- Klein, Dušan (1939–2022), tschechischer Filmregisseur und Drehbuchautor

#### Klein, E
- Klein, Eckart (* 1943), deutscher Rechtswissenschaftler und Hochschullehrer
- Klein, Edmund (1922–1999), US-amerikanischer Mediziner
- Klein, Edmunda (1898–1995), deutsche Ordensschwester
- Klein, Eduard (1837–1901), deutscher Bergwerksdirektor, Politiker und Mitglied des Deutschen Reichstags
- Klein, Eduard (1923–1999), deutscher Autor
- Klein, Edwin (* 1948), deutscher Leichtathlet und Schriftsteller
- Klein, Edwin Adolar (1874–1944), deutscher Politiker und Landrat des Kreises Wiedenbrück
- Klein, Eitel (1906–1990), deutscher Maler und Grafiker
- Klein, Elie (* 1989), israelischer Eishockeyspieler
- Klein, Elisabeth (1901–1983), deutsche Vertreterin der Waldorfpädagogik und Autorin
- Klein, Emil (1865–1943), amerikanisch-deutscher Historienmaler und Illustrator
- Klein, Emil (1873–1950), österreichischer Internist
- Klein, Emil (1905–2010), deutscher Politiker (NSDAP), MdREmil Klein (1905–2010)

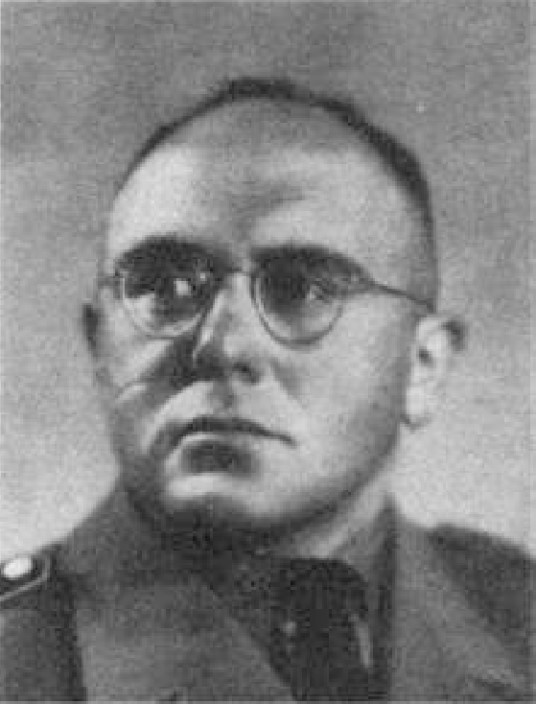
Emil Klein (1905–2010)

- Klein, Engelbert (1797–1830), österreichischer Unternehmer
- Klein, Erich (1931–2016), österreichischer, auf Orchideen spezialisierter Biologe
- Klein, Erich (* 1961), österreichischer Publizist und Übersetzer
- Klein, Erik S. (1926–2002), deutscher Schauspieler
- Klein, Erika (1935–2003), deutsche Grafikerin und Illustratorin
- Klein, Ernst (1876–1951), österreichischer Journalist und Schriftsteller
- Klein, Ernst (1900–1964), Widerstandskämpfer gegen den Nationalsozialismus
- Klein, Ernst (1923–2004), deutscher Historiker
- Klein, Ernst Ferdinand (1744–1810), deutscher Jurist, Mitautor des preußischen allgemeinen Landrechts und Vertreter der Berliner Aufklärung
- Klein, Ernst W. (* 1944), deutscher Regionalhistoriker und Buchautor
- Klein, Erwin (1924–1983), österreichischer Unternehmer
- Klein, Erwin (1938–1992), US-amerikanischer Tischtennisspieler
- Klein, Eva (1925–2025), ungarisch-schwedische Medizinerin und Krebsforscherin
- Klein, Ewald (1899–1942), Widerstandskämpfer
- Klein, Ezra (* 1984), US-amerikanischer KolumnistEzra Klein (* 1984)

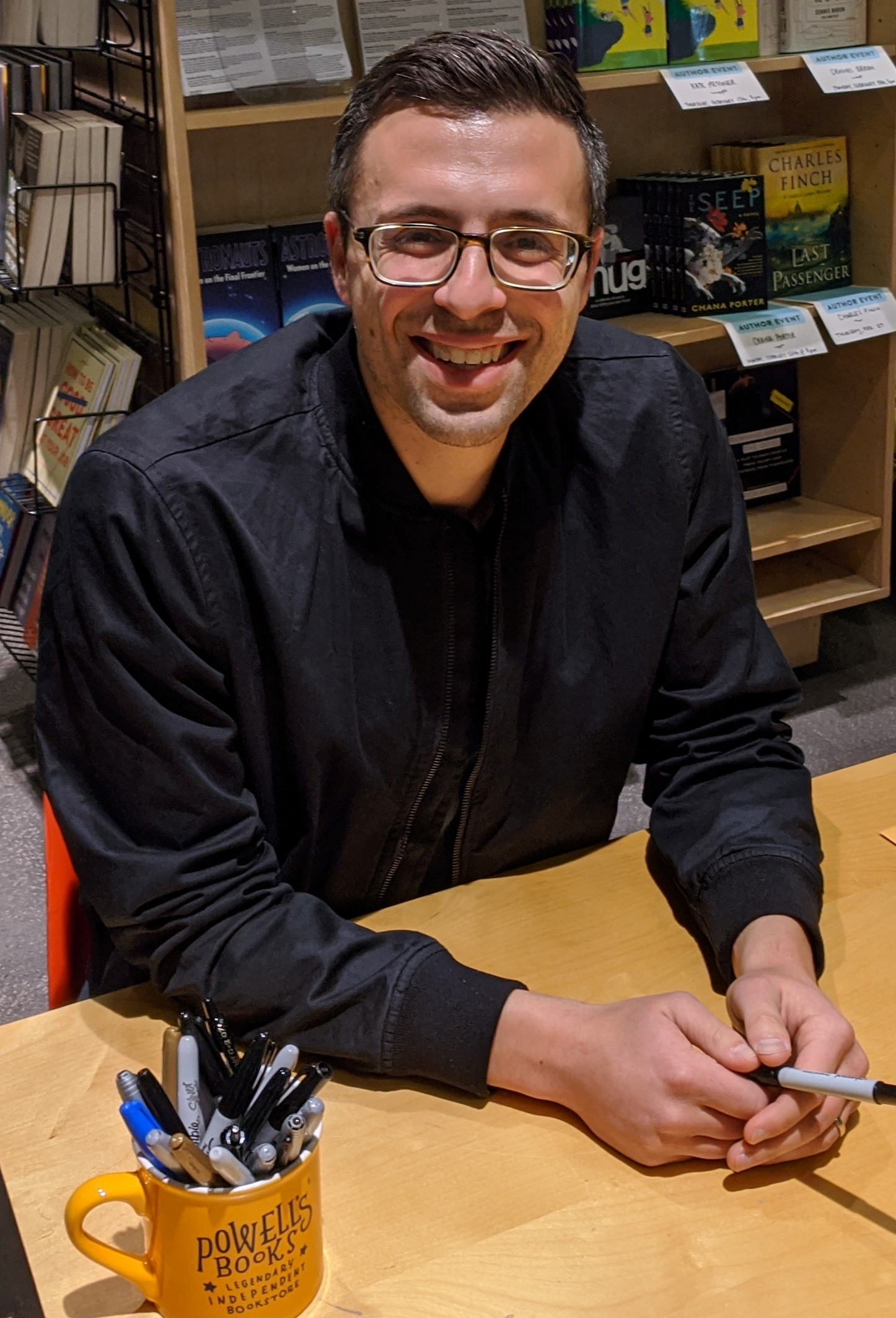
Ezra Klein (* 1984)

#### Klein, F
- Klein, Felipe (* 1987), brasilianischer Fußballspieler
- Klein, Felix (1849–1925), deutscher Mathematiker
- Klein, Felix (* 1968), deutscher Jurist, Diplomat und Beauftragter der Bundesregierung
- Klein, Ferdinand (* 1934), deutscher Erziehungswissenschaftler, Universitätsprofessor für Heil- und Sonderpädagogik
- Klein, Florian (* 1986), österreichischer Fußballspieler
- Klein, Francis Joseph (1911–1968), kanadischer Geistlicher, römisch-katholischer Bischof von Calgary
- Klein, Frank (* 1966), deutscher Discjockey
- Klein, Franz (1800–1855), österreichischer Bauunternehmer
- Klein, Franz (1854–1926), österreichischer Jurist, Politiker und Minister
- Klein, Franz (* 1884), deutscher Politiker (Zentrum)
- Klein, Franz (1919–2008), Heimatforscher des Banats und Verbandsfunktionär der Banater Schwaben in Österreich
- Klein, Franz (1929–2004), deutscher Steuerrechtswissenschaftler und Präsidenten des Bundesfinanzhofs
- Klein, Franz Eugen (1912–1944), österreichischer Dirigent, Komponist, Pianist
- Klein, Fred (1898–1990), niederländischer Maler
- Klein, Frederick Augustus (1827–1903), elsässischer Missionar, Orientalist und Archäologe
- Klein, Frieda (1944–1963), deutsches Todesopfer an der innerdeutschen Grenze
- Klein, Friedhelm (* 1940), deutscher Offizier und Militärhistoriker
- Klein, Friedrich (1899–1961), deutscher Politiker (SPD), MdL
- Klein, Friedrich (* 1905), deutscher evangelischer Theologe, Verfolgter des NS-Regimes
- Klein, Friedrich (1908–1974), deutscher Staats- und Völkerrechtler
- Klein, Friedrich August (1793–1823), deutscher evangelischer Theologe, Geistlicher und Hochschullehrer
- Klein, Friedrich Emil (1841–1921), deutscher Maler der Düsseldorfer Schule
- Klein, Fritz (1877–1958), deutscher Offizier
- Klein, Fritz (1888–1945), rumäniendeutscher KZ-LagerarztFritz Klein (1888–1945)

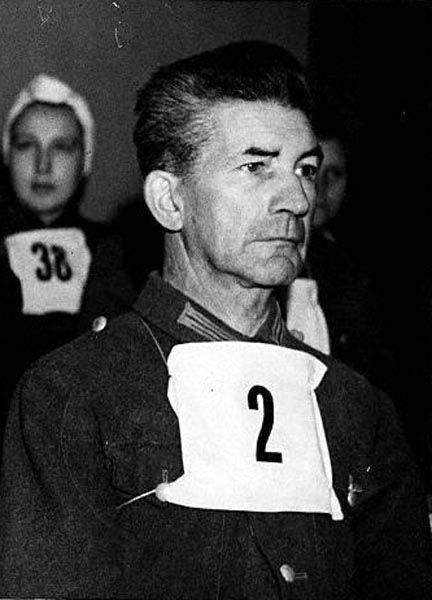
Fritz Klein (1888–1945)

- Klein, Fritz (1895–1936), deutscher Journalist und Publizist
- Klein, Fritz (1898–1944), deutscher Widerstandskämpfer
- Klein, Fritz (1908–1966), deutscher SA-Standartenführer
- Klein, Fritz (1909–1996), deutscher Fußballfunktionär
- Klein, Fritz (1924–2011), deutscher Historiker
- Klein, Fritz (1932–2006), US-amerikanischer Psychiater, Therapeut und Pionier der Bi-Bewegung
- Klein, Fritz (1937–2014), deutscher Sportjournalist und Medienunternehmer
- Klein, Fritz Heinrich (1892–1977), österreichischer Komponist

#### Klein, G
- Klein, Gabriele (* 1957), deutsche Soziologin, Kultur- und Tanzwissenschaftlerin
- Klein, Gary (1933–2019), US-amerikanischer Jazzmusiker (Saxophon)
- Klein, Georg (1895–1966), deutscher Jurist, Gestapo-Mitarbeiter und SS-Führer
- Klein, Georg (1925–2016), ungarisch-schwedischer Onkologe und Zellbiologe
- Klein, Georg (* 1953), deutscher SchriftstellerGeorg Klein (* 1953)

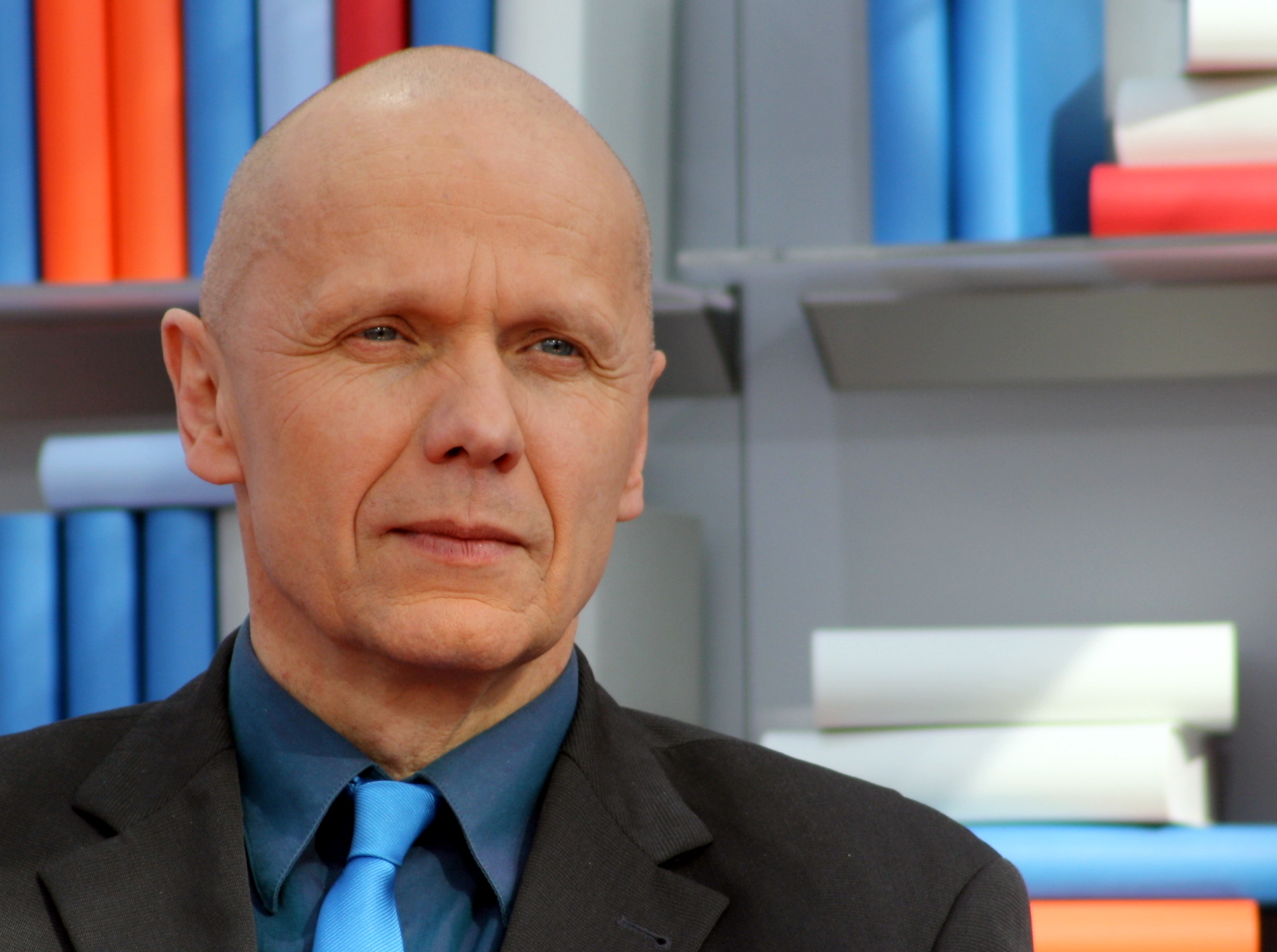
Georg Klein (* 1953)

- Klein, Georg (* 1961), deutscher Militär, Offizier der Bundeswehr
- Klein, Georg (* 1964), deutscher Komponist, Klang- und Medienkünstler
- Klein, Georg (* 1991), deutscher Volleyballspieler
- Klein, Georg Michael (1776–1820), deutscher katholischer Geistlicher, Lehrer, Philosoph und Hochschullehrer
- Klein, George D. (1933–2018), niederländisch-US-amerikanischer Geologe
- Klein, Ger (1925–1998), niederländischer Politiker, Mitglied der Zweiten Kammer der Generalstaaten und Staatssekretär
- Klein, Gérard (* 1937), französischer Science-Fiction-Autor
- Klein, Gerhard (1920–1970), deutscher Filmregisseur und Drehbuchautor, MdV (Kulturbund)
- Klein, Gerhard (* 1932), deutscher Sonderpädagoge
- Klein, Gerhard (* 1934), deutscher Architekt, Grafiker und Buchautor
- Klein, Gerrit (* 1991), deutscher SchauspielerGerrit Klein (* 1991)

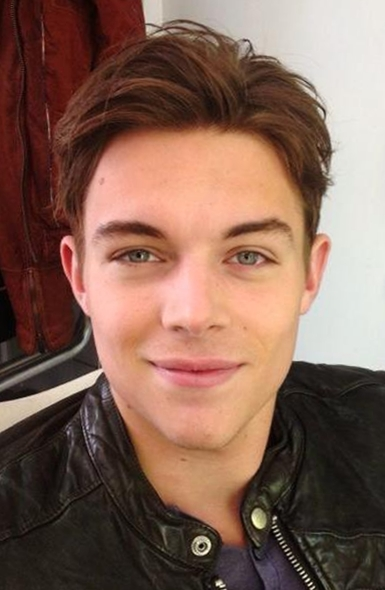
Gerrit Klein (* 1991)

- Klein, Gideon (1919–1945), tschechischer Komponist
- Klein, Gisela (1873–1919), österreichische Schauspielerin
- Klein, Gisela (* 1950), deutsche Leichtathletin
- Klein, Gudrun (* 1943), deutsche Politikerin (SPD), MdL
- Klein, Guillermo (* 1969), argentinischer Jazzpianist
- Klein, Günter (1900–1963), deutscher Jurist, Verwaltungsbeamter und Politiker (SPD)
- Klein, Günter (1928–2015), deutscher evangelischer Theologe
- Klein, Günter (1930–1998), deutscher Jurist und Politiker (CDU), MdBB, MdB
- Klein, Günther (* 1956), deutscher Regisseur, Autor und Hochschuldozent
- Klein, Gustav Leopold († 1862), deutscher Beamter und Abgeordneter
- Klein, Gustave (1901–1962), französischer Schwimmer

#### Klein, H
- Klein, Hagen (* 1949), deutscher Motorradrennfahrer
- Klein, Hanna (* 1993), deutsche Leichtathletin
- Klein, Hannelore, deutsche Fußballspielerin
- Klein, Hans (* 1879), deutsch-chinesischer Waffenhändler
- Klein, Hans (1891–1944), deutscher Generalmajor im Zweiten Weltkrieg
- Klein, Hans (1904–1970), deutscher General der Volkspolizei
- Klein, Hans (1912–1984), deutscher Pathologe und Hochschullehrer
- Klein, Hans (* 1927), deutscher Fußballspieler
- Klein, Hans (1931–1996), deutscher Politiker (CSU). MdBHans Klein (1931–1996)

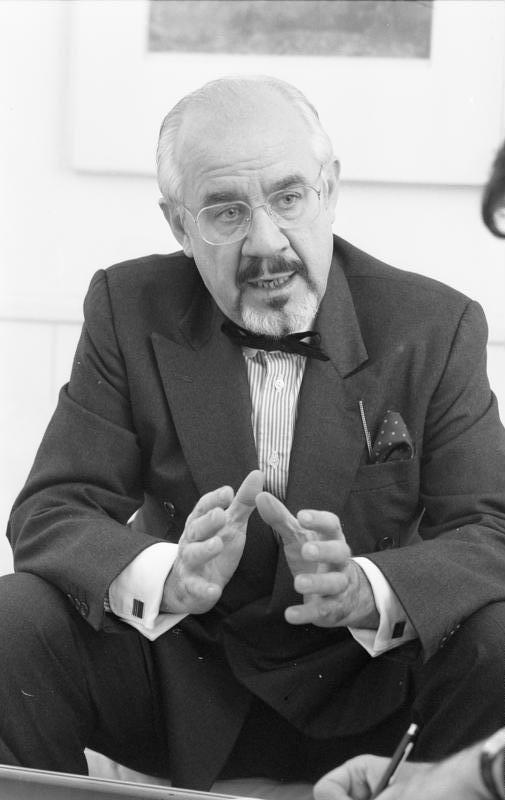
Hans Klein (1931–1996)

- Klein, Hans (* 1940), rumänischer evangelisch-lutherischer Theologe (Neutestamentler) und Politiker
- Klein, Hans Dieter (* 1951), deutscher Fotograf und Science-Fiction-Autor
- Klein, Hans Heinrich (1918–1992), deutscher Major der Wehrmacht und Generalleutnant der Bundeswehr
- Klein, Hans Hugo (* 1936), deutscher Rechtswissenschaftler, Politiker (CDU), MdB, Richter des Bundesverfassungsgerichts
- Klein, Hans Peter (* 1951), deutscher BiologiedidaktikerHans Peter Klein (* 1951)

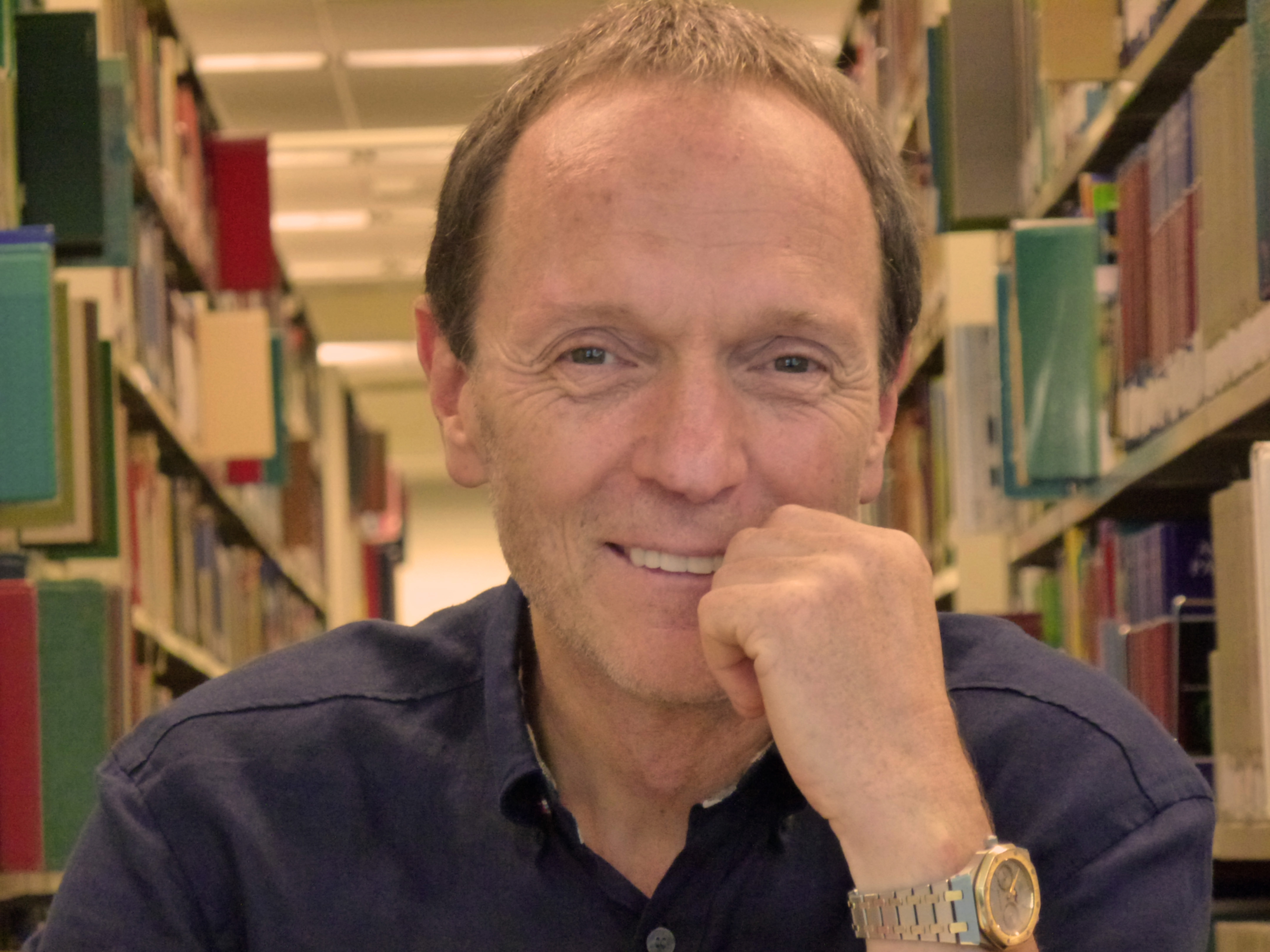
Hans Peter Klein (* 1951)

- Klein, Hans Walter (1942–2016), deutscher Schauspieler
- Klein, Hans-Dieter (* 1940), österreichischer Komponist, Philosoph und emeritierter Universitätsprofessor für Philosophie an der Universität Wien
- Klein, Hans-Gerd (* 1958), deutscher Hürdenläufer
- Klein, Hans-Günter (1939–2016), deutscher Musikwissenschaftler
- Klein, Hans-Günter (* 1954), deutscher Ringer
- Klein, Hans-Günter (* 1968), deutscher Springreiter
- Klein, Hans-Gunther (1931–1982), deutscher Theatergründer und -leiter
- Klein, Hans-Joachim (1938–2023), deutscher Soziologe und Hochschullehrer
- Klein, Hans-Joachim (* 1942), deutscher Schwimmer und Präsident der DOG
- Klein, Hans-Joachim (1947–2022), deutscher Terrorist der Revolutionären Zellen
- Klein, Hans-Jürgen (* 1952), deutscher Politiker (Bündnis 90/Die Grünen), MdL
- Klein, Hans-Wilhelm (1911–1992), deutscher Romanist, Mediävist, Sprachwissenschaftler und Grammatiker
- Klein, Hanspeter (* 1939), deutscher Politiker (CDU)
- Klein, Harald (* 1955), deutscher Diplomat
- Klein, Harry (1928–2010), britischer Jazzmusiker
- Klein, Harry (* 1958), deutscher Fußballspieler
- Klein, Heðin M. (* 1950), färöischer Lehrer, Dichter und Politiker
- Klein, Hedwig (* 1911), deutsche Islamwissenschaftlerin
- Klein, Heinrich, deutscher Fußballspieler
- Klein, Heinrich (1845–1933), deutscher Opernsänger und Intendant
- Klein, Heinrich (1919–2011), deutscher Bauingenieur und Erfinder der Torwand
- Klein, Heinrich (1932–1989), deutscher Politiker (SPD), MdL, MdB
- Klein, Helmut (1930–2004), deutscher Pädagoge
- Klein, Helmut (* 1945), österreichischer Fotograf
- Klein, Helmut Walter (1918–2013), deutscher Künstler
- Klein, Hendrikje (* 1979), deutsche Politikerin (Die Linke), MdA
- Klein, Henri (1944–1995), luxemburgischer Fußballspieler
- Klein, Henry (1842–1913), britisch-deutscher Freimaurer und Okkultist
- Klein, Herbert (1900–1972), österreichischer Historiker und Landesarchivdirektor
- Klein, Herbert (1903–1978), deutscher Rechtsanwalt, Politiker (CDU), MdL und Beamter
- Klein, Herbert (1923–2001), deutscher Schwimmer
- Klein, Herbert (1930–2023), US-amerikanischer Politiker
- Klein, Herbert S. (* 1936), US-amerikanischer Lateinamerikahistoriker
- Klein, Heribert (1957–2005), deutscher Musikwissenschaftler, Organist, Journalist und Publizist
- Klein, Herman (1856–1934), britischer Musikschriftsteller, Musikkritiker und Gesangslehrer
- Klein, Hermann (1878–1960), Bürgermeister und Abgeordneter
- Klein, Hermann (1906–1994), deutscher Bahnbeamter, Präsident der Bundesbahndirektion Mainz
- Klein, Hermann Joseph (1844–1914), deutscher Astronom und Meteorologe
- Klein, Hermine, österreichische Ernährungs-Expertin
- Klein, Hildegard (1904–1989), deutsche Ethnologin
- Klein, Holger, deutscher Manager
- Klein, Holger (* 1969), deutscher Hörfunkmoderator und PodcasterHolger Klein (* 1969)

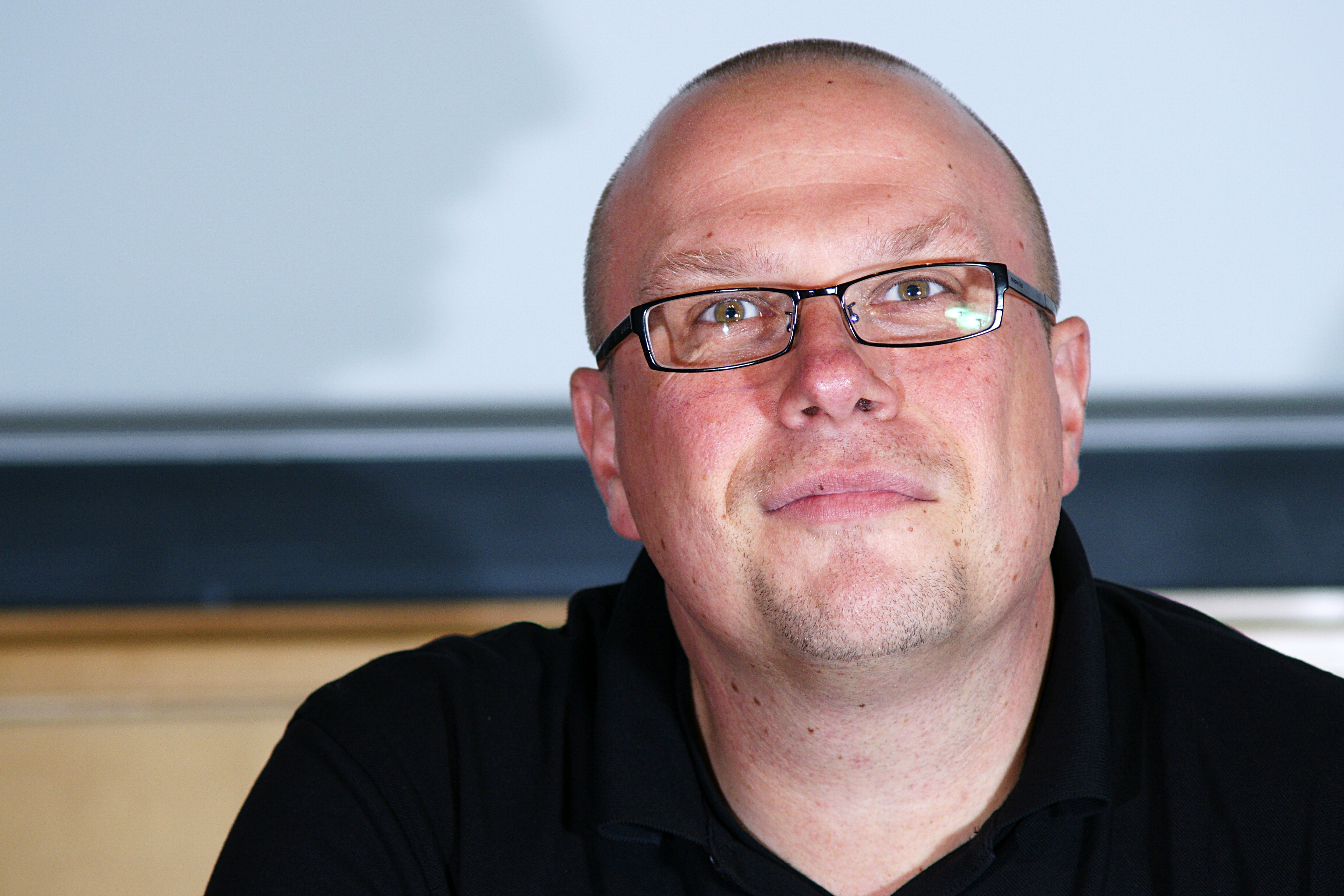
Holger Klein (* 1969)

- Klein, Holger A. (* 1969), deutscher Kunsthistoriker
- Klein, Holger Michael (* 1938), deutscher Anglist und emeritierter Hochschullehrer
- Klein, Horst (1910–1977), deutscher Jurist und SS-Führer
- Klein, Horst (1931–2012), deutscher Physiker und Hochschullehrer
- Klein, Horst G. (1944–2016), deutscher Sprachwissenschaftler, Romanist und Hochschullehrer
- Klein, Hubert (* 1955), deutscher Fußballspieler
- Klein, Hubert Willi (* 1949), deutscher Ingenieur
- Klein, Hugo (1863–1937), österreichischer Gynäkologe, Begründer des Mutterschutzes in Österreich
- Klein, Hugo (1873–1931), österreichischer Offizier und Maler
- Klein, Hugo (1890–1942), deutscher Rabbiner
- Klein, Hugo (* 1953), deutscher Politiker (CDU), MdL

#### Klein, I
- Klein, Ingrid (* 1941), österreichische leitende kirchliche Funktionärin
- Klein, Iris (* 1967), deutsche Reality-TV-Teilnehmerin und Gastwirtin
- Klein, Isabell (* 1984), deutsche HandballspielerinIsabell Klein (* 1984)

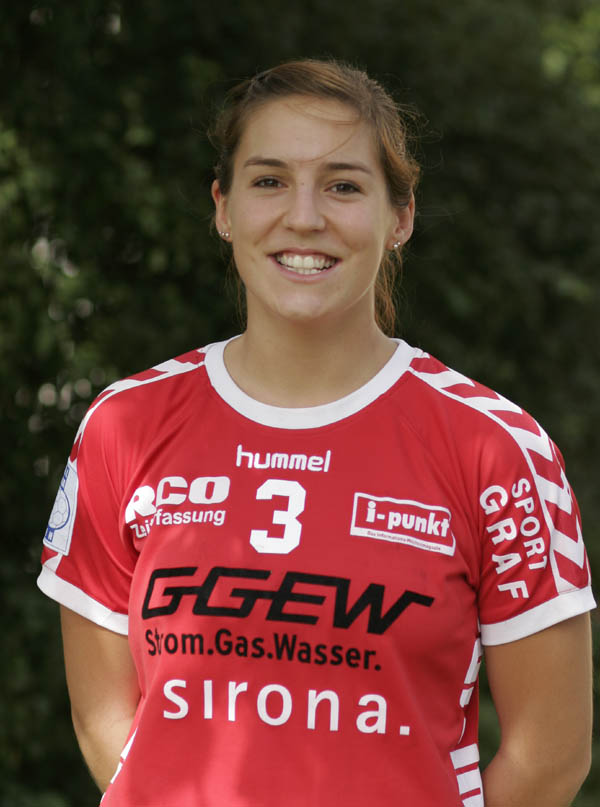
Isabell Klein (* 1984)

- Klein, Isbalda (1906–1944), deutsche Steyler Missionsschwester und Märtyrin
- Klein, Ivo (* 1961), liechtensteinischer Politiker

#### Klein, J
- Klein, Jacob (1869–1945), deutscher Ingenieur und Unternehmer
- Klein, Jacob (1899–1978), deutsch-amerikanischer Philosoph und Mathematiker
- Klein, Jacob (* 1949), israelischer Chemiker
- Klein, Jacob Herman, niederländischer Komponist
- Klein, Jacob Theodor (1685–1759), preußischer Rechts- und Geschichtswissenschaftler, Botaniker, Mathematiker und Diplomat
- Klein, Jacques (1930–1982), brasilianischer Komponist
- Klein, Jan (1936–2023), tschechisch-US-amerikanischer Immunologe
- Klein, Jannek (* 1999), deutscher Handballspieler
- Klein, Jean (1912–1998), deutsch-französischer spiritueller Lehrer der Advaita-Richtung und Schriftsteller
- Klein, Jean (1944–2014), französischer Ruderer
- Klein, Jean-François (1961–2018), Schweizer Bauingenieur
- Klein, Jean-Georges (* 1950), französischer Koch
- Klein, Jean-Yves (* 1960), deutsch-kanadischer Maler
- Klein, Jennifer (* 1999), österreichische FußballspielerinJennifer Klein (* 1999)

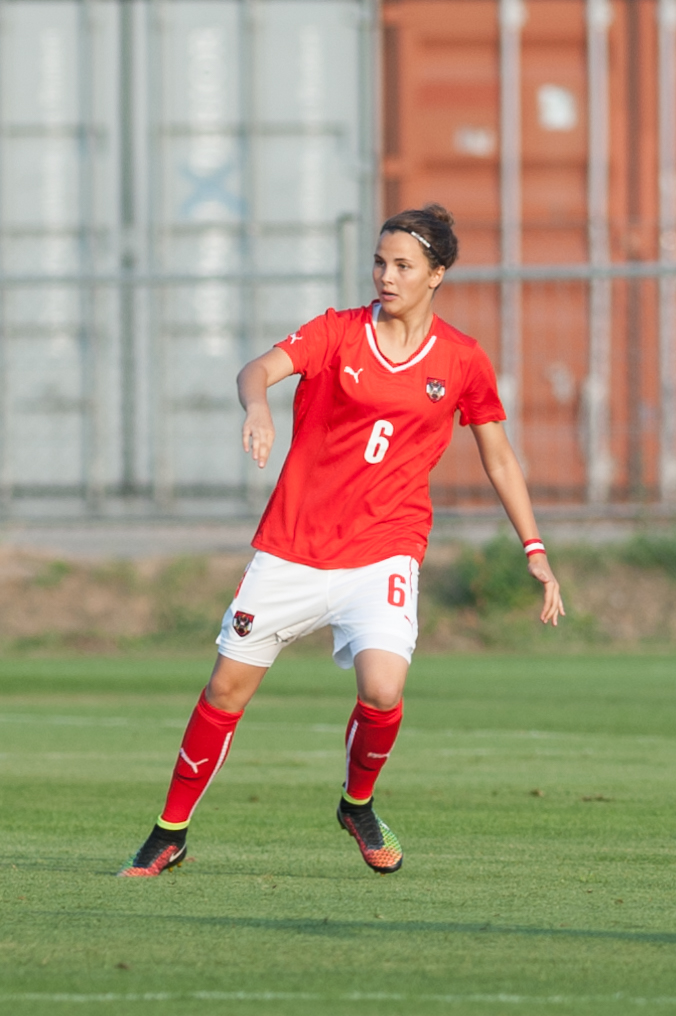
Jennifer Klein (* 1999)

- Klein, Jerome O. (1931–2021), US-amerikanischer Mediziner
- Klein, Jesper (1944–2011), dänischer Schauspieler und Synchronsprecher
- Klein, Jim, Filmeditor, Filmregisseur, Filmproduzent und Dokumentarfilmer
- Klein, Joachim (* 1963), deutscher Lichtdesigner
- Klein, Jochen (1967–1997), deutscher Maler
- Klein, Joe (* 1946), US-amerikanischer Journalist
- Klein, Johann (1788–1856), österreichischer Arzt und Geburtshelfer
- Klein, Johann (1823–1883), österreichischer Glasmaler
- Klein, Johann (1874–1956), deutscher Landwirt und Abgeordneter
- Klein, Johann (1902–1976), deutscher Gewerkschafter und Politiker (CVP, CDU), MdL. MdB
- Klein, Johann Adam (1792–1875), deutscher Maler und Kupferstecher des Biedermeiers
- Klein, Johann Joseph (1740–1823), deutscher Musiktheoretiker
- Klein, Johann Michael (1692–1767), deutscher Zimmerermeister
- Klein, Johann Peter (1812–1873), luxemburgischer Jurist und Politiker
- Klein, Johann Samuel (1748–1820), Historiker und Theologe
- Klein, Johann Valentin (1787–1861), deutscher lutherischer Theologe und Pädagoge
- Klein, Johann von (1659–1732), deutscher Rechtswissenschaftler sowie Professor
- Klein, Johann Wilhelm (1765–1848), deutsch-österreichischer Pionier der Blindenbildung
- Klein, Johanna, deutsche Jazzmusikerin (Altsaxophon, Komposition)
- Klein, Johannes (1604–1631), deutscher evangelisch-lutherischer Theologe und Hochschullehrer
- Klein, Johannes (1684–1762), böhmischer Astronom und Mechanikus
- Klein, Johannes (1845–1917), deutscher Ingenieur, Erfinder und Unternehmer
- Klein, Johannes (1904–1973), deutscher Germanist
- Klein, Johannes Werner (1898–1984), deutscher Philosoph
- Klein, Jon (* 1960), englischer Gitarrist
- Klein, Joost (* 1997), niederländischer YouTuber, Musiker und RapperJoost Klein (* 1997)

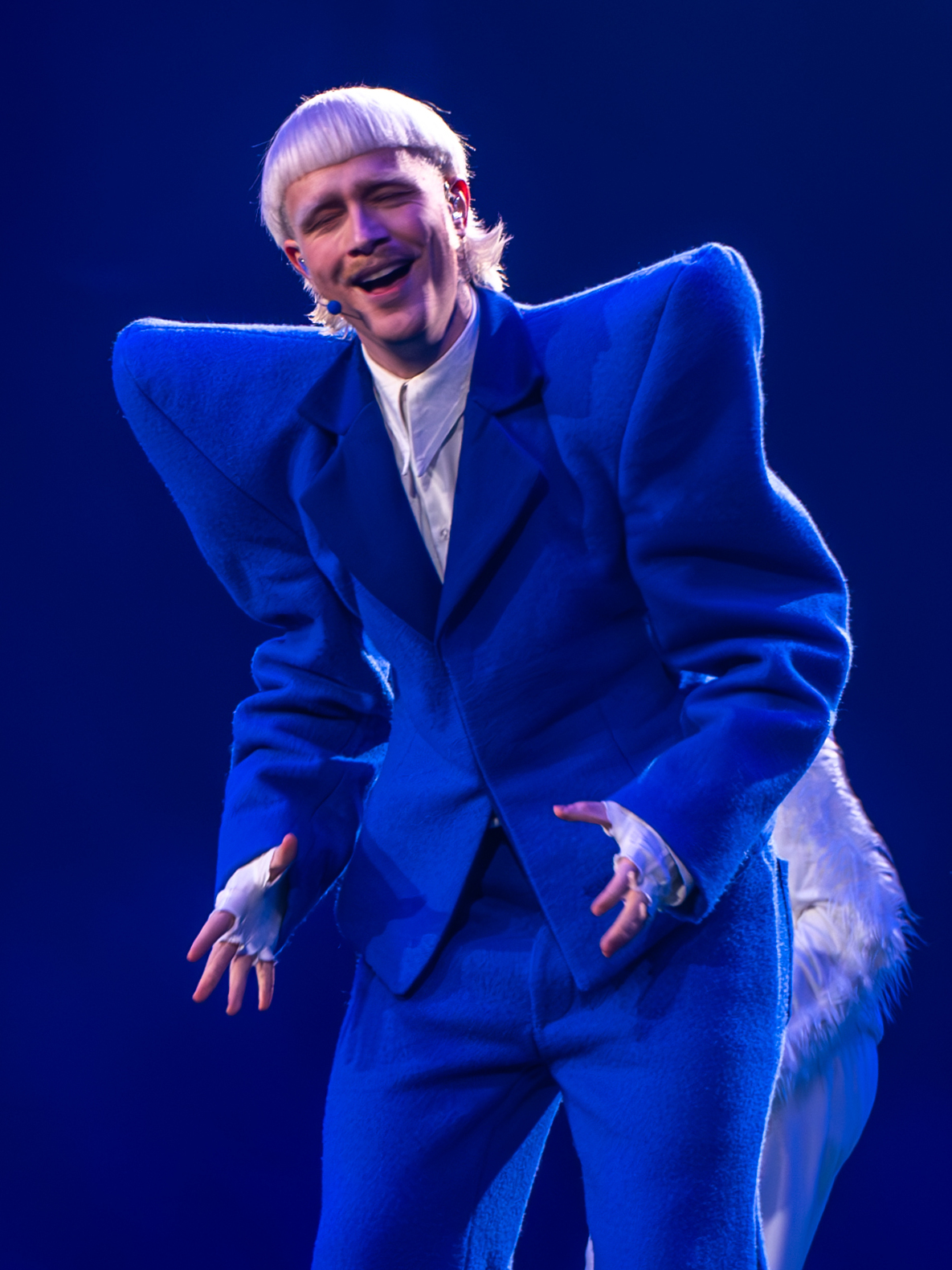
Joost Klein (* 1997)

- Klein, Jörg (* 1961), deutscher Konteradmiral
- Klein, Josef (1862–1927), österreichisch-deutscher Schauspieler bei Bühne und Film
- Klein, Josef (1870–1933), österreichischer Komponist
- Klein, Josef (1890–1952), deutscher Volkswirt, Fußballfunktionär und Politiker (NSDAP), MdR
- Klein, Josef (1904–1973), deutscher Motorradrennfahrer
- Klein, Josef (1916–1941), tschechoslowakischer Speerwerfer
- Klein, Josef (* 1940), deutscher Linguist, Hochschullehrer und Politiker (CDU, parteilos), MdB
- Klein, Josef Engelbert (1792–1830), österreichischer Unternehmer
- Klein, Joseph (1802–1862), deutscher Musiklehrer und Komponist
- Klein, Joseph Peter (1896–1976), deutscher Theologe und Philosoph
- Klein, Judith (* 1946), deutsche Autorin und Übersetzerin
- Klein, Judith (* 1972), deutsche Schauspielerin
- Klein, Julian (* 1973), deutscher Komponist und Regisseur
- Klein, Juliane (* 1966), deutsche Komponistin und Verlagsleiterin
- Klein, Julius (1886–1961), US-amerikanischer Historiker und Wirtschaftsfachmann
- Klein, Julius Leopold († 1876), deutscher Autor und Literaturhistoriker
- Klein, Jürgen (1904–1978), deutscher Bildhauer
- Klein, Jürgen (* 1945), deutscher Anglist und Literaturwissenschaftler
- Klein, Jürgen (1949–2006), deutscher Fußballspieler
- Klein, Jürgen (* 1973), deutscher Politiker (AfD)

#### Klein, K
- Klein, Kacey Mottet (* 1998), Schweizer SchauspielerKacey Mottet Klein (* 1998)

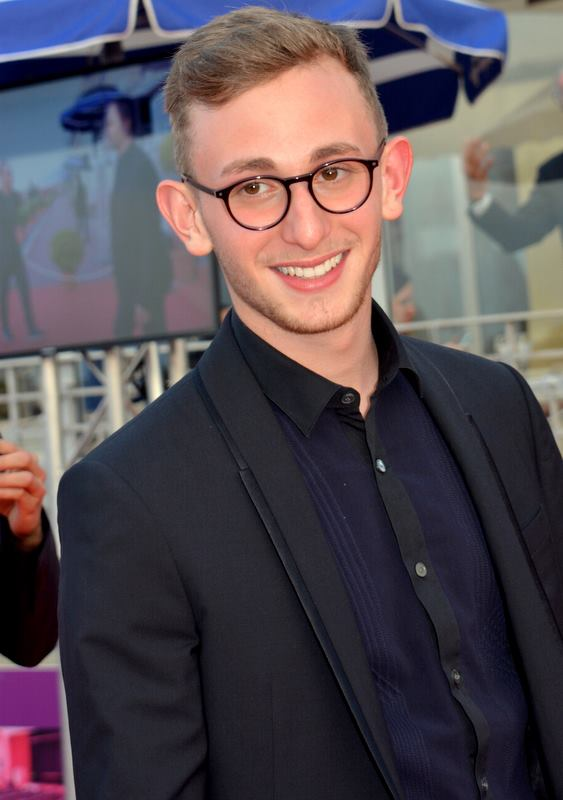
Kacey Mottet Klein (* 1998)

- Klein, Karl (1769–1824), deutscher katholischer Priester, Seminarregens, Prediger, Autor und Publizist
- Klein, Karl (1806–1870), deutscher Gymnasiallehrer und Historiker
- Klein, Karl (1819–1898), Bischof von Limburg
- Klein, Karl (1886–1960), deutscher Parteifunktionär und Gewerkschaftsfunktionär
- Klein, Karl (1901–1993), deutscher Mörder und Bürgermeister von Bexbach
- Klein, Karl (1904–1976), deutscher Richter
- Klein, Karl (1912–2009), deutscher katholischer Geistlicher und Theologe
- Klein, Karl (* 1956), deutscher Politiker (CDU), MdL
- Klein, Karl Christian (1772–1825), württembergischer Leibchirurg und Hofmedicus
- Klein, Karl Kurt (1897–1971), deutscher Journalist, Theologe, Germanist und Historiker
- Klein, Karl-Heinz (1926–2022), deutscher Bildhauer und Maler
- Klein, Karl-Heinz (* 1947), deutscher Boxer
- Klein, Karsten (* 1977), deutscher Politiker (FDP), MdL
- Klein, Katrin, deutsche Theater- und Filmschauspielerin
- Klein, Kellina (* 1968), deutsche Schauspielerin und Synchronsprecherin
- Klein, Kevin (* 1984), kanadischer Eishockeyspieler
- Klein, Kit (1910–1985), US-amerikanische Eisschnellläuferin
- Klein, Klaus (* 1942), deutscher Boxer
- Klein, Klaus (* 1950), deutscher Fußballspieler
- Klein, Klaus-Wolfgang (1933–1993), deutscher Mediziner und Offizier des Ministeriums für Staatssicherheit
- Klein, Konstantin (* 1991), deutscher Basketballspieler
- Klein, Kurt (1920–2002), deutschamerikanischer Soldat und Schriftsteller jüdischer Herkunft
- Klein, Kurt (* 1936), österreichischer Geograph und Demograph
- Klein, Kutte (* 1942), deutscher Rallyefahrer und Motorsportveranstalter, Fernseh- und Hörfunkmoderator, Schauspieler, Sänger und Berliner Original
- Klein, Kyle (* 2001), niederländischer Cricketspieler

#### Klein, L
- Klein, Larry (* 1956), US-amerikanischer Musikproduzent und Jazzbassist
- Klein, Lasse (* 1950), färöischer Politiker (Sjálvstýrisflokkurin, Kristiligi Fólkaflokkurin)
- Klein, Laurentius (1928–2002), deutscher Ordensgeistlicher
- Klein, Lawrence (1920–2013), US-amerikanischer Wirtschaftswissenschaftler
- Klein, Lene (* 1912), deutsche Schriftstellerin und Übersetzerin
- Klein, Leona (* 2000), deutsche Bobpilotin
- Klein, Leonard (1929–2013), US-amerikanischer Komponist, Pianist und Musikpädagoge
- Klein, Leonie Renée (* 1990), deutsche Schauspielerin und Hörspielsprecherin
- Klein, Lew Samuilowitsch (1927–2019), russischer Gelehrter, Archäologe, Anthropologe, Philologe und Wissenschaftshistoriker
- Klein, Libor (1803–1848), österreichischer Unternehmer
- Klein, Lisa (* 1996), deutsche RadrennfahrerinLisa Klein (* 1996)

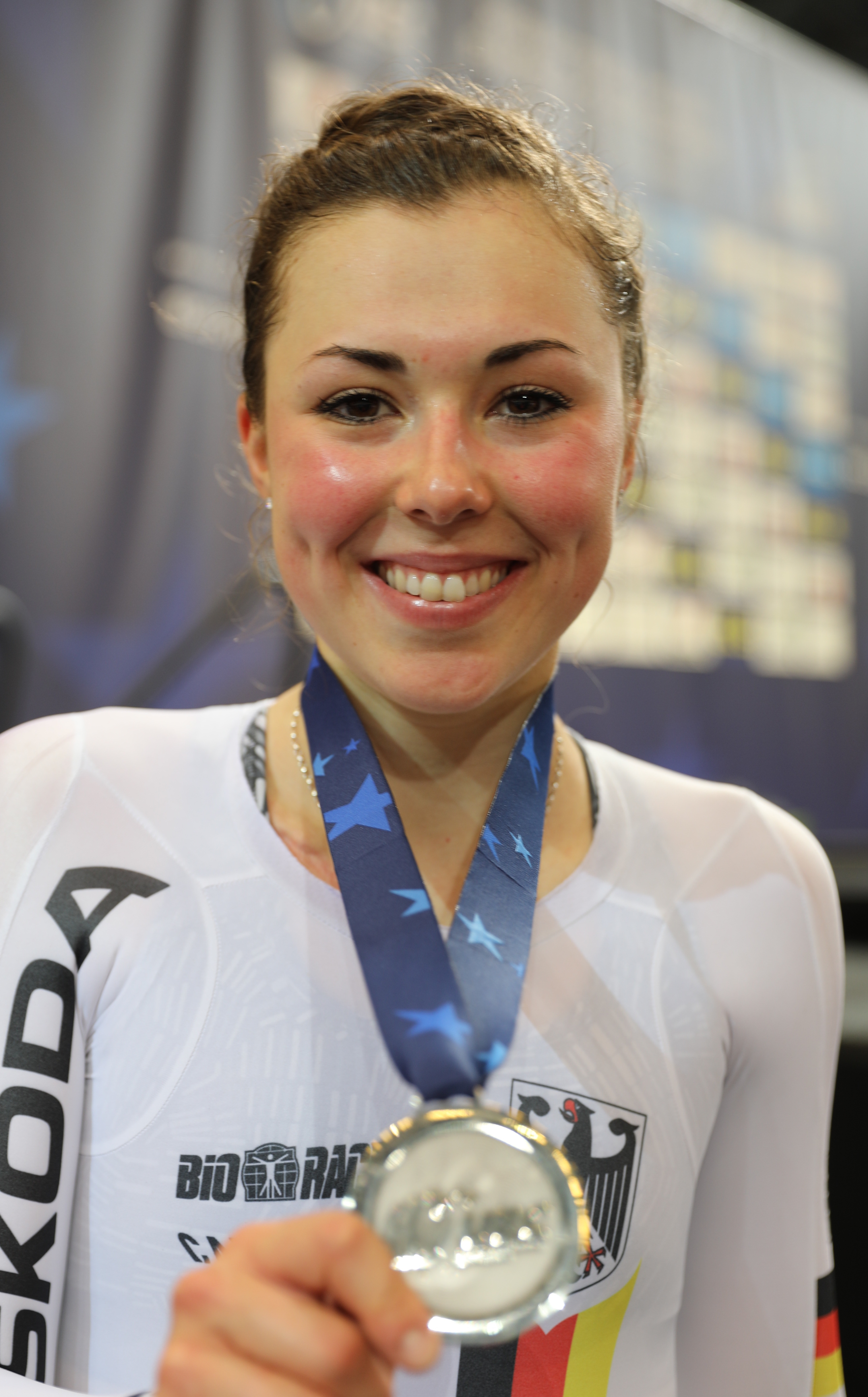
Lisa Klein (* 1996)

- Klein, Loren, US-amerikanischer Pokerspieler
- Klein, Lothar (1932–2004), US-amerikanisch-kanadischer Komponist und Musikpädagoge deutscher Herkunft
- Klein, Lothar (* 1956), deutscher Kommunalpolitiker (CDU), Leiter der Gedenkstätte Bautzner Straße Dresden, Volkskammerabgeordneter
- Klein, Louis (1761–1845), französischer Général de division
- Klein, Louis (* 1969), deutscher Ökonom, Sozialwissenschaftler und Systemtheoretiker
- Klein, Ludwig (1857–1928), deutscher Biologe, Botaniker und Hochschullehrer
- Klein, Ludwig (1868–1945), deutscher Maschinenbauingenieur, Rektor der TH Hannover
- Klein, Ludwig (1900–1959), österreichischer Politiker (SPÖ), Mitglied des Bundesrates
- Klein, Ludwig Gottfried (1716–1756), deutscher Mediziner und Rat und Leibmedikus des Grafen von Erbach
- Klein, Luise (* 1999), deutsche Volleyballspielerin
- Klein, Lukáš (* 1998), slowakischer TennisspielerLukáš Klein (* 1998)

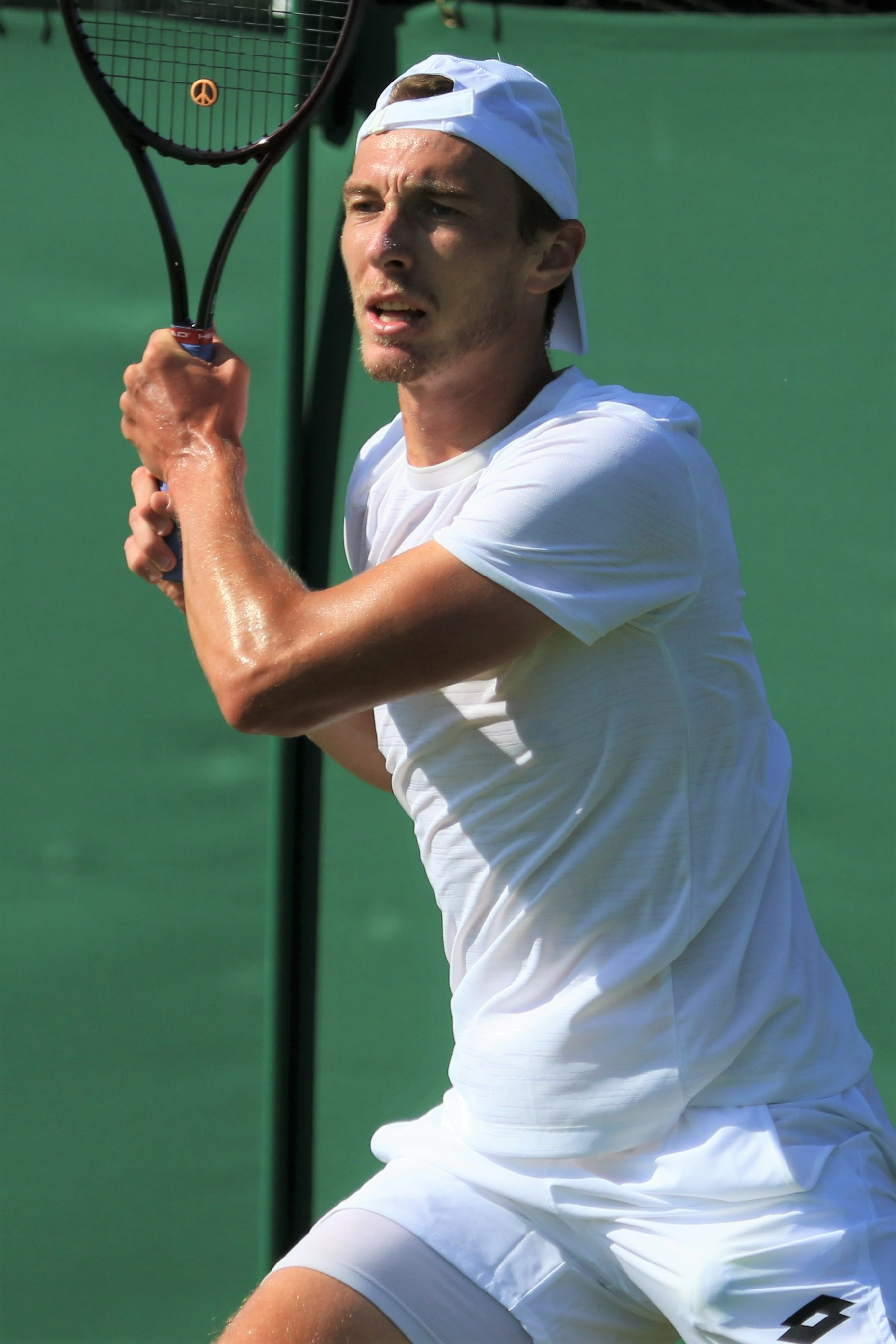
Lukáš Klein (* 1998)

- Klein, Lutz (* 1943), deutscher Politiker (CDU)
- Klein, Ly (1898–1968), deutsche Malerin

#### Klein, M
- Klein, Manfred (1925–1981), deutscher katholischer Jugendvertreter, MdA
- Klein, Manfred (1932–2018), deutscher Typograf
- Klein, Manfred (1935–2004), deutscher Fußballspieler
- Klein, Manfred (1936–2012), deutscher Politiker (CDU), Bürgermeister und MdL Baden-Württemberg
- Klein, Manfred (* 1947), deutscher Ruderer
- Klein, Manny (1908–1994), US-amerikanischer Jazz-Trompeter
- Klein, Manuel (* 1980), deutscher Schauspieler
- Klein, Manuela (* 1974), deutsche Fernsehmoderatorin und Journalistin
- Klein, Marc, Drehbuchautor und Regisseur
- Klein, Marcel (* 1982), deutscher Fernsehmoderator und Journalist
- Klein, Marcus (* 1976), deutscher Politiker (CDU), MdL
- Klein, Mareille (* 1979), deutsche Regisseurin und Drehbuchautorin
- Klein, Margarete (* 1973), deutsche Politologin
- Klein, Maria, deutsche Tischtennisspielerin
- Klein, Mark († 2025), US-amerikanischer WhistleblowerMark Klein († 2025)

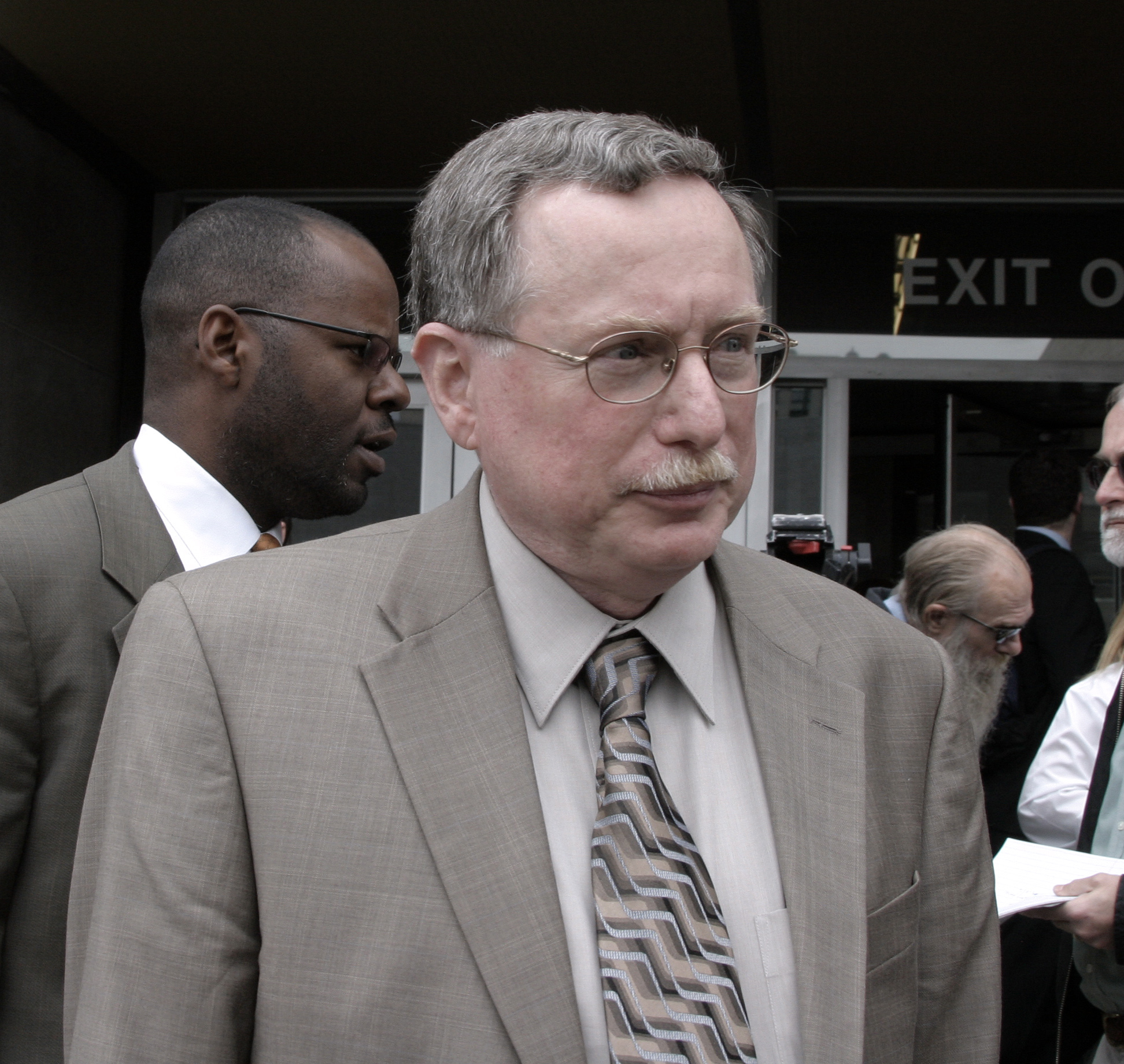
Mark Klein († 2025)

- Klein, Marlon (* 1957), deutscher Produzent und Musiker
- Klein, Martin (1864–1924), österreich-ungarischer Tenor, Geiger, Unterhaltungskünstler, Theaterschauspieler, Theaterleiter und Theaterregisseur
- Klein, Martin (1884–1947), estnisch-russischer Ringer
- Klein, Martin (* 1962), deutscher Autor
- Klein, Martin (* 1976), französischer Koch
- Klein, Martin (* 1977), deutscher Rechtswissenschaftler und Hochschullehrer
- Klein, Martin (* 1983), österreichischer Songwriter und Pianist
- Klein, Martin J. (1924–2009), US-amerikanischer Wissenschaftshistoriker
- Klein, Martina (* 1976), argentinisch-spanisches Model, Schauspielerin und Humoristin
- Klein, Marvin (* 1999), französischer Autorennfahrer
- Klein, Matthäus (1911–1988), deutscher marxistischer Philosoph und Vizepräsident der Urania
- Klein, Matti (* 1984), deutscher Jazzpianist
- Klein, Maury (* 1939), US-amerikanischer Historiker und Autor
- Klein, Max (1845–1910), deutscher Reichsgerichtsrat
- Klein, Max (1847–1908), deutscher Bildhauer und Medailleur
- Klein, Max (1882–1957), österreichischer Politiker (SDAP), Landtagsabgeordneter, Mitglied des Bundesrates
- Klein, Max (* 1892), deutscher Marineoffizier, zuletzt Kapitän zur See der Kriegsmarine
- Klein, Max (1951–2024), deutscher Physiker
- Klein, Mechtild (* 1962), deutsche Richterin und Mitglied des Bayerischen Verfassungsgerichtshofs
- Klein, Melanie (1882–1960), österreichisch-britische PsychoanalytikerinMelanie Klein (1882–1960)

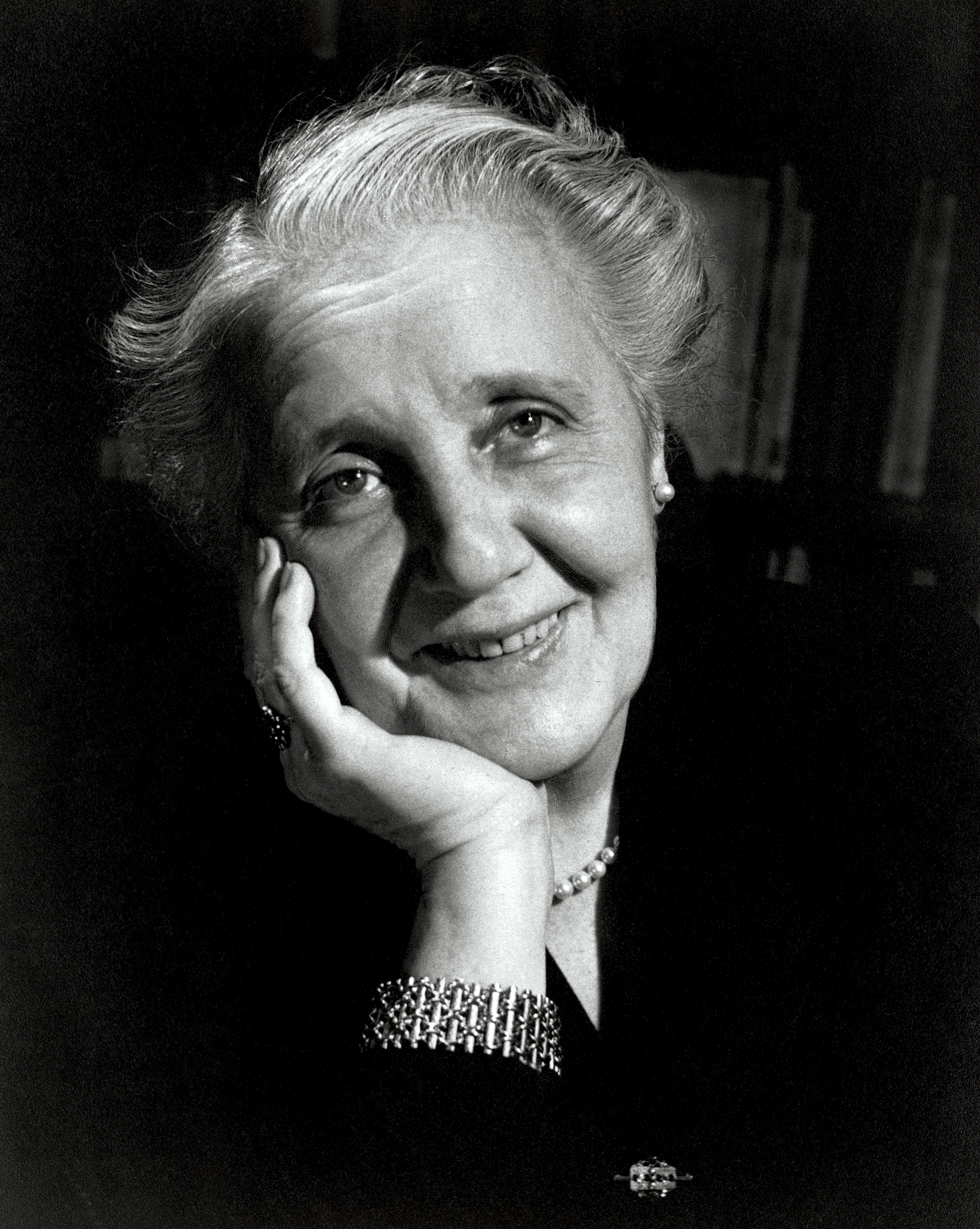
Melanie Klein (1882–1960)

- Klein, Michael (1943–2022), deutscher Bildhauer
- Klein, Michael (* 1945), deutscher Jurist und Richter am Bundesgerichtshof
- Klein, Michael (* 1954), deutscher Psychologe und Suchtforscher
- Klein, Michael (1959–1993), rumänischer Fußballspieler
- Klein, Michael (* 1963), amerikanischer Manager
- Klein, Michael (* 1964), deutscher Kirchenhistoriker und evangelischer Pfarrer
- Klein, Michael (* 1965), deutscher Fußballspieler
- Klein, Michael (* 1965), deutscher Historiker und Wissenschaftsmanager
- Klein, Michael (* 1988), deutscher Rennfahrer
- Klein, Michael B. (1970–2007), US-amerikanischer Unternehmer und Hedge-Fonds-Manager
- Klein, Michael L. (* 1940), britischer Chemiker
- Klein, Michael Raphael (* 1981), deutscher Schauspieler
- Klein, Milad (* 1987), deutscher Schauspieler, Regisseur und Schauspiellehrer
- Klein, Miriam (* 1937), Schweizer Jazzsängerin
- Klein, Moritz (* 1996), deutscher Beachvolleyballspieler

#### Klein, N
- Klein, Nadine (* 1985), deutsche Schauspielerin und Reality-TV-Teilnehmerin
- Klein, Naina (* 1999), deutsche Handballspielerin
- Klein, Naomi (* 1970), kanadische Schriftstellerin und GlobalisierungskritikerinNaomi Klein (* 1970)

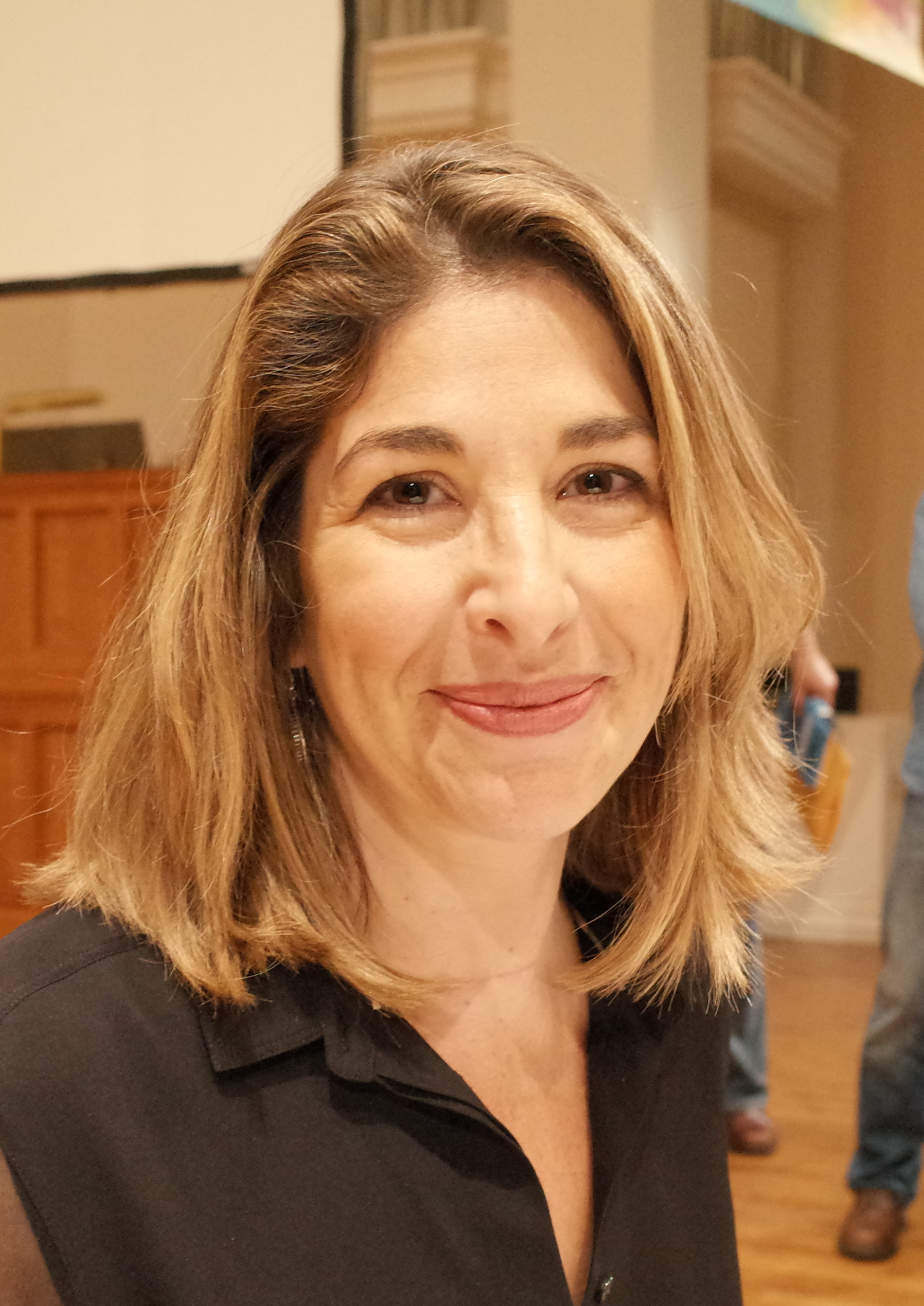
Naomi Klein (* 1970)

- Klein, Niels (* 1978), deutscher Jazzmusiker (Sopran- und Tenorsaxophon, Klarinette, Komposition)
- Klein, Nils (1878–1936), schwedischer Sportschütze
- Klein, Noeki (* 1983), niederländische Wasserballspielerin
- Klein, Norbert Johann (1866–1933), deutsch-böhmischer römisch-katholischer Bischof

#### Klein, O
- Klein, Olaf Georg (* 1955), deutscher Coach und Autor
- Klein, Olga Arturowna (* 1949), sowjetische Leichtathletin
- Klein, Oliver (* 1973), deutscher Jurist und Hochschullehrer
- Klein, Oliver (* 1974), deutscher Jurist und Richter am Bundesgerichtshof
- Klein, Omer (* 1982), israelischer Jazzmusiker
- Klein, Oscar (1930–2006), österreichischer Jazzmusiker
- Klein, Oskar (1894–1977), schwedischer Physiker
- Klein, Ottilie (* 1984), deutsche Politikerin (CDU)Ottilie Klein (* 1984)

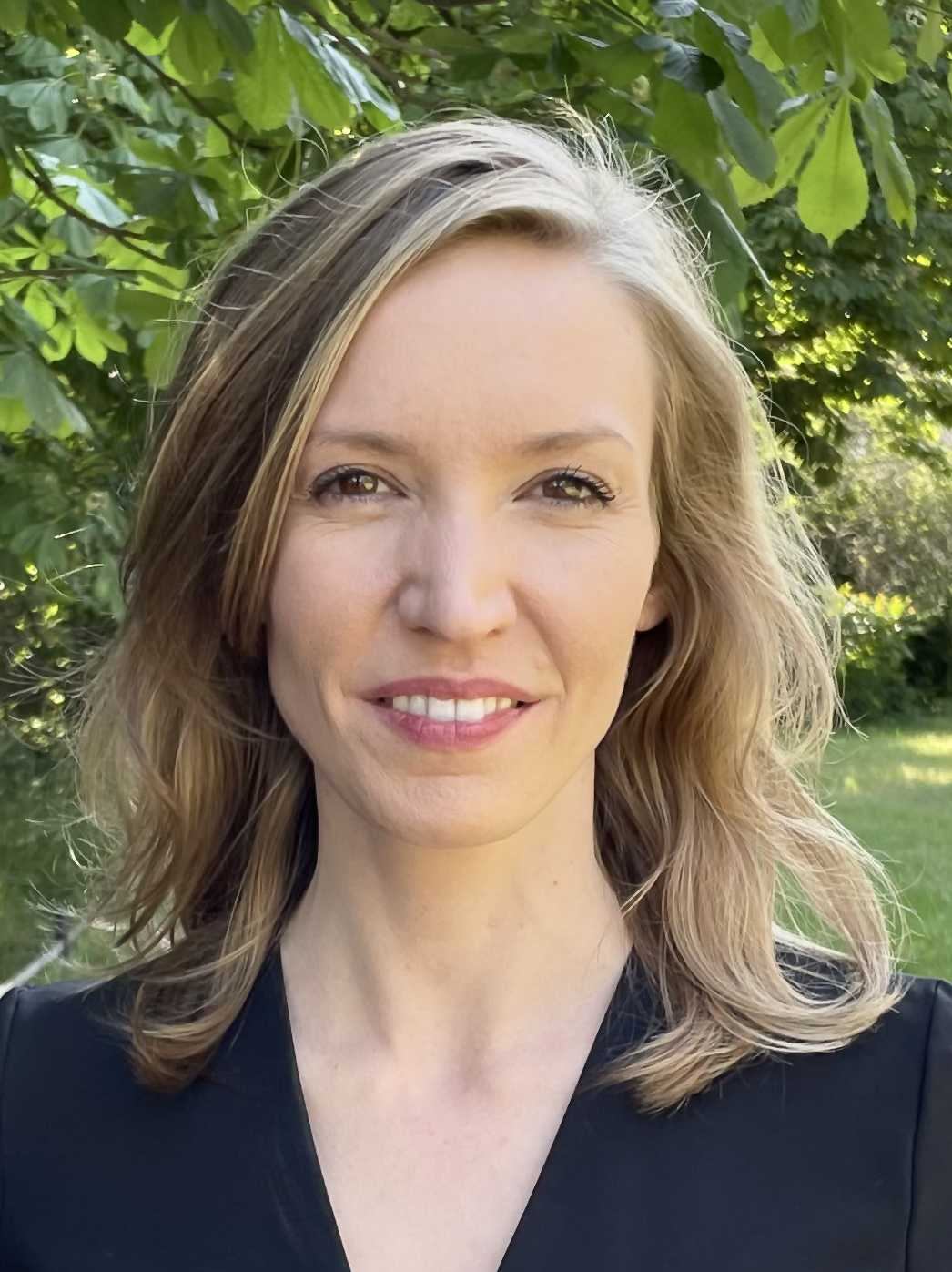
Ottilie Klein (* 1984)

- Klein, Otto (1891–1968), tschechoslowakischer Kardiologe
- Klein, Otto (1904–1995), deutscher Restaurator
- Klein, Otto (1906–1994), Schweizer Maler

#### Klein, P
- Klein, Patrick (* 1994), deutscher Eishockeytorwart
- Klein, Paul (1919–1998), deutscher Mediziner, Mikrobiologe und Immunologe
- Klein, Paul (* 1941), deutscher Militärsoziologe und -psychologe
- Klein, Paula Edda (* 1995), deutsch-britische Schauspielerin
- Klein, Peter (1907–1992), deutsch-österreichischer Opernsänger (Tenor), Charaktertenor an der Wiener Staatsoper und Gesangspädagoge
- Klein, Peter (* 1945), deutscher Holzwissenschaftler
- Klein, Peter (* 1953), österreichischer Journalist und HörfunkredakteurPeter Klein (* 1953)

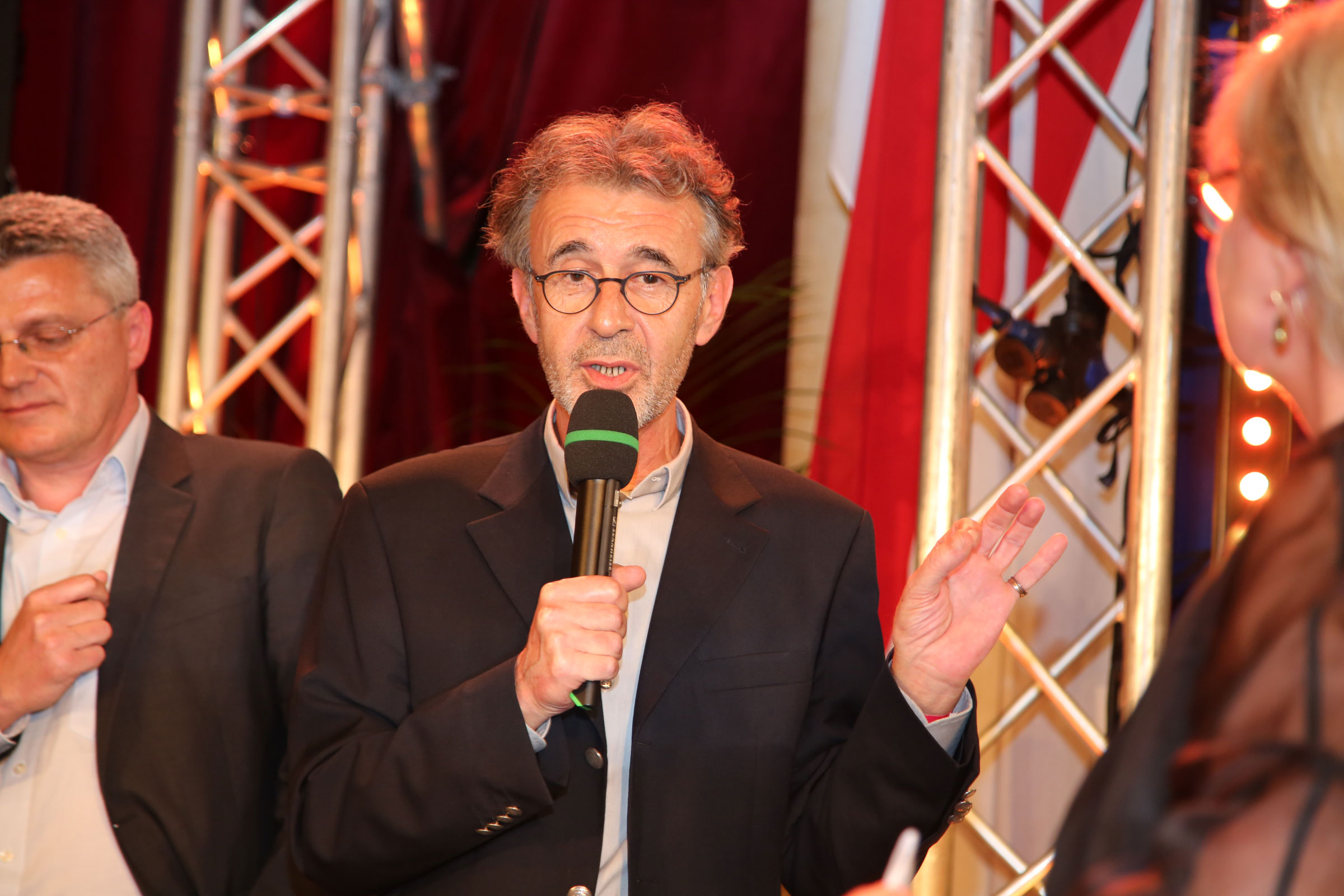
Peter Klein (* 1953)

- Klein, Peter (* 1959), deutscher Leichtathlet und Olympiateilnehmer
- Klein, Peter (* 1962), deutscher Historiker
- Klein, Peter (* 1969), deutscher Autor
- Klein, Peter K. (* 1942), deutscher Mediävist und Kunsthistoriker
- Klein, Petra (* 1964), deutsche Journalistin, Moderatorin und Redakteurin
- Klein, Philip (* 1985), US-amerikanischer Filmkomponist und Orchestrator
- Klein, Philip Walter (* 1940), nordamerikanischer Hispanist, Romanist und Hochschullehrer
- Klein, Philipp (1871–1907), deutscher Genre- und Landschaftsmaler
- Klein, Philipp August (1788–1875), preußischer Generalmajor, Kommandeur der 7. Landwehr-Brigade
- Klein, Philipp Jacob Johann Leo (1815–1896), deutscher Mediziner
- Klein, Philippe (* 1957), französischer Ingenieur und Manager

#### Klein, R
- Klein, Ralph (1931–2008), deutsch-israelischer Basketballspieler und -trainer
- Klein, Ralph (1942–2013), kanadischer Politiker und Moderator
- Klein, Rebekka Alexandra (* 1980), deutsche evangelische Theologin
- Klein, Regine (1857–1939), österreichische Operetten- und Opernsängerin (Sopran)
- Klein, Reinalt Johannes (* 1958), deutscher Orgelbauer
- Klein, Réka (* 1989), deutsche Politikerin (SPD), MdL
- Klein, Ricarda (1944–2011), deutsche Pflegemanagerin
- Klein, Richard (* 1888), deutscher Politiker (DNVP, NSDAP), MdL
- Klein, Richard (1890–1967), deutscher Maler, Bildhauer, Grafiker und Medailleur
- Klein, Richard (1934–2006), deutscher Althistoriker
- Klein, Richard (1953–2021), deutscher Organist, Musikwissenschaftler und Musikphilosoph
- Klein, Richard Rudolf (1921–2011), deutscher Komponist und Musikpädagoge
- Klein, Rita (* 1938), italienische Schauspielerin
- Klein, Robert (1918–1967), staatenloser Philosoph und Kunsthistoriker
- Klein, Robert (* 1942), US-amerikanischer Komiker und SchauspielerRobert Klein (* 1942)

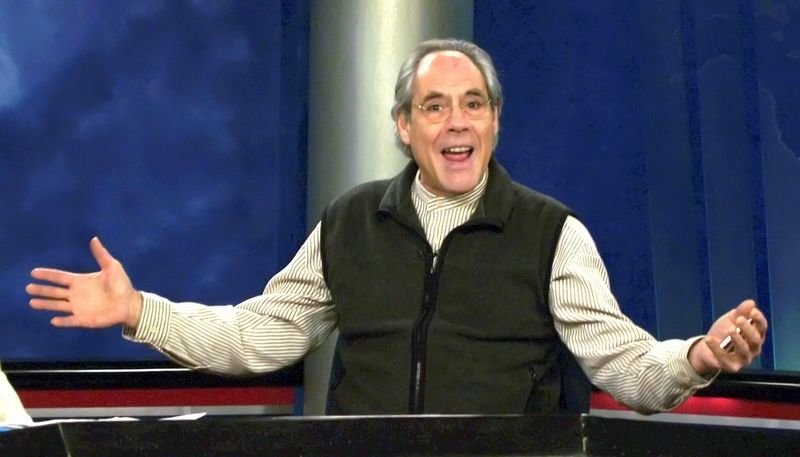
Robert Klein (* 1942)

- Klein, Roelof (1877–1960), niederländischer Ruderer
- Klein, Roi (1975–2006), israelischer Offizier
- Klein, Rolf (1927–2018), deutscher Verwaltungsjurist
- Klein, Rolf (1942–1986), deutscher Politiker (CDU), MdL
- Klein, Rolf (1951–2015), deutscher Gitarrist, Komponist und ProduzentRolf Klein (1951–2015)

Rolf Klein (1951–2015)

- Klein, Rolf-Dieter (* 1957), deutscher Ingenieur und Programmierer
- Klein, Roman Iwanowitsch (1858–1924), russischer Architekt
- Klein, Ron (* 1957), US-amerikanischer Politiker
- Klein, Rosel (1926–2017), deutsche Schriftstellerin
- Klein, Rudi (* 1951), österreichischer Cartoonist
- Klein, Rudi (* 1991), deutsch-russischer Schauspieler und Hörspielautor
- Klein, Rüdiger (* 1958), deutscher Neurobiologe
- Klein, Rudolf (1885–1971), deutscher Verwaltungsjurist, Landrat und Regierungsvizepräsident
- Klein, Rudolf (1908–1986), deutscher Ingenieur, Hochschullehrer für Eisenbahn- und Straßenwesen
- Klein, Rudolf (1920–2007), österreichischer Kultur- und Musikpublizist
- Klein, Rudolf (* 1955), ungarischer Architekt und Architekturhistoriker
- Klein, Rupert (* 1959), deutscher Ingenieur, Professor für numerische Strömungsmechanik, Preisträger des Leibnizpreis
- Klein, Ryan (* 1997), niederländischer Cricketspieler

#### Klein, S
- Klein, Saar (* 1967), US-amerikanischer Filmeditor
- Klein, Sabine, deutsche Archäometrikerin, Archäometallurgin
- Klein, Salomon (1845–1937), österreichischer Ophthalmologe
- Klein, Samuel (1886–1940), Rabbiner, Palästinaforscher, Historiker und Philologe
- Klein, Sándor (* 1966), ungarischer Badmintonspieler
- Klein, Sandra (* 1970), deutsche Pharmazeutin und Hochschullehrerin
- Klein, Sara (* 1994), australische Leichtathletin
- Klein, Sarah (* 1985), australische Marathonläuferin
- Klein, Sascha (* 1985), deutscher WasserspringerSascha Klein (* 1985)

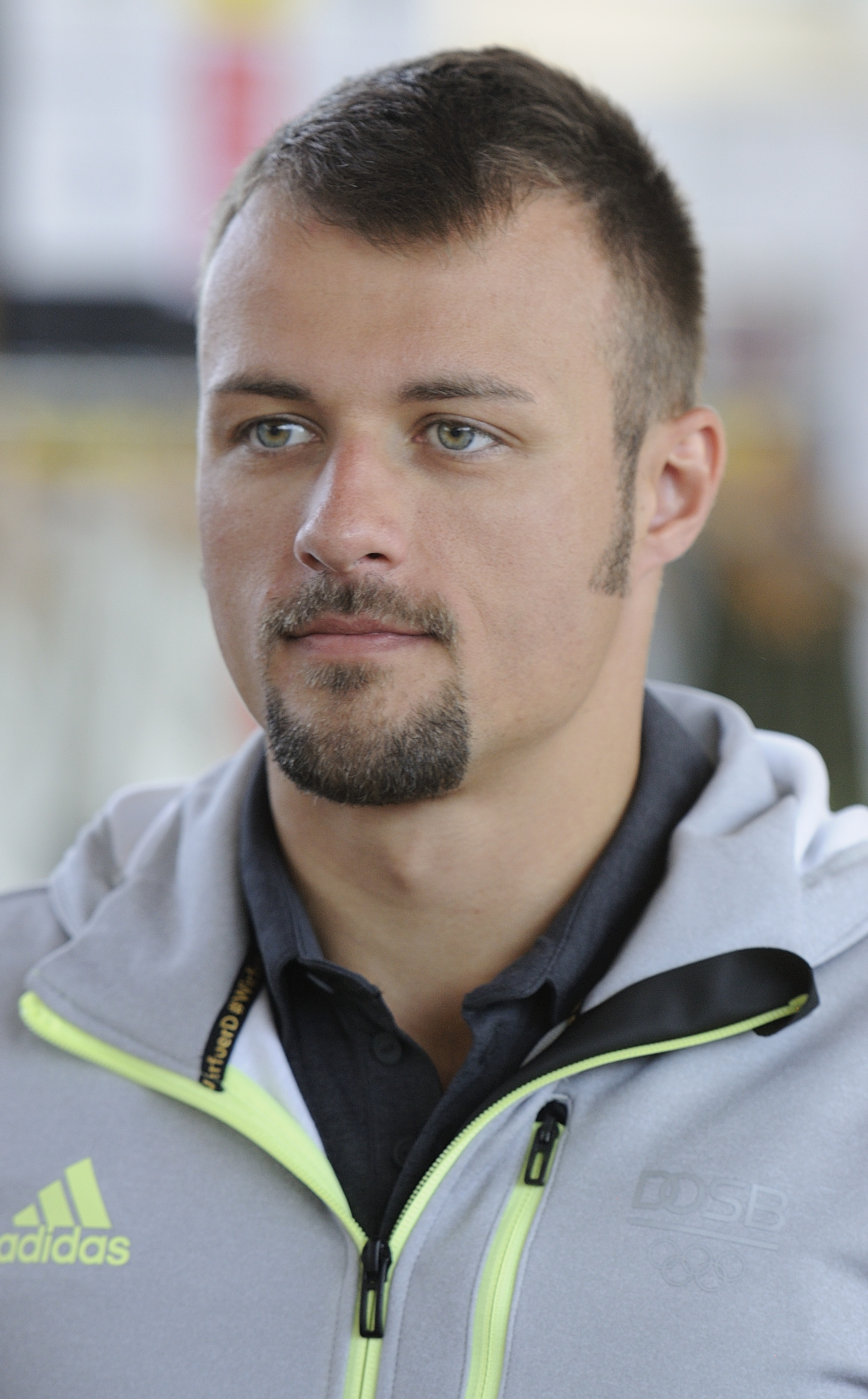
Sascha Klein (* 1985)

- Klein, Sebastian (* 1983), deutscher Schauspieler
- Klein, Siegfried (1882–1944), deutscher Rabbiner
- Klein, Siegmund (1902–1987), deutscher Kraftsportler und Begründer des Bodybuildings
- Klein, Sina (* 1983), deutsche Lyrikerin und Übersetzerin
- Klein, Sivan (* 1984), israelisches Model
- Klein, Stefan (* 1950), deutscher Journalist
- Klein, Stefan (* 1965), deutscher Wissenschaftsjournalist und SachbuchautorStefan Klein (* 1965)

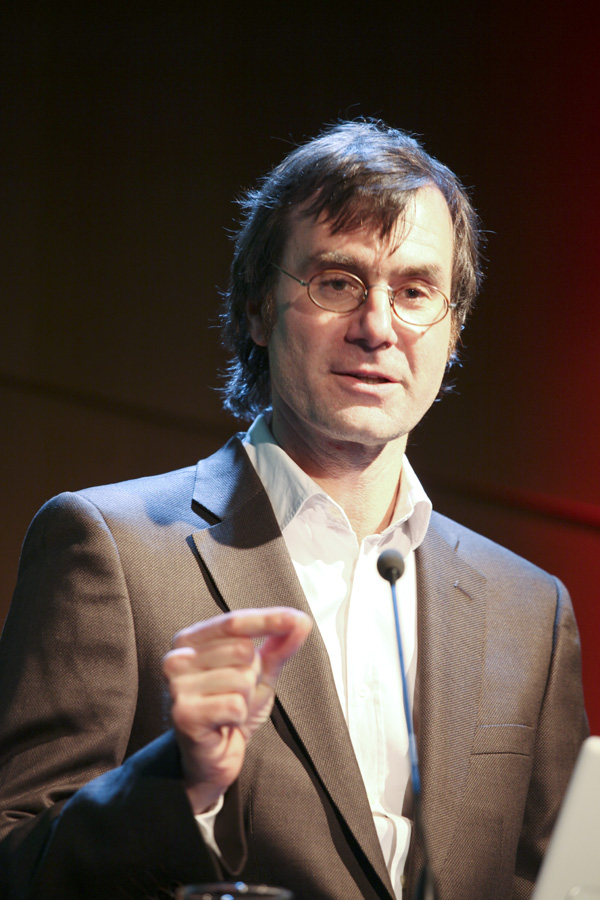
Stefan Klein (* 1965)

- Klein, Stefan (* 1969), deutscher Grafikdesigner und Briefmarkenkünstler
- Klein, Stefan (* 1970), deutscher Politiker (SPD), MdL
- Klein, Stephanie B. (* 1957), deutsche römisch-katholische Theologin
- Klein, Susanne (1955–2013), deutsche bildende Künstlerin

#### Klein, T
- Klein, Tammy (* 1963), US-amerikanische Schauspielerin, Synchronsprecherin und Filmschaffende
- Klein, Théo (1920–2020), französisch-israelischer Rechtsanwalt
- Klein, Thomas (1933–2001), deutscher Historiker
- Klein, Thomas (* 1943), deutscher Philologe und Mediävist
- Klein, Thomas (* 1948), deutscher Bürgerrechtler, Politiker (Die Linke), MdV. MdB und Historiker
- Klein, Thomas (* 1955), deutscher Soziologe
- Klein, Thomas (* 1957), deutscher Mediävist
- Klein, Thomas (* 1959), deutscher Politiker (CDU), MdL
- Klein, Thomas (* 1963), österreichischer Unternehmer, Autor
- Klein, Thomas (* 1965), deutscher Fußballspieler
- Klein, Thomas (* 1971), deutscher Fußballspieler
- Klein, Thomas M. (* 1962), deutscher Fernsehjournalist
- Klein, Thoralf (* 1967), deutscher Historiker
- Klein, Tobias (* 1967), deutscher Jazz- und Improvisationsmusiker (Altsaxophon, Bassklarinette, Kontrabassklarinette, Komposition)
- Klein, Tony (* 1987), deutscher Ökonom und Finanzmathematiker
- Klein, Torben (* 1976), deutscher Sänger, Bassist und Komponist
- Klein, Torsten-Jörn (* 1964), deutscher Manager, Auslandsvorstand der Gruner + Jahr AG

#### Klein, U
- Klein, Udo (1939–2018), deutscher Fotograf
- Klein, Ulrich (* 1942), deutscher Numismatiker und Altphilologe
- Klein, Ulrich von (1822–1893), preußischer Generalmajor
- Klein, Uta (1958–2019), deutsche Soziologin
- Klein, Uwe (* 1954), deutscher Brigadegeneral
- Klein, Uwe (* 1970), deutscher Fußballspieler und -trainer

#### Klein, V
- Klein, Verena (* 1976), deutsche SchauspielerinVerena Klein (* 1976)

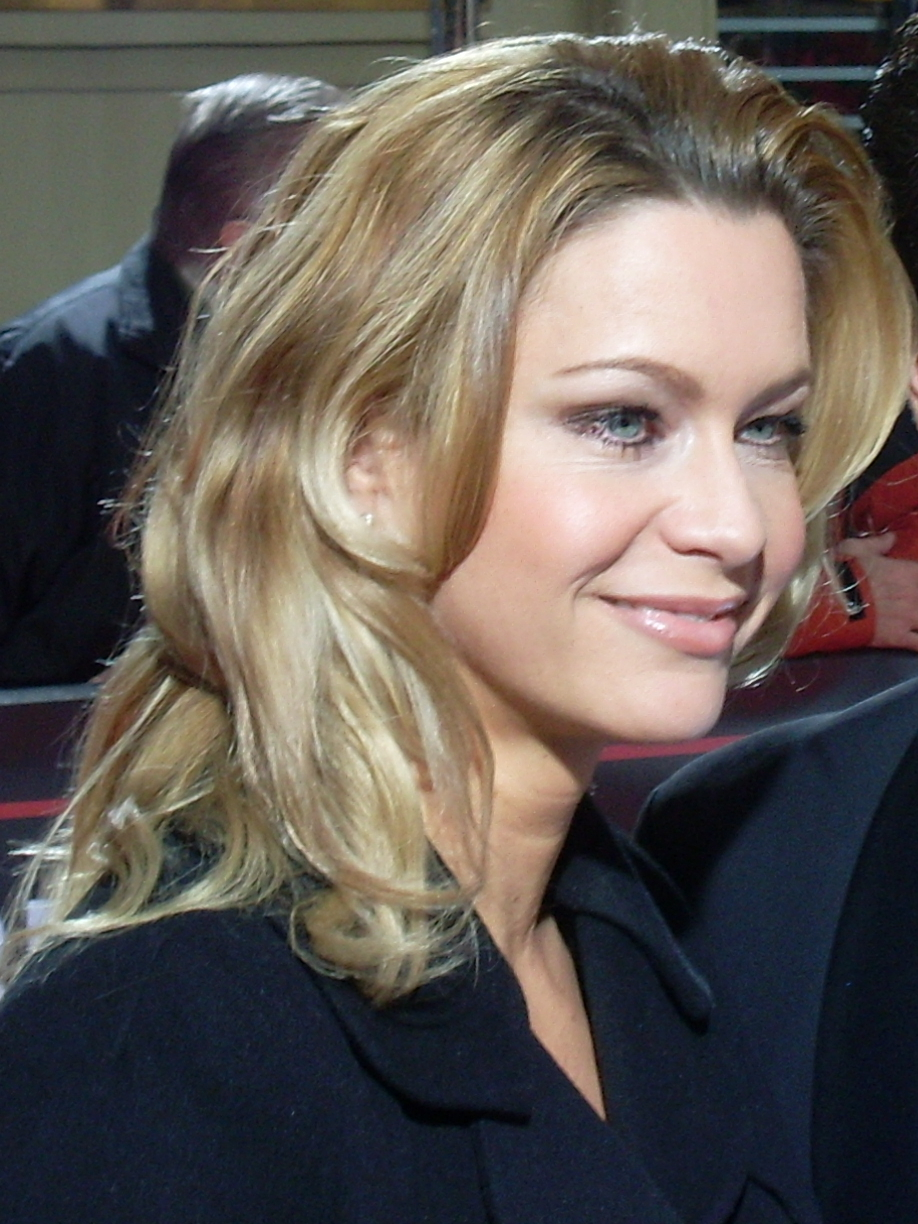
Verena Klein (* 1976)

- Klein, Víctor (1917–1995), chilenischer Fußballspieler
- Klein, Viktor (1909–1975), russlanddeutscher Hochschullehrer, Dichter und Schriftsteller
- Klein, Vilhelm (1835–1913), dänischer Architekt und Hochschullehrer
- Klein, Viola (1908–1973), österreichisch-britische Soziologin
- Klein, Volker (1949–2023), deutscher Fußballspieler
- Klein, Volkmar (* 1960), deutscher Politiker (CDU), MdL, MdB

#### Klein, W
- Klein, Waldemar (1920–2010), deutscher Unternehmer und Fußballfunktionär
- Klein, Walter (1877–1952), deutscher Hochschullehrer, Rektor der Höheren Fachschule für Edelmetallindustrie Schwäbisch Gmünd und Heimatforscher
- Klein, Walter (1882–1961), österreichischer Musiktheoretiker, Komponist und Musikpädagoge
- Klein, Walter (1917–1987), österreichisch-deutscher Schriftsteller
- Klein, Werner (1914–1964), deutscher Unternehmer und Politiker (FDP), MdL
- Klein, Werner (1928–1985), deutscher Politiker (SPD), MdL
- Klein, Wilhelm (1821–1897), deutscher Landschaftsmaler
- Klein, Wilhelm (1825–1887), Schweizer Politiker
- Klein, Wilhelm (1834–1908), deutscher Jurist und Landeshauptmann der Rheinprovinz
- Klein, Wilhelm (1850–1924), österreichischer Klassischer Archäologe
- Klein, Wilhelm (1885–1955), deutscher Veterinärmediziner
- Klein, Wilhelm (1889–1996), deutscher katholischer Theologe
- Klein, Wilhelm (1902–1983), deutscher Politiker (NSDAP) und Abgeordneter des Landtags des Volksstaates Hessen in der Weimarer Republik
- Klein, Willem (1912–1986), niederländischer Kopfrechner
- Klein, Willi (1927–1997), deutscher Skirennläufer
- Klein, William (1926–2022), US-amerikanischer Maler, Filmregisseur und Fotograf
- Klein, Willy (1912–2004), luxemburgischer Kunstturner
- Klein, Wolf Peter (* 1961), deutscher Germanist
- Klein, Wolfgang (1908–1944), deutscher Schauspieler bei Bühne und Film
- Klein, Wolfgang (* 1931), deutscher Bildhauer
- Klein, Wolfgang (1935–1985), deutscher Schachredakteur und Schachkomponist
- Klein, Wolfgang (1941–2017), deutscher Leichtathlet, TV-Moderator, Rechtsanwalt und Fußballfunktionär
- Klein, Wolfgang (* 1943), deutscher Politiker (SPD), MdL
- Klein, Wolfgang (* 1946), deutscher Journalist
- Klein, Wolfgang (* 1946), deutscher Linguist
- Klein, Wolfgang (* 1948), deutscher Romanist
- Klein, Wolfgang (1952–2020), deutscher Schauspieler
- Klein, Wolfgang (* 1964), deutscher Bankmanager
- Klein, Wolfhard (* 1949), deutscher Journalist und Autor
- Klein, Wolfram (* 1967), Schriftsteller
- Klein, Wolfram (* 1968), deutscher Fußballspieler

#### Klein, Y
- Klein, Yuri-Gino (* 2001), Schweizer Fußballspieler
- Klein, Yves (1928–1962), französischer Maler, Bildhauer und Performancekünstler

### Klein-

#### Klein-A
- Klein-Arendt, Heinz (1916–2005), deutscher Bildhauer

#### Klein-B
- Klein-Blenkers, Fritz (1924–2015), deutscher Wirtschaftswissenschaftler

#### Klein-C
- Klein-Chevalier, Friedrich (1861–1938), deutscher Historien- und Porträtmaler der Düsseldorfer Schule

#### Klein-D
- Klein-Diepold, Rudolf (1871–1925), deutscher Kunsthistoriker, Kunstschriftsteller und Kunstkritiker
- Klein-Donath, Eva (1895–1959), deutsche Schauspielerin bei Bühne und Film

#### Klein-F
- Klein-Filbrich, Janet (* 1977), deutsche Biathletin

#### Klein-H
- Klein-Hitpaß, Greta (* 2001), deutsche Volleyball- und Beachvolleyballspielerin

#### Klein-L
- Klein-Lörk, Robert (1898–1963), österreichischer Schauspieler und Kabarettist
- Klein-Löw, Stella (1904–1986), österreichische Lehrerin und Politikerin (SPÖ), Abgeordnete zum Nationalrat

#### Klein-P
- Klein-Plaubel, Anna (1900–1990), deutsche Oberaufseherin in den Konzentrationslagern Ravensbrück

#### Klein-R
- Klein-Rhoden, Rudolf (1871–1936), österreichisch-deutscher Schauspieler
- Klein-Rogge, Rudolf (1885–1955), deutscher Schauspieler

#### Klein-S
- Klein-Schmeink, Maria (* 1958), deutsche Politikerin (Bündnis 90/Die Grünen), MdBMaria Klein-Schmeink (* 1958)

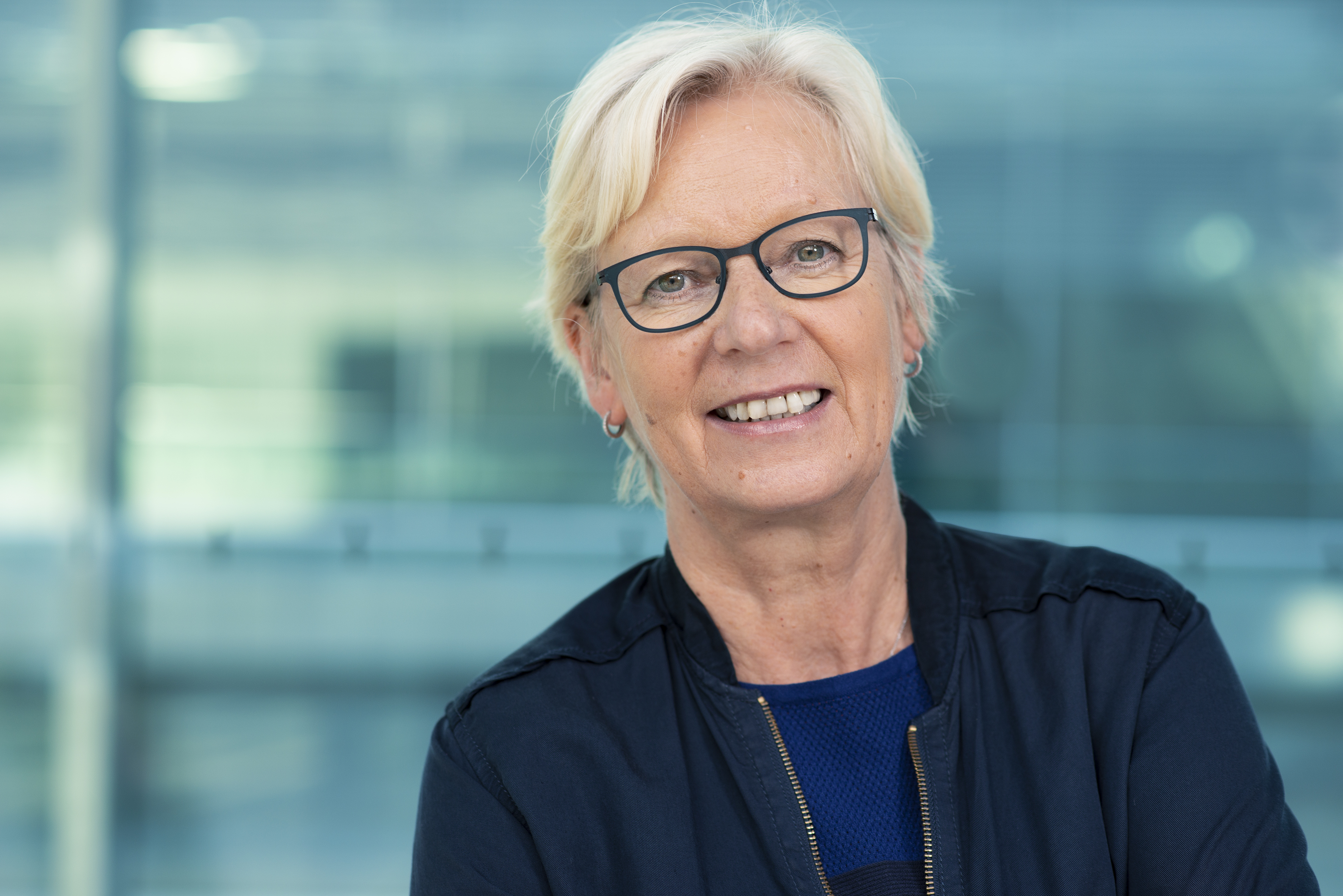
Maria Klein-Schmeink (* 1958)

#### Klein-V
- Klein-Vogelbach, Susanne (1909–1996), deutsche Gymnastiklehrerin und Physiotherapeutin

#### Klein-Z
- Klein-Zirbes, Arnd (* 1970), deutscher Politikwissenschaftler und Hauptgeschäftsführer der Industrie- und Handelskammer Kassel-Marburg

### Kleina
- Kleina, Gilson (* 1968), brasilianischer Fußballtrainer
- Kleina, Hans (1925–1969), deutscher Fußballspieler
- Kleina, Uwe (* 1944), deutscher Fußballspieler
- Kleinaltenkamp, Michael (* 1955), deutscher Wirtschaftswissenschaftler
- Kleinau, Armin (* 1961), deutscher Politiker (CDU), MdV, MdL
- Kleinau, Elke (* 1954), deutsche Erziehungswissenschaftlerin und Hochschullehrerin
- Kleinau, Hermann (1902–1978), deutscher Jurist, Historiker und Archivar
- Kleinau, Jörg (* 1954), deutscher Schauspieler
- Kleinau, Julius (1849–1907), deutscher Baumeister
- Kleinau, Regine (* 1946), deutsche Leichtathletin
- Kleinau, Robert (1846–1921), deutscher Architekt und kommunaler Baubeamter
- Kleinau, Wilhelm (1896–1939), deutscher Offizier, paramilitärischer Funktionär und Schriftsteller
- Kleinau, Willy A. (1907–1957), deutscher Schauspieler

### Kleinb
- Kleinbaum, Nancy H. (* 1948), US-amerikanische Schriftstellerin und Journalistin
- Kleinbek, Mignon (* 1964), deutsche Schriftstellerin
- Kleinberg, Jon (* 1971), US-amerikanischer Informatiker
- Kleinböck, Danny (* 2006), österreichischer Fußballspieler
- Kleinböck, Gerhard (* 1952), deutscher Politiker (SPD), MdL
- Kleinböhl, Helmut (1938–2015), deutscher Fußballspieler
- Kleinbrahm, Petra (* 1959), deutsche Mittelstreckenläuferin
- Kleinbrod, Hugo (1910–1970), österreichischer Kaplan
- Kleinbruckner, Max (* 2007), österreichischer Fußballspieler
- Kleinbub, Holger (* 1971), deutscher Volleyballspieler

### Kleind
- Kleindiek, Detlef (* 1956), deutscher Rechtswissenschaftler
- Kleindiek, Ralf (* 1965), deutscher Politiker (SPD)
- Kleindienst, Alfred (1893–1978), evangelisch-lutherischer Geistlicher und Leiter der Lodscher (Litzmannstädter) Evangelischen Kirche
- Kleindienst, Bartholomäus († 1560), deutscher Dominikaner, Theologe und Hochschullehrer
- Kleindienst, Eugen (* 1952), deutscher katholischer Theologe
- Kleindienst, Josef (* 1963), österreichischer Sachbuchautor, Immobilienhändler
- Kleindienst, Josef (* 1972), österreichischer Schriftsteller und Schauspieler
- Kleindienst, Peter (* 1959), deutscher Komponist, Gitarrenlehrer und Hörspielautor
- Kleindienst, Richard G. (1923–2000), US-amerikanischer Politiker
- Kleindienst, Robert (* 1975), österreichischer Schriftsteller
- Kleindienst, Stella (1950–2019), deutsche Opernsängerin (Sopran/Mezzosopran)
- Kleindienst, Tim (* 1995), deutscher FußballspielerTim Kleindienst (* 1995)

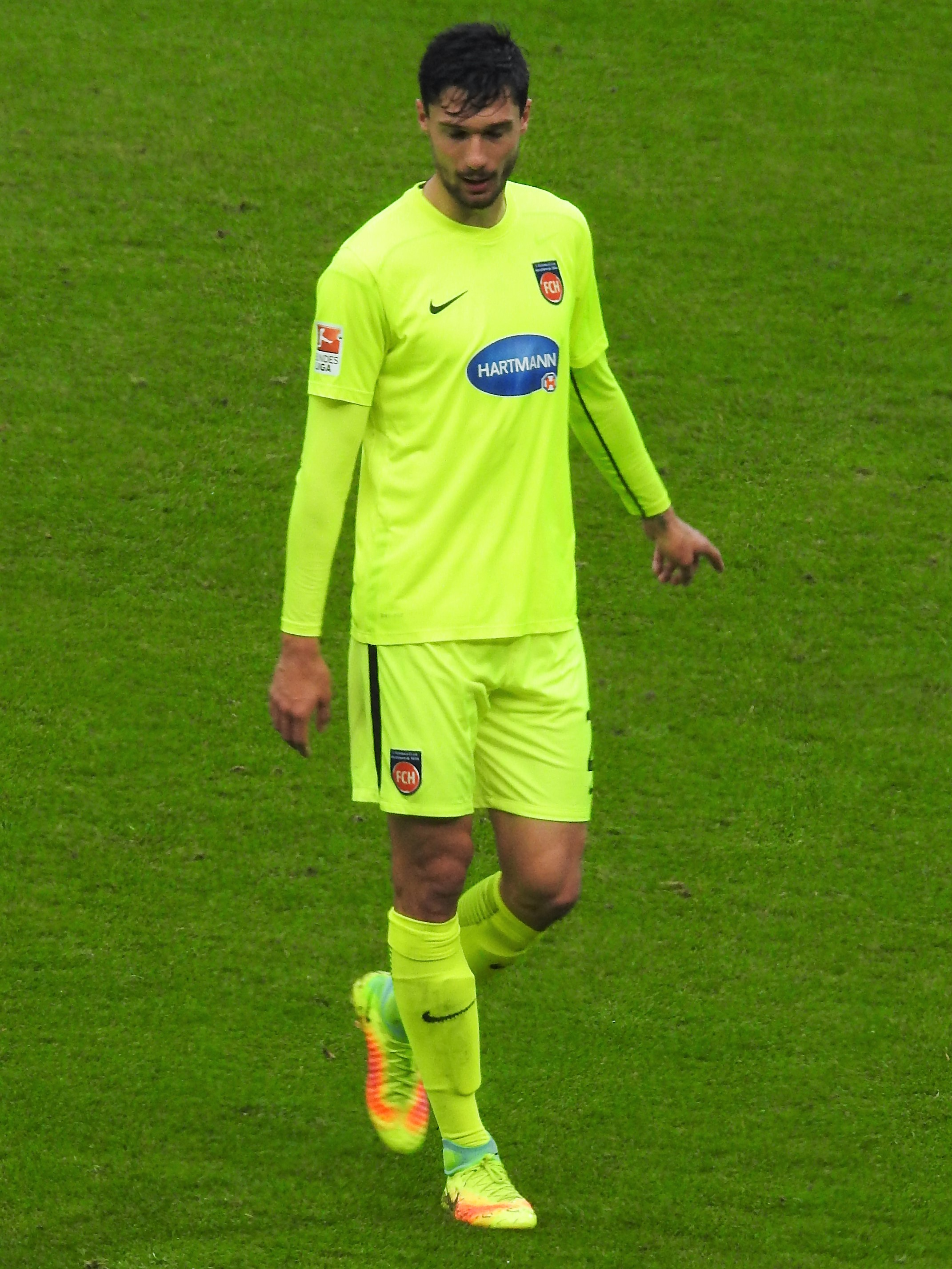
Tim Kleindienst (* 1995)

- Kleindienst, Uwe (* 1961), deutscher Trompetensolist
- Kleindienst, Willi (1920–1999), deutscher Ministerialbeamter
- Kleindin, Franz Teddy (1914–2007), deutscher Jazz- und Unterhaltungsmusiker
- Kleindinst, Josef Ferdinand (1881–1962), deutscher Politiker (CSU), MdL. MdB
- Kleindl, Reinhard (* 1980), österreichischer Autor und Sportler
- Kleindl, Ulrike (* 1963), österreichische Leichtathletin

### Kleine
- Kleine, Alfred (* 1930), deutscher Hauptabteilungsleiter der DDR-Staatssicherheit
- Kleine, Ana-Carolina (* 1994), deutsche Schauspielerin
- Kleine, Andreas, deutscher Wirtschaftswissenschaftler
- Kleine, Arthur (* 1906), deutscher Turner
- Kleine, August (1890–1960), kommunistischer Politiker, Funktionär der Komintern
- Kleine, Carl Ludwig (1866–1938), deutscher Jurist und Politiker
- Kleine, Christian (* 1974), deutscher Electronica-Musiker, DJ und Sounddesigner
- Kleine, Christoph (* 1962), deutscher Religionswissenschaftler
- Kleine, Dorothea (1928–2010), deutsche Schriftstellerin
- Kleine, Eduard (1837–1914), deutscher Bergbau-Ingenieur und -Unternehmer, Politiker (NLP), MdR
- Kleine, Florian (* 1975), deutscher Schauspieler
- Kleine, Friedrich Karl (1869–1951), deutscher Mikrobiologe und Pharmakologe
- Kleine, Georg (1881–1944), deutscher Marineoffizier und Konteradmiral im Zweiten Weltkrieg
- Kleine, Gisela (* 1926), deutsche Germanistin, Kunsthistorikerin und Autorin
- Kleine, Herbert (1887–1978), deutscher Verwaltungsjurist und Offizier
- Kleine, Hermann (1903–1970), deutscher Politiker (CDU)
- Kleine, Hugo Otto (1898–1971), deutscher Dichterarzt
- Kleine, Joe (* 1962), US-amerikanischer Basketballspieler
- Kleine, Julia (* 1984), deutsche Fernseh- und Radiomoderatorin, Reporterin und Synchronsprecherin
- Kleine, Jürgen (1938–1985), deutscher Klassischer Archäologe
- Kleine, Karl (1869–1938), Landtagsabgeordneter Waldeck
- Kleine, Marcel (1884–1956), deutscher Bildhauer
- Kleine, Megan (* 1974), US-amerikanische Schwimmerin
- Kleine, Otto (1898–1968), deutscher Widerstandskämpfer gegen den Nationalsozialismus
- Kleine, Peter (* 1972), deutscher Jurist und KommunalpolitikerPeter Kleine (* 1972)

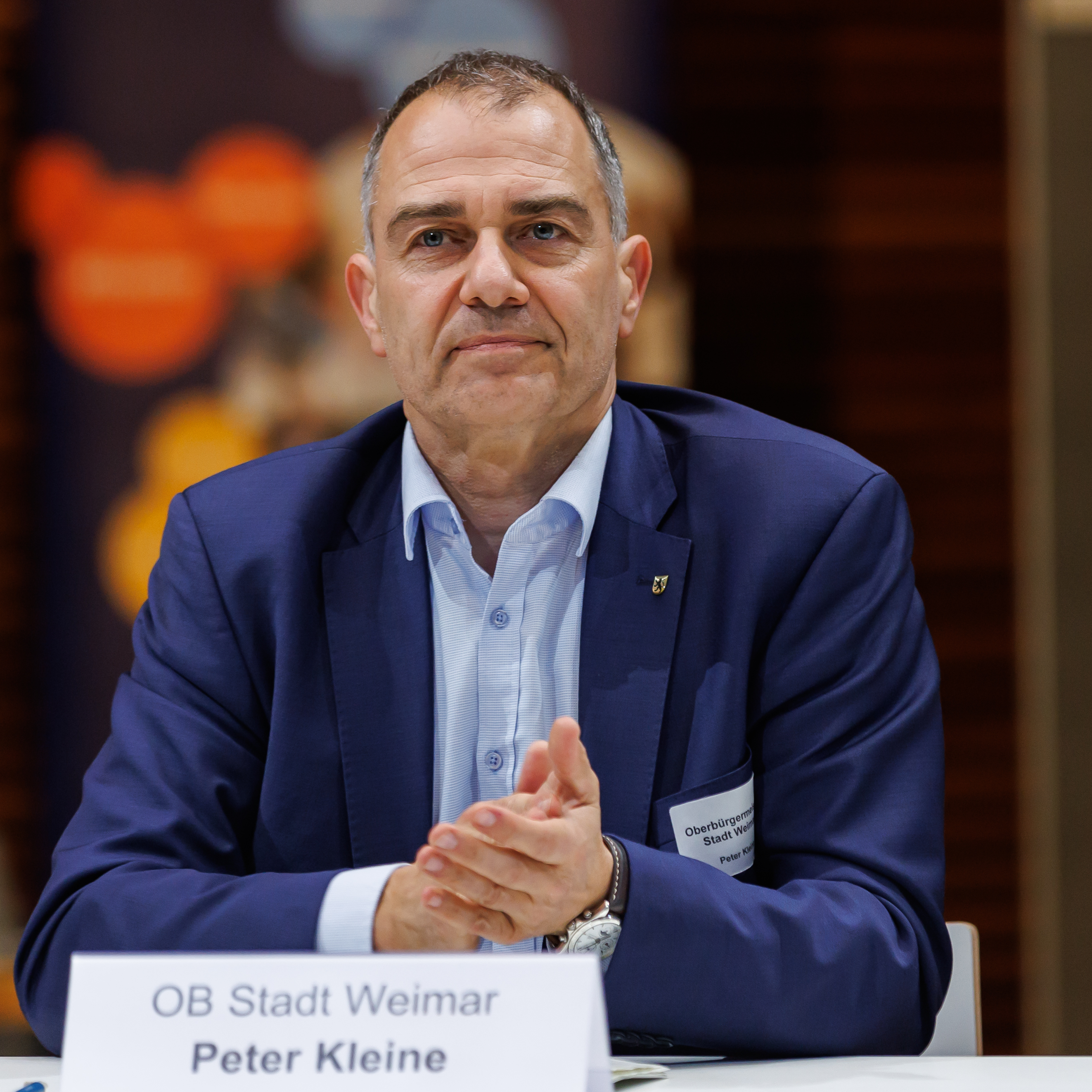
Peter Kleine (* 1972)

- Kleine, Piet (* 1951), niederländischer Eisschnellläufer
- Kleine, Richard (1874–1948), deutscher Entomologe, Koleopterologe und Phytopathologe
- Kleine, Robert (* 1941), US-amerikanischer Politiker
- Kleine, Robert (* 1967), deutscher römisch-katholischer Geistlicher
- Kleine, Rolf (* 1961), deutscher Journalist und Autor
- Kleine, Rudolf (1886–1917), preußischer Hauptmann, Kampfflieger im Ersten Weltkrieg
- Kleine, Rudolf (1918–2001), deutscher Politiker (SPD)
- Kleine, Susanne (* 1960), deutsche Kunsthistorikerin und Kuratorin
- Kleine, Theo (1924–2014), deutscher Kanute
- Kleine, Thomas (* 1977), deutscher FußballspielerThomas Kleine (* 1977)

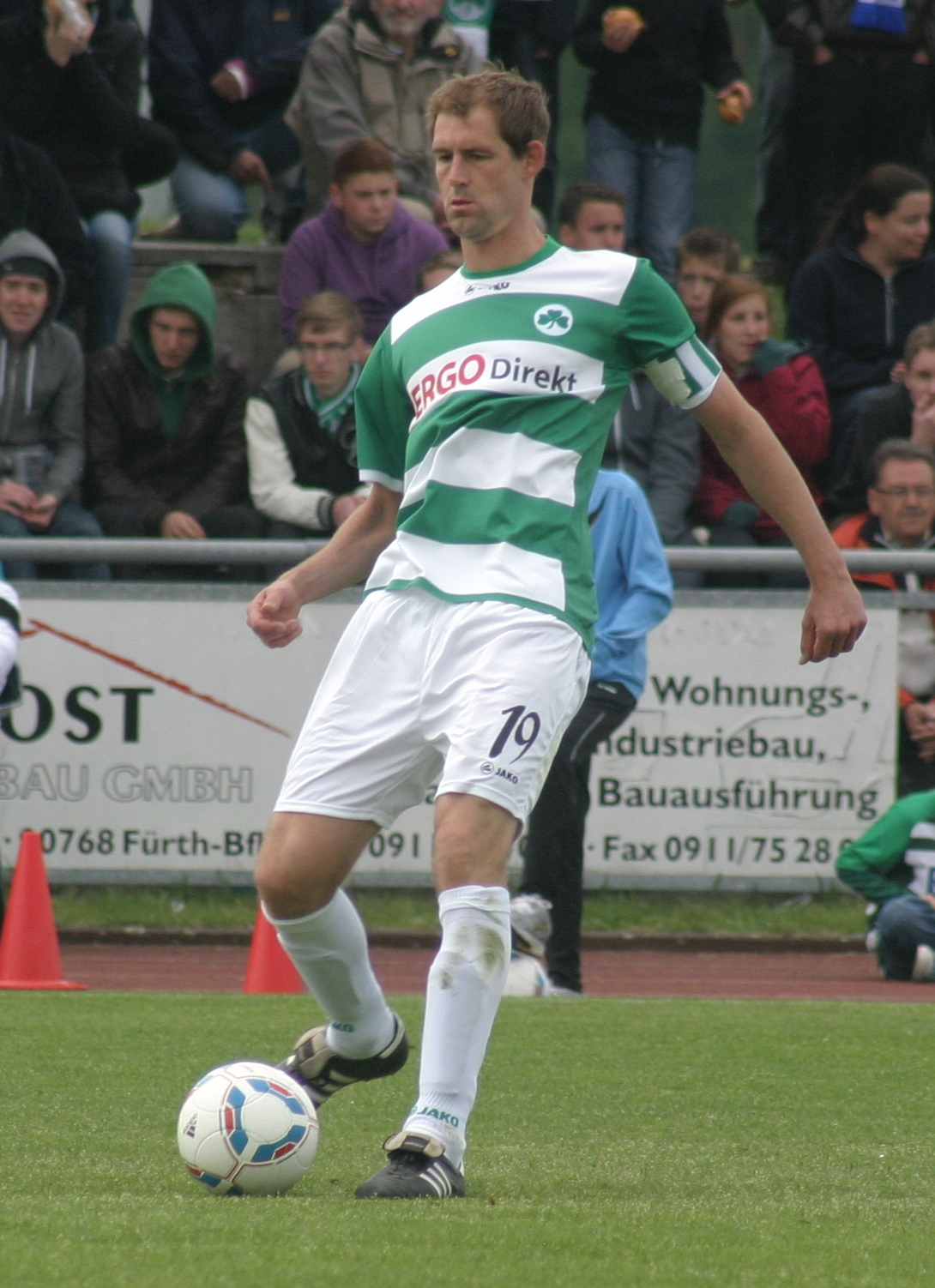
Thomas Kleine (* 1977)

- Kleine, Werner (1907–2005), deutscher Ruderer
- Kleine, Werner (1907–1980), deutscher Musiker, Autor und Liedtexter
- Kleine, Winfried (* 1937), deutscher Fußballspieler
- Kleine-Bekel, Colin (* 2003), deutscher Fußballspieler
- Kleine-Brockhoff, Moritz (* 1968), deutscher Basketballspieler und Journalist
- Kleine-Brockhoff, Thomas (* 1960), deutscher Journalist und Experte für Außenpolitik
- Kleine-Cosack, Michael (* 1942), deutscher Jurist
- Kleine-Frauns, Jürgen (* 1967), deutscher Jurist und Kommunalpolitiker, Bürgermeister der Stadt Lünen
- Kleine-Gartman, Maria (1818–1885), niederländische Schauspielerin
- Kleine-Gunk, Bernd (* 1959), deutscher Gynäkologe
- Kleine-Hartlage, Manfred (* 1966), deutscher Sozialwissenschaftler, Blogger und Publizist
- Kleine-Kuhlmann, Regina (* 1959), deutsche Ruderin
- Kleine-Tebbe, Magnus (* 1966), deutscher Bildhauer
- Kleine-Weischede, Klaus (1934–2003), deutscher Manager
- Kleineberg, Max (1906–1987), deutscher Diplomat
- Kleinebreil, Georg (1963–2008), deutscher Komponist
- Kleinecke, Georg (1852–1900), deutscher Theaterschauspieler und Schriftsteller
- Kleinefenn, Florian (* 1956), deutsch-französischer Fotograf
- Kleineh, Oskar (1846–1919), finnischer Marine-, Landschafts- und Vedutenmaler
- Kleineheismann, Stefan (* 1988), deutscher Fußballspieler und FußballtrainerStefan Kleineheismann (* 1988)

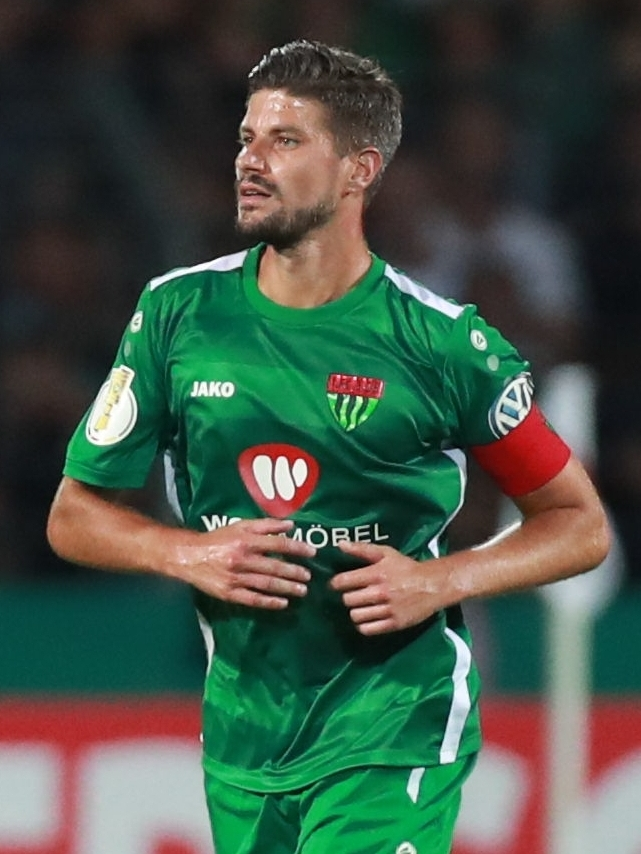
Stefan Kleineheismann (* 1988)

- Kleineibst, Richard (1886–1976), deutscher Journalist und Politiker
- Kleineidam, Adelheid (* 1966), deutsche Schauspielerin
- Kleineidam, Carl (1848–1924), deutscher römisch-katholischer Geistlicher, Fürstbischöflicher Delegat für Brandenburg und Pommern, Propst von St. Hedwig in Berlin
- Kleineidam, Erich (1905–2005), deutscher Priester, Hochschullehrer und Bundesverdienstkreuzträger
- Kleineidam, Hans-Jochen (1943–2018), deutscher Hochschullehrer für Betriebswirtschaft
- Kleineidam, Hartmut (1939–1990), deutscher Romanist, Sprachwissenschaftler und Grammatiker
- Kleineidam, Horst (* 1932), deutscher Dramatiker
- Kleineidam, Jan (* 1998), deutscher Handballspieler
- Kleineidam, Johannes (1935–1981), deutscher Theologe, Weihbischof im Bistum Berlin
- Kleineidam, Thomas (1958–2013), deutscher Jurist und Politiker (SPD), MdA
- Kleinen, Calvin (* 1992), deutscher Reality-TV-Teilnehmer und RapperCalvin Kleinen (* 1992)

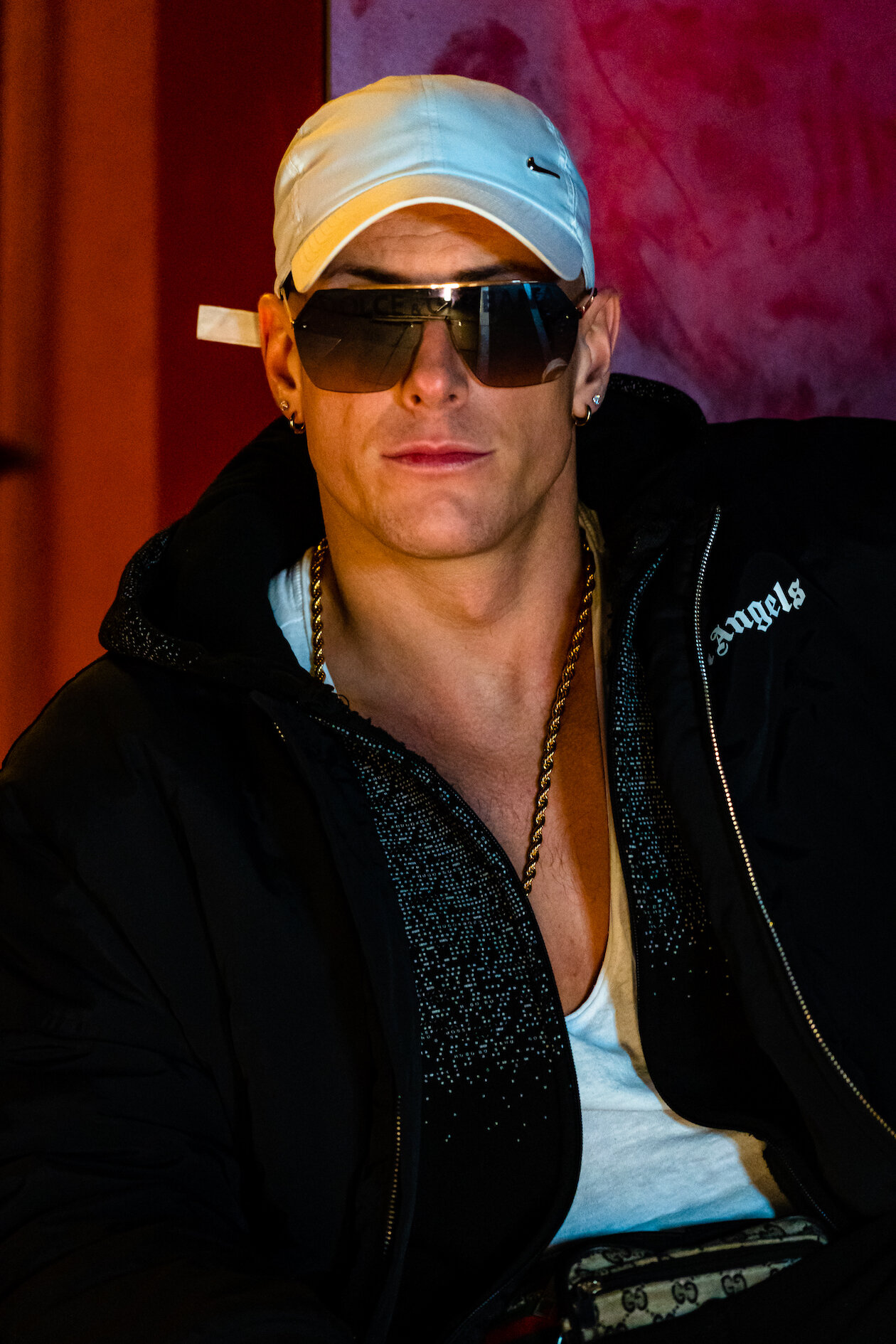
Calvin Kleinen (* 1992)

- Kleinen, Günter (* 1941), deutscher Musikwissenschaftler und Professor der Musikwissenschaft
- Kleinen-von Königslöw, Katharina (* 1975), deutsche Kommunikationswissenschaftlerin
- Kleinenberg, Nikolai (1842–1897), russischer Zoologe
- Kleinenberg, Sander (* 1971), niederländischer DJ und Musikproduzent
- Kleinenbroich, Wilhelm (1812–1895), deutscher Maler
- Kleinendorst, Kurt (* 1960), US-amerikanischer Eishockeyspieler und -trainer
- Kleinendorst, Scot (1960–2019), US-amerikanischer Eishockeyspieler
- Kleiner, Alfred (1849–1916), Schweizer Physiker
- Kleiner, Alyssa (* 1993), US-amerikanische Fußballspielerin
- Kleiner, Arthur (1903–1980), österreichisch-US-amerikanischer Filmkomponist
- Kleiner, Barbara (* 1952), literarische Übersetzerin
- Kleiner, Blasius, sächsisch-siebenbürgischer Franziskaner
- Kleiner, Bruce, US-amerikanischer Mathematiker
- Kleiner, Ernst (1871–1951), deutscher Verwaltungsjurist, Landrat und Präsident des DSGV
- Kleiner, Eugene (1923–2003), US-amerikanischer Ingenieur und Risikokapitalgeber
- Kleiner, Felicitas (* 1976), deutsche Journalistin, Filmkritikerin und Autorin
- Kleiner, Flavia (* 1990), Schweizer PolitaktivistinFlavia Kleiner (* 1990)

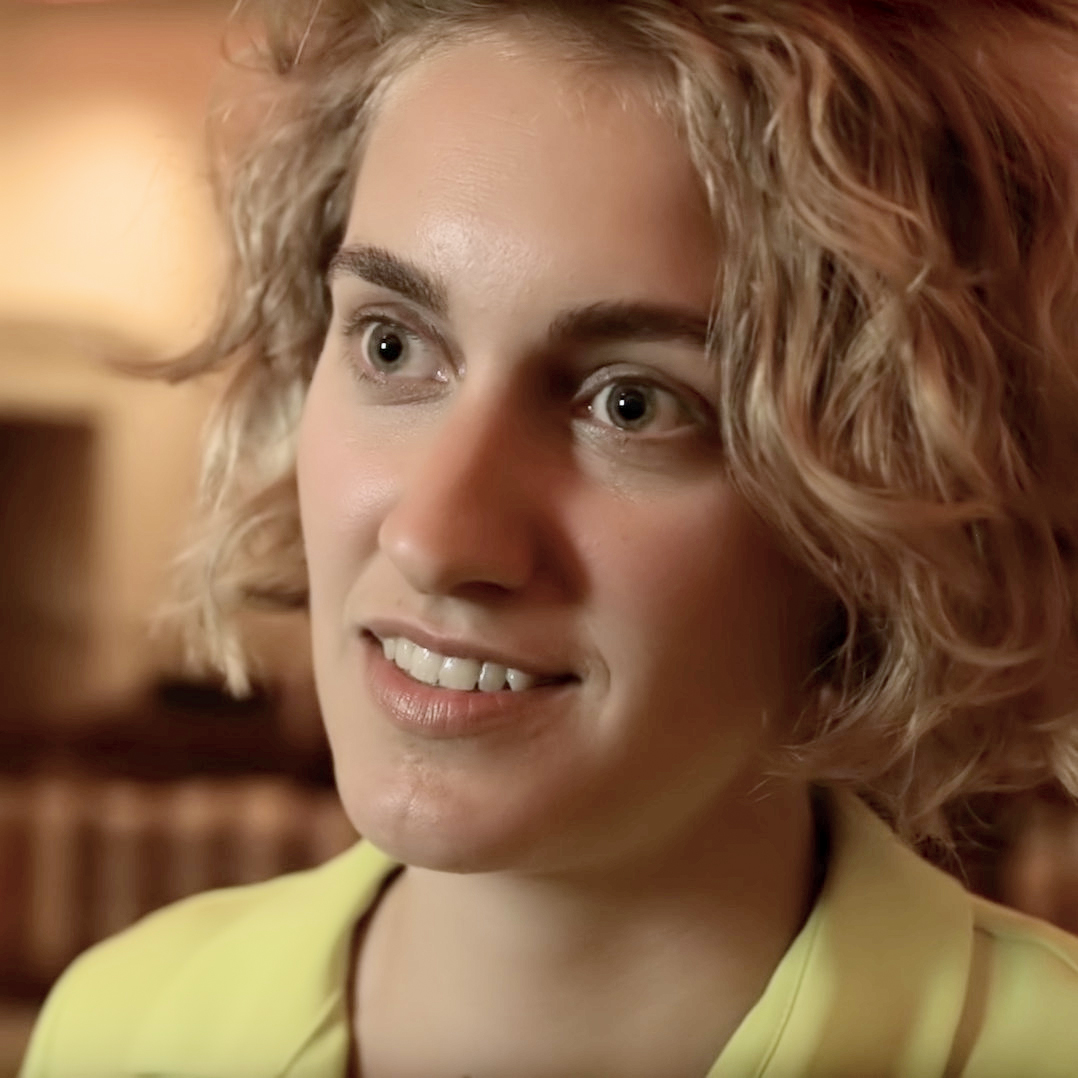
Flavia Kleiner (* 1990)

- Kleiner, Fritz (1893–1974), deutscher Politiker (DNVP), MdR
- Kleiner, Gerhard (1908–1978), deutscher Klassischer Archäologe
- Kleiner, Gottfried (1691–1767), deutscher evangelischer Geistlicher und Kirchenlieddichter
- Kleiner, Hans (1907–1981), deutscher Ingenieur
- Kleiner, Harry (1916–2007), US-amerikanischer Drehbuchautor und Filmproduzent
- Kleiner, Hartmann (* 1942), deutscher Verbandsjurist
- Kleiner, Helga (* 1935), deutsche Politikerin (CDU), MdL
- Kleiner, Helmut (1902–1987), deutscher Chemiker
- Kleiner, Israel, kanadischer Mathematikhistoriker
- Kleiner, Jeremy (* 1976), US-amerikanischer Filmproduzent
- Kleiner, John J. (1845–1911), US-amerikanischer Politiker
- Kleiner, Joseph (1725–1786), deutscher Jesuit, Theologe und Kirchenrechtler
- Kleiner, Juliusz (1886–1957), polnischer Philosoph und Literaturhistoriker
- Kleiner, Jürgen (* 1933), deutscher Diplomat
- Kleiner, Konrad Nikolaus (* 1953), österreichischer Sportwissenschafter
- Kleiner, Marcus S. (* 1973), deutscher Medien- und Kulturwissenschaftler und PublizistMarcus S. Kleiner (* 1973)

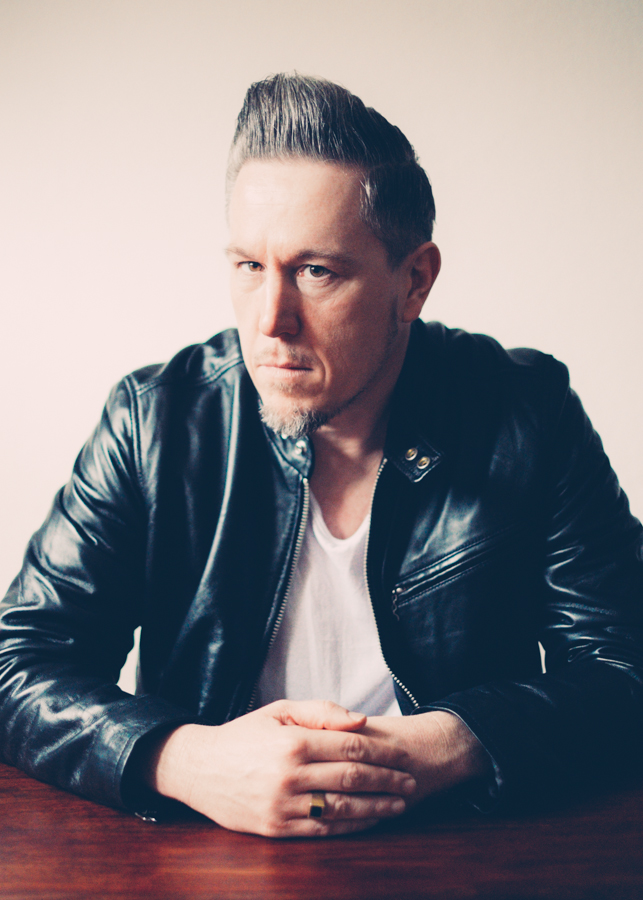
Marcus S. Kleiner (* 1973)

- Kleiner, Marianne (* 1947), Schweizer Politikerin
- Kleiner, Matthias (* 1955), deutscher Ingenieur und Hochschullehrer, Präsident der Deutschen Forschungsgemeinschaft (von 2007 bis 2012)
- Kleiner, Michael (* 1948), israelischer Politiker
- Kleiner, Michael (* 1967), deutscher politischer Beamter
- Kleiner, Olivier (* 1996), Schweizer Fußballspieler
- Kleiner, Rudolf (1758–1822), deutscher Verwaltungsjurist
- Kleiner, Rudolf (1924–2012), Schweizer Eisschnellläufer
- Kleiner, Salomon (1700–1761), deutsch-österreichischer Architekturzeichner und -stecher
- Kleiner, Sebastian (* 1972), deutscher Skilangläufer
- Kleiner, Sighard (1904–1995), 79. Generalabt des Zisterzienserordens
- Kleiner, Towje (1948–2012), deutscher Schauspieler
- Kleiner, Ulf (* 1973), deutscher Pianist
- Kleiner, Ulrich (1927–2002), deutscher Jurist und Verwaltungsbeamter
- Kleiner, Valeria (* 1991), deutsche FußballspielerinValeria Kleiner (* 1991)

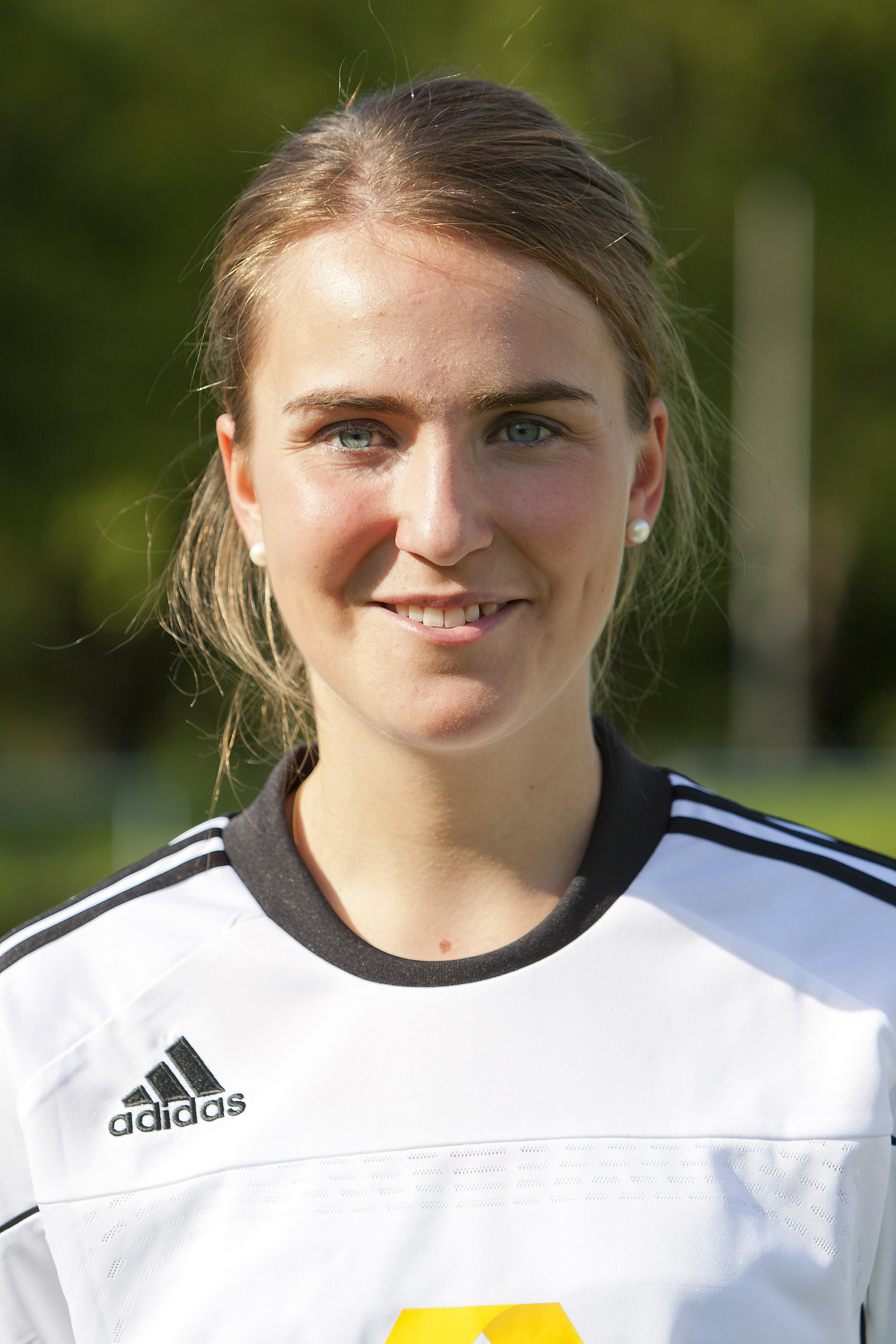
Valeria Kleiner (* 1991)

- Kleiner, Viktor (1875–1950), österreichischer Archivar, Denkmalpfleger und Historiker
- Kleiner, Viktor (1902–1987), österreichischer Politiker (SPÖ), Abgeordneter zum Nationalrat
- Kleinerman, Selman Weniaminowitsch (* 1867), russischer Architekt
- Kleinermanns, Karl (* 1950), deutscher Chemiker
- Kleinermeilert, Alfred (1928–2023), deutscher Geistlicher, römisch-katholischer Weihbischof in Trier
- Kleinert, Adolph Friedrich (1802–1834), deutscher evangelischer Theologe und Hochschullehrer
- Kleinert, Andreas (* 1940), deutscher Wissenschaftshistoriker
- Kleinert, Andreas (* 1962), deutscher Autor und Regisseur
- Kleinert, August (1895–1966), deutscher Politiker (SPD), MdL
- Kleinert, Burkhard (* 1948), deutscher Politiker (Die Linke), Bürgermeister von Pankow
- Kleinert, Christa Susanne Dorothea (1925–2004), deutsche Ökonomin
- Kleinert, Claudia (* 1969), deutsche Diplom-Kauffrau und FernsehmoderatorinClaudia Kleinert (* 1969)

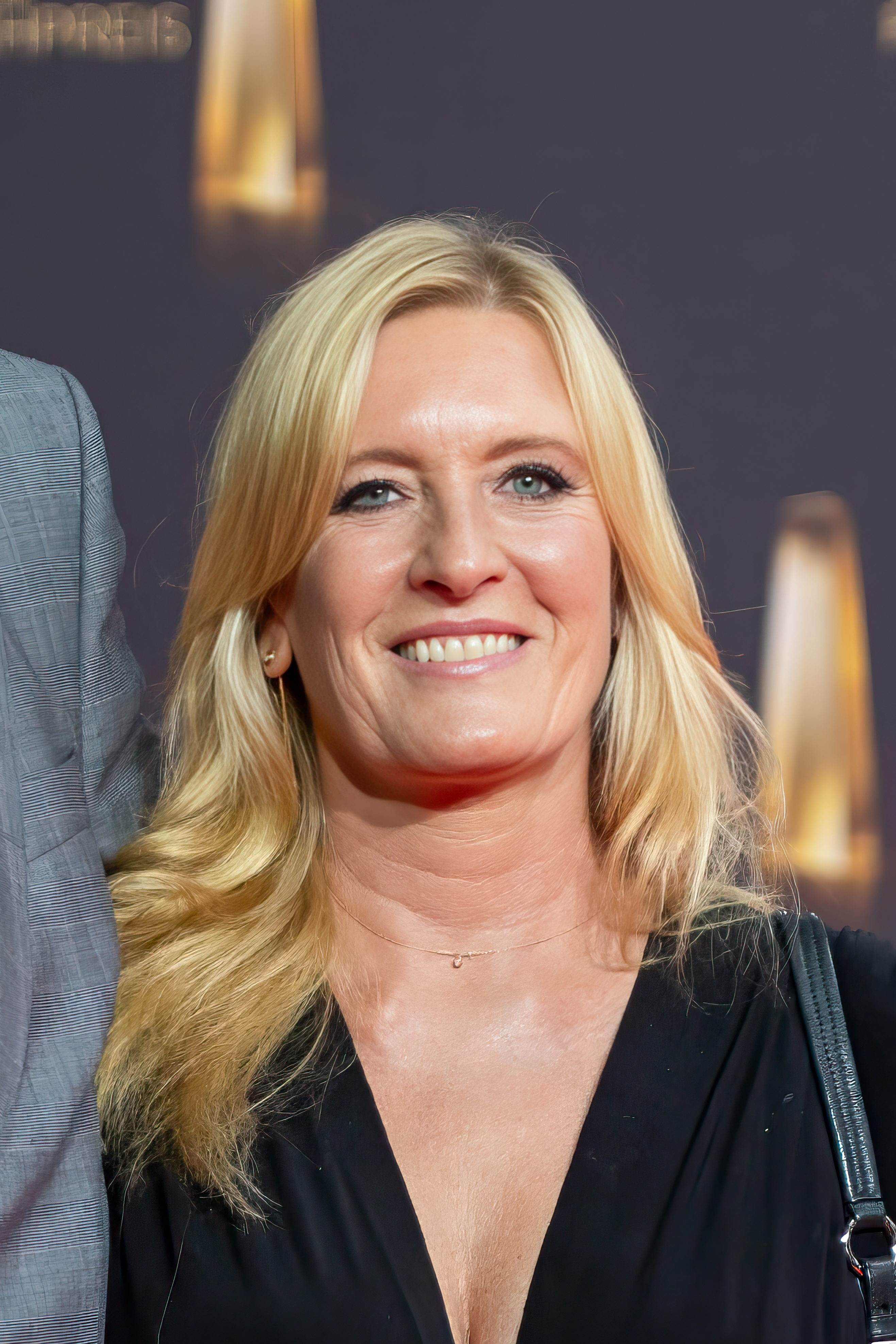
Claudia Kleinert (* 1969)

- Kleinert, Detlef (1932–2016), deutscher Jurist, Manager und Politiker (FDP). MdB
- Kleinert, Ernst (* 1952), deutscher Mathematiker und Philosoph
- Kleinert, Fritz (1920–2007), deutscher SED-Funktionär in der DDR
- Kleinert, Hagen (* 1941), deutscher Physiker und Hochschullehrer
- Kleinert, Harold Earl (1921–2013), US-amerikanischer Handchirurg
- Kleinert, Hubert (* 1954), deutscher Politikwissenschaftler und Politiker (Bündnis 90/Die Grünen). MdB
- Kleinert, Ingeborg (1926–1989), deutsche Juristin und Politikerin (SPD), MdB
- Kleinert, Jens (* 1964), deutscher Sportwissenschaftler, Professor für Sport- und Gesundheitspsychologie an der Deutschen Sporthochschule Köln
- Kleinert, Jörn (* 1970), deutscher Wirtschaftswissenschaftler
- Kleinert, Kurt (1927–2016), deutscher Politiker (SED)
- Kleinert, Marie (* 1980), deutsche Politikerin (Die Linke), MdHB
- Kleinert, Matthias (* 1938), deutscher Politiker (CDU) und Manager
- Kleinert, Michael (* 1954), deutscher Schauspieler
- Kleinert, Nadine (* 1975), deutsche Leichtathletin und Olympiamedaillengewinnerin
- Kleinert, Paul (1839–1920), protestantischer Theologe
- Kleinert, Paul Alfred (* 1960), deutscher Autor
- Kleinert, Peter (1937–2016), deutscher Journalist und Dokumentarfilmer
- Kleinert, Peter (* 1947), deutscher Regisseur, Dramaturg und Dozent
- Kleinert, Petra (* 1967), deutsche SchauspielerinPetra Kleinert (* 1967)

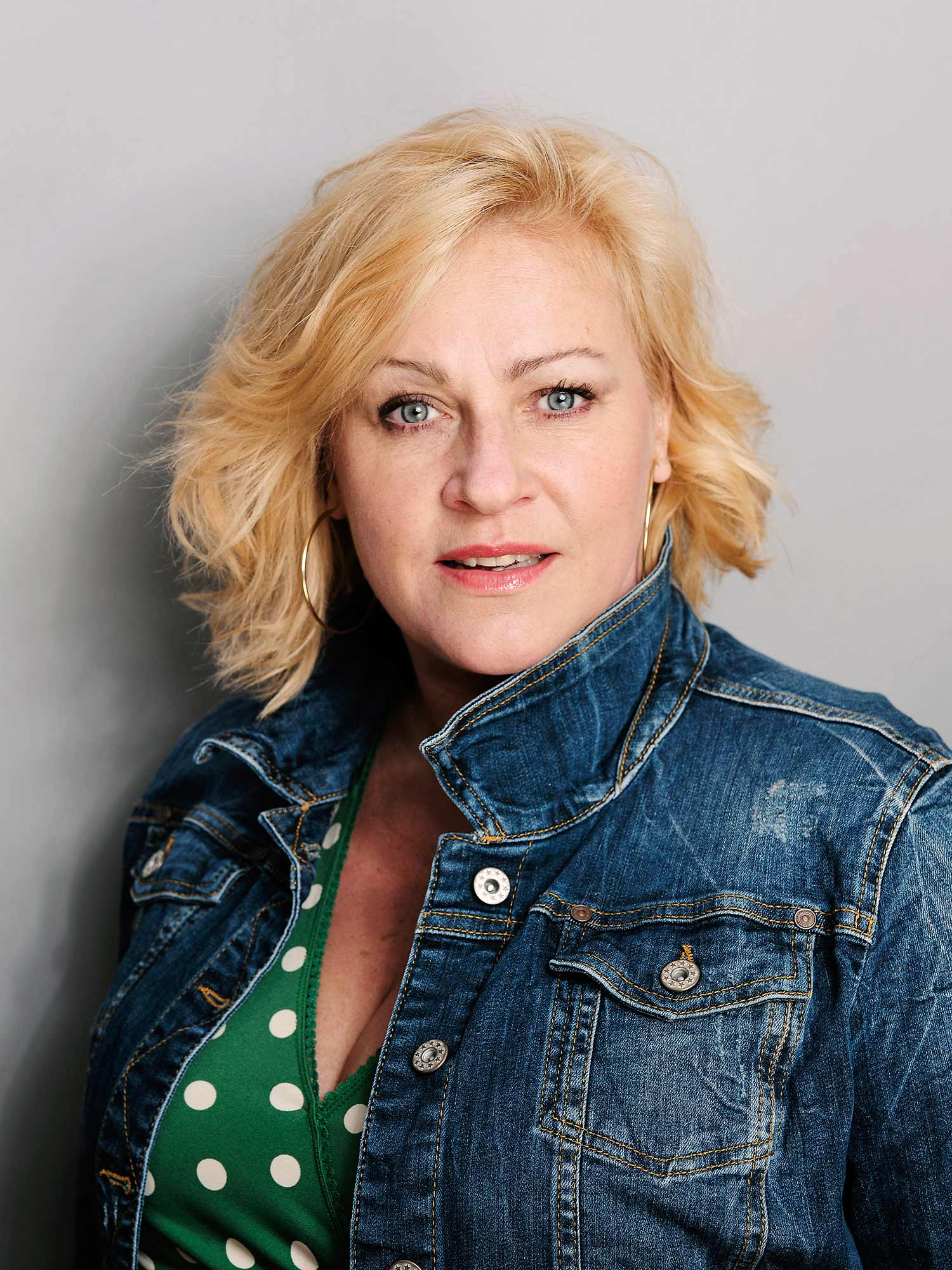
Petra Kleinert (* 1967)

- Kleinert, Rolf (1911–1975), deutscher Dirigent
- Kleinert, Susanne (* 1952), deutsche Romanistin
- Kleinert, Till (* 1980), deutscher Filmregisseur, Drehbuchautor und Filmeditor
- Kleinert, Ulfrid (* 1941), deutscher Religions- und Sozialwissenschaftler, evangelischer Theologe
- Kleinert, Viktor (1913–1990), Schweizer Unternehmer
- Kleinert, Volkmar (* 1938), deutscher Schauspieler und Hörspielsprecher
- Kleinert-Ludwig, Annemarie (1947–2021), deutsche Kulturhistorikerin
- Kleinertz, Alexius (1831–1903), deutscher Historienmaler
- Kleinertz, Everhard (* 1939), deutscher Historiker und Archivar
- Kleinertz, Hanns (1905–1989), deutscher Komponist und Dirigent
- Kleineschay, Ben (* 1999), thailändisch-US-amerikanischer Eishockeytorwart
- Kleinewefers, Herbert (1909–2006), deutscher Jurist und Richter am Bundesgerichtshof
- Kleinewefers, Jan (* 1935), deutscher Unternehmer und Verbandsfunktionär
- Kleinewefers, Paul (1905–2001), deutscher Unternehmer, Mäzen und Schriftsteller

### Kleinf
- Kleinfeld, Frank (* 1942), deutscher Entomologe
- Kleinfeld, Judith (1944–2025), US-amerikanische Psychologin und Professorin
- Kleinfeld, Klaus (* 1957), deutscher ManagerKlaus Kleinfeld (* 1957)

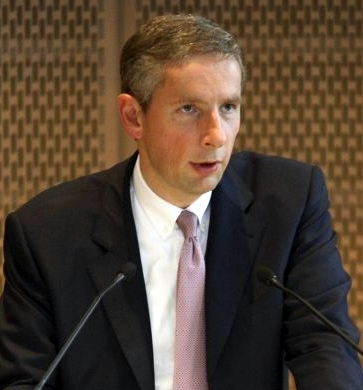
Klaus Kleinfeld (* 1957)

- Kleinfeld, Michael (* 1993), deutscher Filmregisseur, Drehbuchautor und Produzent
- Kleinfeld, Ralf (* 1952), deutscher Politikwissenschaftler
- Kleinfeld, Reinhold (1575–1628), Ratssekretär
- Kleinfeldt, Katharina (* 1993), deutsche Fernsehmoderatorin und SportjournalistinKatharina Kleinfeldt (* 1993)

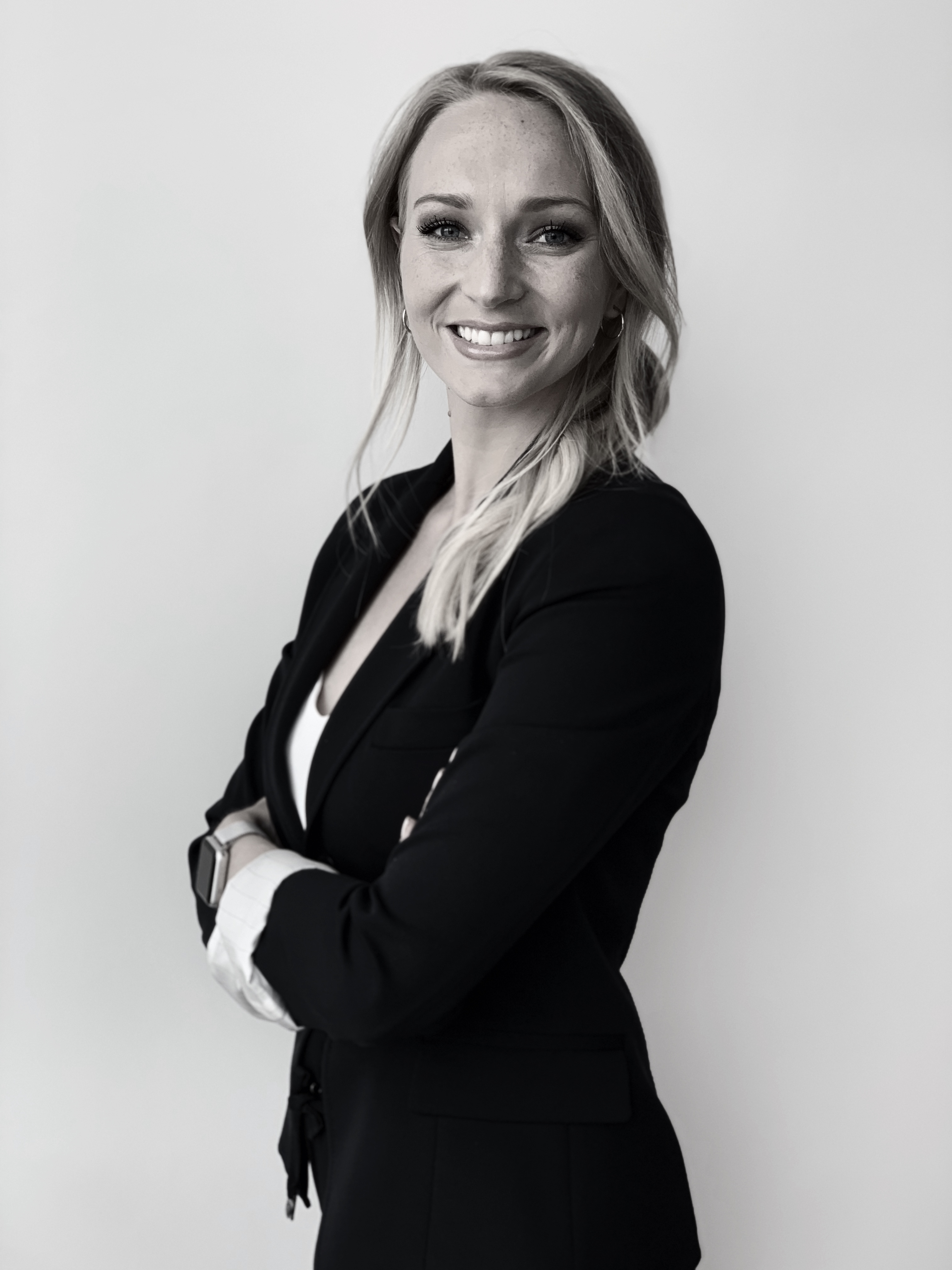
Katharina Kleinfeldt (* 1993)

- Kleinfeller, Georg (1857–1932), deutscher Rechtswissenschaftler
- Kleinfeller, Gustav Adolf (1824–1899), deutscher Pädagoge
- Kleinfeller, Hans (1897–1973), deutscher Chemiker
- Kleinfeller-Pühn, Sophie (1864–1931), deutsche Genremalerin

### Kleing
- Kleingärtner, Sunhild (* 1974), deutsche Historikerin und Prähistorikerin
- Kleingeld, Johan (* 1971), südafrikanischer Badmintonspieler
- Kleingeld, Pauline (* 1962), niederländische Philosophiehistorikerin und Philosophin
- Kleingünther, Otto (1896–1962), deutscher SS-Unterscharführer und Sanitäter im KZ Mauthausen

### Kleinh
- Kleinhaipl, Josef (1816–1905), österreichischer Politiker; Bürgermeister von St. Pölten
- Kleinhammes, Hans-Jürgen (1937–2008), deutscher Maler und Grafiker
- Kleinhanns, Günther (* 1943), österreichischer Architekt, Beamter, Lokalpolitiker und Autor
- Kleinhans, Alphons (1606–1671), deutscher Abt
- Kleinhans, Bernhard (1926–2004), deutscher Bildhauer
- Kleinhans, Christa (* 1937), deutsche Fußballerin
- Kleinhans, Franz Xaver (1699–1776), Rokoko-Baumeister im Hochstift Augsburg
- Kleinhans, Hieronymus (1754–1841), deutscher Bürgermeister und Abgeordneter
- Kleinhans, Karl (1836–1911), preußischer Generalleutnant
- Kleinhans, Lutz (1926–2011), deutscher Fotograf
- Kleinhansl, Andreas (* 1963), deutscher Fußballspieler
- Kleinhansl, Florian (* 2000), deutscher Fußballspieler
- Kleinhapl, Friedrich (* 1965), österreichischer Cellist
- Kleinhappl, Johannes (1893–1979), österreichischer römisch-katholischer Priester und Professor für Moraltheologie
- Kleinheider, Pierre (* 1989), deutscher Fußballtorwart
- Kleinheidt, Friedrich Ludger (1830–1894), Kölner Priester und Generalvikar
- Kleinheins, Johannes (1879–1938), badischer Ministerialoberrechnungsrat und Heimatdichter
- Kleinheinz, Alfred (1950–2018), österreichischer Schauspieler
- Kleinheinz, Franz Xaver (1765–1832), österreichischer Komponist, Klavierpädagoge und Kapellmeister
- Kleinheinz, Markus (* 1976), österreichischer Rodelsportler
- Kleinheisler, László (* 1994), ungarischer FußballspielerLászló Kleinheisler (* 1994)

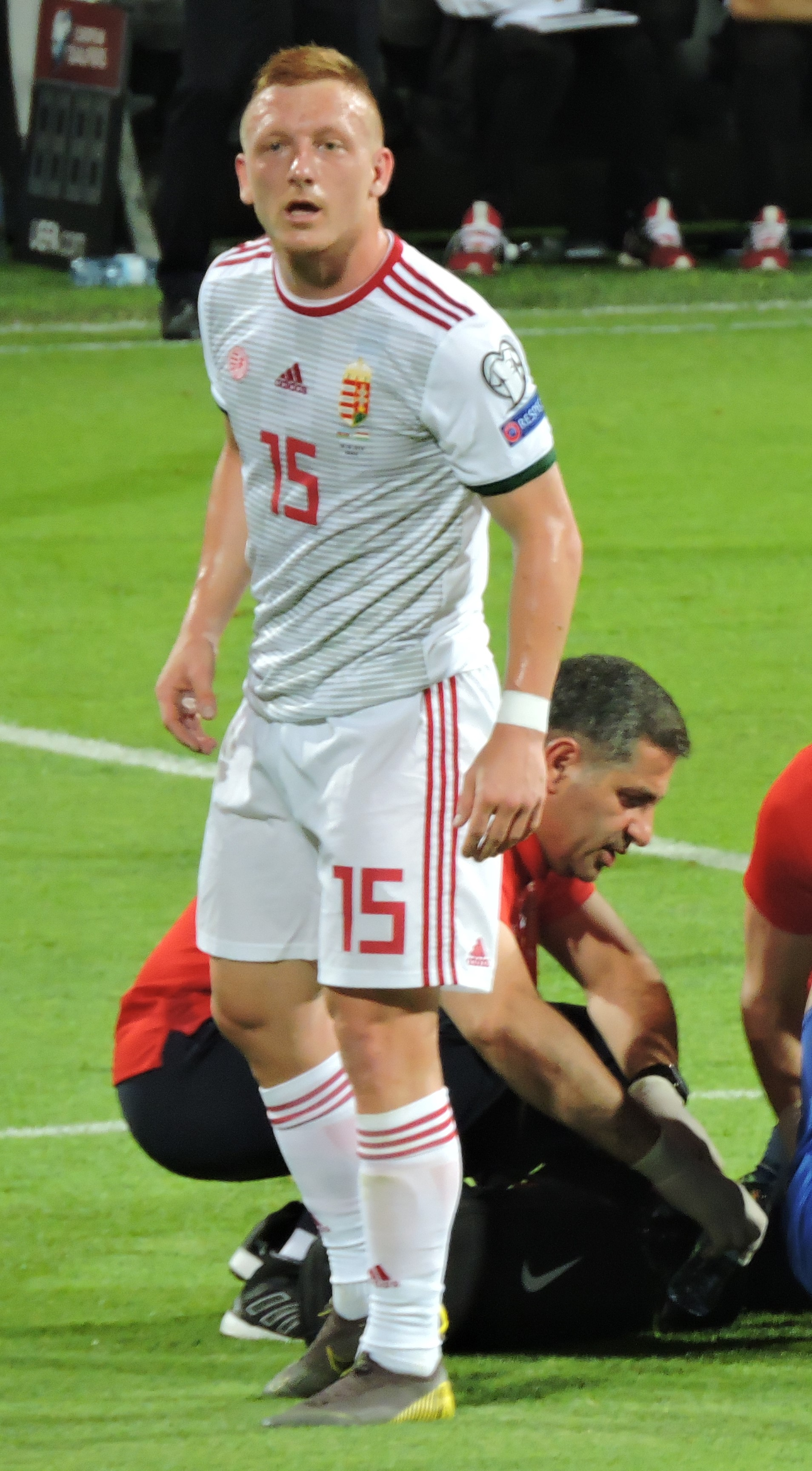
László Kleinheisler (* 1994)

- Kleinheisterkamp, Matthias (1893–1945), deutscher Offizier, SS-Obergruppenführer und General der Waffen-SS im Zweiten Weltkrieg
- Kleinhempel, Erich (1874–1947), deutscher Architekt, Designer und Maler
- Kleinhempel, Ernst (1862–1934), deutscher Politiker (NLP), MdL (Königreich Sachsen)
- Kleinhempel, Fritz (1860–1910), deutscher Designer
- Kleinhempel, Gertrud (1875–1948), deutsche Künstlerin und Designerin
- Kleinhempel, Hermann (1828–1883), erzgebirgischer Heimatdichter
- Kleinhempel, Jacob (1532–1604), deutscher Hammerherr
- Kleinhenz, Gerhard (1940–2015), deutscher Wirtschaftswissenschaftler
- Kleinhenz, Karl von (1864–1948), bayerischer Generalleutnant
- Kleinhenz, Susanne (1965–2018), deutsche Autorin
- Kleinherne, Herbert (1924–2011), deutscher Bergingenieur, Vorstandsvorsitzender der deutschen Unfallversicherung
- Kleinherne, Sophia (* 2000), deutsche FußballspielerinSophia Kleinherne (* 2000)

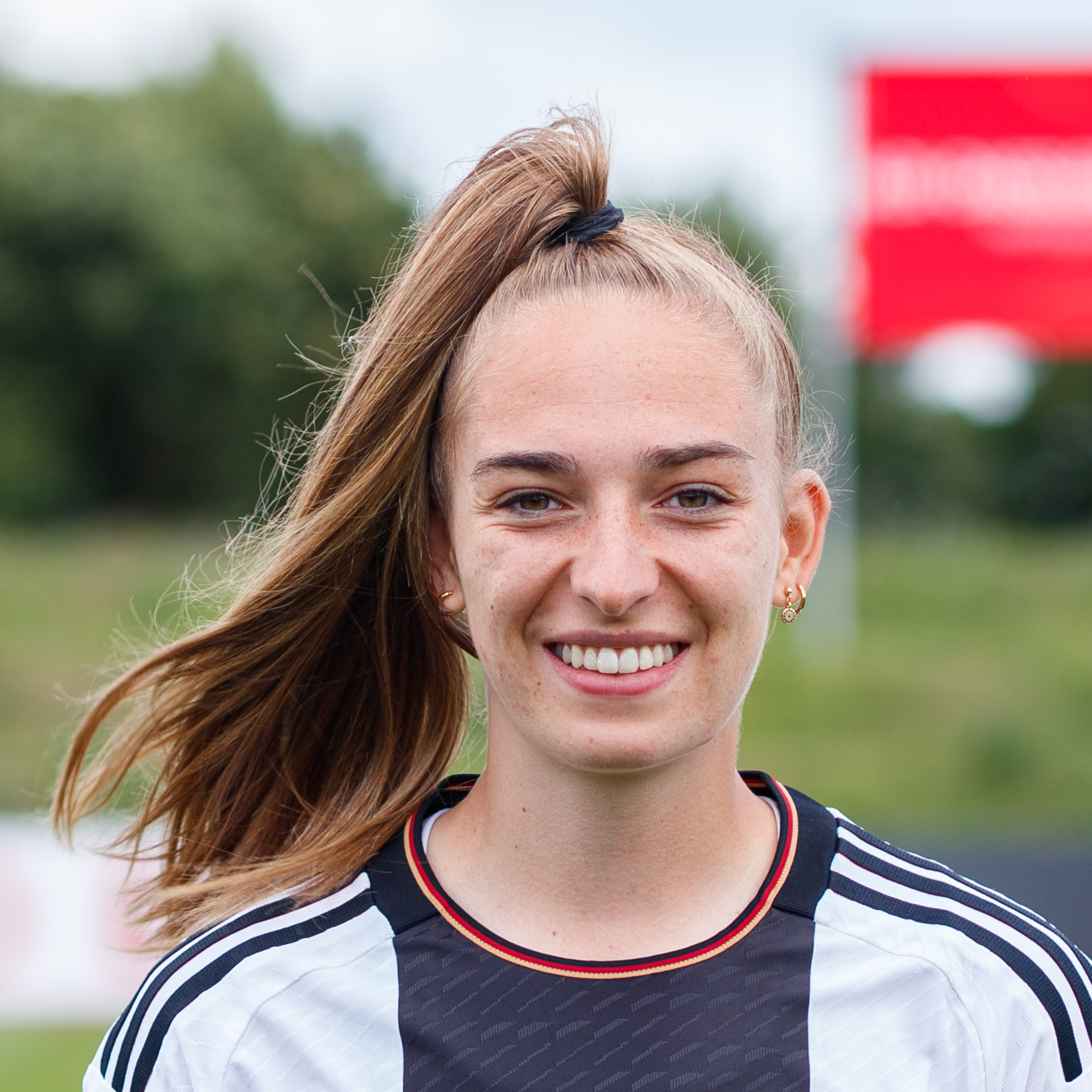
Sophia Kleinherne (* 2000)

- Kleinheyer, Bruno (1923–2003), deutscher Theologe
- Kleinheyer, Gerd (* 1931), deutscher Rechtswissenschaftler
- Kleinhofer, Harald (1974–2016), österreichischer Naturbahnrodler
- Kleinholz, Hans-Jürgen (* 1945), deutscher Fußballspieler

### Kleini
- Kleinias von Tarent, griechischer Philosoph (Pythagoreer)
- Kleinicke, Helmut (1907–1979), deutscher Bauingenieur, Judenretter und Gerechter unter den Völkern
- Kleinig, Werner (* 1941), deutscher Radsportler
- Kleinikel, Nadja (* 1991), deutsche Fußballspielerin
- Kleining, Gerhard (1926–2022), deutscher Soziologe; Begründer der qualitativ-heuristischen Sozialforschung
- Kleinitz, Eva (1972–2019), deutsche Opernintendantin

### Kleinj
- Kleinjohann, Günter (1926–2021), deutscher Architekt und Hochschullehrer
- Kleinjohann, Michael (* 1959), deutscher Medienmanager, Journalist und Medien- und Kommunikationswissenschaftler
- Kleinjung, Christine (* 1977), deutsche Historikerin
- Kleinjung, Karl (1912–2003), deutscher Spanienkämpfer und Stasi-General
- Kleinjung, Sandra (* 1987), deutsche Handballspielerin
- Kleinjung, Tilmann (* 1971), deutscher Journalist

### Kleink
- Kleinkauf, Horst (1930–2020), deutscher Biochemiker und Molekularbiologe
- Kleinkauf, Werner (* 1939), deutscher Ingenieur
- Kleinke, Dirk, deutscher Tenor
- Kleinknecht, Alfred H. (* 1951), deutscher Wirtschaftswissenschaftler
- Kleinknecht, Hermann (1907–1960), deutscher Klassischer Philologe und Hochschullehrer
- Kleinknecht, Hermann (1943–2024), deutscher Zeichner, Bildhauer, Installationskünstler, Maler, Fotograf und Filmemacher
- Kleinknecht, Jakob Friedrich († 1794), deutscher Komponist, Flötist, Violinist und Kapellmeister
- Kleinknecht, Konrad (* 1940), deutscher Physiker
- Kleinknecht, Olivia (* 1960), Schweizer Schriftstellerin und Malerin
- Kleinknecht, Theodor (1910–1995), deutscher Jurist
- Kleinknecht, Wilhelm (1893–1966), deutscher Gewerkschaftsfunktionär und Politiker (SPD), MdL
- Kleinkrieg, Stefan (* 1955), deutscher Rockmusiker, WebautorStefan Kleinkrieg (* 1955)

Stefan Kleinkrieg (* 1955)

### Kleinl
- Kleinlein, Achim (* 1962), deutscher Oratorien- und Opernsänger (lyrischer Tenor)
- Kleinlein, Axel (* 1969), deutscher Diplom-Mathematiker
- Kleinlein, Erik Finn (* 2001), deutscher Hockeyspieler
- Kleinlein, Gisela (* 1955), deutsche bildende Künstlerin
- Kleinlein, Konrad (* 1900), deutscher Fußballspieler
- Kleinlein, Kornelius, deutscher Rechtsanwalt
- Kleinlein, Norbert (* 1945), deutscher Maler und Bildhauer
- Kleinlein, Reinhold (1883–1944), deutscher antifaschistischer Widerstandskämpfer
- Kleinlein, Thomas (* 1976), deutscher Rechtswissenschaftler und Hochschullehrer
- Kleinlogel, Adolf (1877–1958), deutscher Bauingenieur und Hochschullehrer
- Kleinlogel, Alexander (1929–2007), deutscher Altphilologe
- Kleinlosen, Adrian (* 1987), deutscher Komponist, Musikwissenschaftler und Jazzposaunist

### Kleinm
- Kleinmagd, Gerhard (1937–2010), deutscher Politiker (CDU, SPD), MdHB
- Kleinman, Daniel (* 1955), britischer Regisseur
- Kleinman, Ralph E. (1929–1998), US-amerikanischer Mathematiker
- Kleinmann, Andrea, deutsche kommunale Verwaltungsbeamtin, ehemaliges ordentliches nicht berufsrichterliches Mitglied des Verfassungsgerichtshofs Rheinland-Pfalz
- Kleinmann, Dieter (* 1953), deutscher Politiker (FDP), MdL
- Kleinmann, Hans-Otto (* 1937), deutscher Historiker
- Kleinmann, Larissa (* 1978), deutsche Radrennfahrerin
- Kleinmann, Louis Théodore (1907–1979), französischer Stadtkommandant von Mainz (1945–1946)
- Kleinmann, Martin (* 1960), deutscher und Schweizer Psychologe
- Kleinmann, Paula (1914–2009), deutsche Gastwirtin
- Kleinmann, Peter (* 1947), österreichischer Volleyballspieler und -manager
- Kleinmann, Ralf (* 1971), deutscher American-Football-Spieler
- Kleinmann, Reinhard (1933–2009), deutscher Programmdirektor
- Kleinmann, Wilhelm (1876–1945), deutscher Politiker, Staatssekretär im Reichsverkehrsministerium und SA-Obergruppenführer
- Kleinmann, Yvonne (* 1970), deutsche Historikerin
- Kleinmanns, Amelie (* 1988), deutsche Sportschützin in der Disziplin Luftgewehr
- Kleinmayr, Hugo von (1882–1973), österreichischer Germanist
- Kleinmayr, Josef Ignaz von (1745–1802), Publizist des Josephinismus
- Kleinmeyer, Josef (1874–1936), deutscher Verwaltungsbeamter und Politiker (SPD), MdL
- Kleinmichel, Julius (1846–1892), deutscher Maler und Grafiker
- Kleinmichel, Pjotr Andrejewitsch (1793–1869), russischer General und Minister
- Kleinmichel, Richard (1846–1901), deutscher Komponist, Dirigent und Pianist

### Kleino
- Kleinomachos, griechischer Philosoph der Antike
- Kleinort, Peter (* 1967), deutscher Journalist, Redakteur und Kommunikationsfachmann
- Kleinoscheg, Anton (1821–1897), steierischer Sektfabrikant
- Kleinoschegg, Willi (1885–1955), deutscher Schauspieler
- Kleinová, Eliška (1912–1999), tschechische Klavierpädagogin
- Kleinová, Gertrude (1918–1975), tschechoslowakische Tischtennisspielerin jüdischer Herkunft
- Kleinová, Sandra (* 1978), tschechische Tennisspielerin
- Kleinow, Bernd (* 1950), deutscher Mundharmonikaspieler
- Kleinow, Sneaky Pete (1934–2007), US-amerikanischer Country-Musiker
- Kleinow, Walter (1880–1944), deutscher Maschinenbauingenieur und Konstrukteur

### Kleinp
- Kleinpaul, Johannes (1870–1944), deutscher Historiker, Journalist, Schriftsteller und Zeitungswissenschaftler
- Kleinpaul, Rudolf (1845–1918), deutscher Schriftsteller
- Kleinpeter, Franz (1787–1870), deutscher Unternehmer und Politiker
- Kleinpeter, Hannah (* 1945), österreichische Leichtathletin
- Kleinpeter, Rosita (* 1951), deutsche Jugendfunktionärin (FDJ)
- Kleinpeter, Tara (* 1970), US-amerikanische Schauspielerin und Filmproduzentin
- Kleinplatz, Peggy (* 1959), kanadische Psychologin und Sexologin
- Kleinpoppen, Hans (1928–2016), deutscher Physiker und Hochschullehrer

### Kleinr
- Kleinrath, Kurt (1899–1968), deutscher Offizier, zuletzt Generalleutnant im Zweiten Weltkrieg
- Kleinrath, Sigrun (* 2004), österreichische Nordische Kombiniererin
- Kleinrock, Leonard (* 1934), US-amerikanischer Elektroingenieur

### Kleins
- Kleinsasser, Jim (* 1977), US-amerikanischer American-Football-Spieler
- Kleinsasser, Oskar (1929–2001), österreichischer HNO-Arzt
- Kleinschmidt, Albrecht (1916–2000), deutscher Mediziner und Mikrobiologe
- Kleinschmidt, Arnold (1910–1998), deutscher Internist
- Kleinschmidt, Arthur (1848–1919), deutscher Historiker, Bibliothekar und Publizist
- Kleinschmidt, Beda (1867–1932), deutscher Franziskaner und Kirchenhistoriker
- Kleinschmidt, Christian (* 1961), deutscher Wirtschaftshistoriker
- Kleinschmidt, Christoph Ludwig (1723–1774), deutscher Jurist
- Kleinschmidt, Eberhard (* 1939), deutscher Lyriker, Sprachdidaktiker und Literaturwissenschaftler
- Kleinschmidt, Edward E. (1876–1977), deutsch-amerikanischer Erfinder und Unternehmer
- Kleinschmidt, Erich (1946–2021), deutscher Philologe und Hochschullehrer
- Kleinschmidt, Ernst (1912–1971), deutscher Meteorologe
- Kleinschmidt, Franz (1888–1918), polnischer Wilderer und Mörder
- Kleinschmidt, Franz Heinrich (1812–1864), deutscher lutherischer Theologe und Missionar
- Kleinschmidt, Gabriele (1939–2023), deutsche Konzert- und Tourneeveranstalterin
- Kleinschmidt, Georg († 1556), deutscher Mediziner
- Kleinschmidt, Georg (* 1938), deutscher Geologe und Polarforscher, emeritierter Hochschullehrer
- Kleinschmidt, Gisela (1926–1997), deutsche Aquarellmalerin
- Kleinschmidt, Gottfried (1860–1931), deutscher Kaufmann, Unternehmer und Mäzen
- Kleinschmidt, Hans (1882–1967), deutscher Architekt und Eisenbahn-Baubeamter
- Kleinschmidt, Hans (1885–1977), deutscher Pädiater und Hochschullehrer
- Kleinschmidt, Hans (1905–1999), deutscher Kinderarzt, an der Kinder-„Euthanasie“ in der Zeit des Nationalsozialismus beteiligt
- Kleinschmidt, Harald (* 1949), deutscher Historiker und Hochschullehrer
- Kleinschmidt, Heinz-Walter (* 1943), deutscher Politiker (FDP), MdL
- Kleinschmidt, Irene (* 1962), deutsche Schauspielerin und Hörspielsprecherin
- Kleinschmidt, Jens (* 1975), deutscher Rechtswissenschaftler und Hochschullehrer
- Kleinschmidt, Johann (1536–1587), Kanzler der Landgrafschaft Hessen-Darmstadt
- Kleinschmidt, Johann (1593–1638), deutscher Rechtswissenschaftler und Hochschullehrer
- Kleinschmidt, Johann Henrich (1652–1732), deutscher Rechtswissenschaftler und Hochschullehrer
- Kleinschmidt, Johannes (1569–1611), Bürgermeister von Kassel
- Kleinschmidt, Johannes (1607–1663), deutscher Rechtswissenschaftler und Hochschullehrer
- Kleinschmidt, Johannes (1858–1905), deutscher Porträt- und Genremaler
- Kleinschmidt, Jutta (* 1962), deutsche Rallye-FahrerinJutta Kleinschmidt (* 1962)

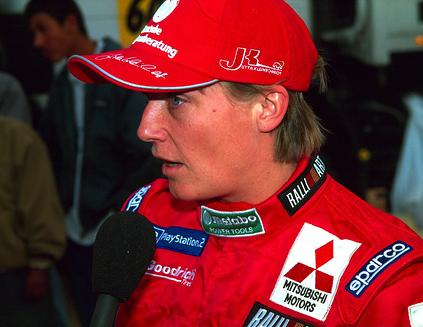
Jutta Kleinschmidt (* 1962)

- Kleinschmidt, Karl (1849–1921), deutscher Jurist und Abgeordneter
- Kleinschmidt, Karl (1902–1978), deutscher evangelisch-lutherischer Theologe, MdV
- Kleinschmidt, Kilian (* 1962), deutscher Unternehmer, Leiter von Flüchtlingslagern und Mitarbeiter des Flüchtlingskommissariats der Vereinten Nationen (UNHCR)
- Kleinschmidt, Konrad (1768–1832), deutscher Missionar
- Kleinschmidt, Kurt (1904–1989), deutscher Jurist im Bankwesen
- Kleinschmidt, Kurt (* 1967), deutscher Politiker (AfD)
- Kleinschmidt, Mark (* 1974), deutscher Ruderer
- Kleinschmidt, Martin, gräflich-stolbergischer Amtsschösser der Grafschaft Wernigerode
- Kleinschmidt, Otto (1870–1954), evangelischer Geistlicher und Ornithologe
- Kleinschmidt, Otto (1880–1948), deutscher Chirurg
- Kleinschmidt, Paul (1883–1949), deutscher Maler
- Kleinschmidt, Peter (1940–2020), deutscher Theaterregisseur, Dramaturg und Übersetzer
- Kleinschmidt, Ralf, deutscher Musiker
- Kleinschmidt, Samuel (1814–1886), deutsch-grönländischer Missionar und Sprachwissenschaftler
- Kleinschmidt, Sebastian (* 1948), deutscher Redakteur und Publizist
- Kleinschmidt, Theodor (1834–1881), Kaufmann, Reisender und Naturforscher
- Kleinschmidt, Valentin (* 1992), deutscher Schauspieler
- Kleinschmidt, Waldemar (* 1941), deutscher Politiker (CDU)
- Kleinschmidt, Werner (* 1907), deutscher Maler, Bühnenbildner, Textildesigner, Kunstbuchverleger und Hochschuldozent
- Kleinschmit, Birgit (* 1973), deutsche Forstwissenschaftlerin und Hochschullehrerin
- Kleinschmit, Daniela (* 1973), deutsche Forst- und Umweltwissenschaftlerin
- Kleinschmit, Gustav (1811–1879), deutscher Jurist und Politiker, Landtagsabgeordneter Waldeck
- Kleinschmit, Julius von (1825–1902), preußischer Generalmajor
- Kleinschmit, Reinhard (1820–1863), deutscher Jurist und Politiker, Landtagsabgeordneter Waldeck
- Kleinschmit, Rixa (* 1981), deutsche Politikerin (CDU), MdL
- Kleinschnittger, Paul (1909–1989), deutscher Automobilhersteller und -konstrukteur
- Kleinschnitz, Christoph (* 1973), deutscher Neurologe
- Kleinschrod, Gallus Aloys Kaspar (1762–1824), deutscher Rechtswissenschaftler und Hochschullehrer
- Kleinschrod, Karl von (1797–1866), bayerischer Jurist und Politiker
- Kleinschroth, Adolf (1940–2000), deutscher Wasserbauingenieur und Hochschullehrer
- Kleinschroth, Balthasar (* 1651), katholischer Geistlicher, Komponist und Sängerknabenpräfekt des Stiftes Heiligenkreuz
- Kleinschroth, Heinrich (1890–1979), deutscher Tennisspieler
- Kleinschuster, Erich (1930–2018), österreichischer Jazzmusiker
- Kleinschwärzer-Meister, Birgitta (* 1969), deutsche römisch-katholische Theologin und Hochschullehrerin
- Kleinsma, Simone (* 1958), niederländische Schauspielerin und Sängerin
- Kleinsman, Moniek (* 1982), niederländische Eisschnellläuferin
- Kleinsorg, Franz Josef (1894–1955), deutscher Jurist
- Kleinsorge, Hellmuth (1920–2001), deutscher Mediziner
- Kleinsorge, Josef (1878–1945), deutscher römisch-katholischer Schuldirektor und Märtyrer
- Kleinsorge, Marius (* 1995), deutscher Fußballspieler
- Kleinsorge, Wilhelm (1906–1977), deutscher, in Japan wirkender JesuitWilhelm Kleinsorge (1906–1977)

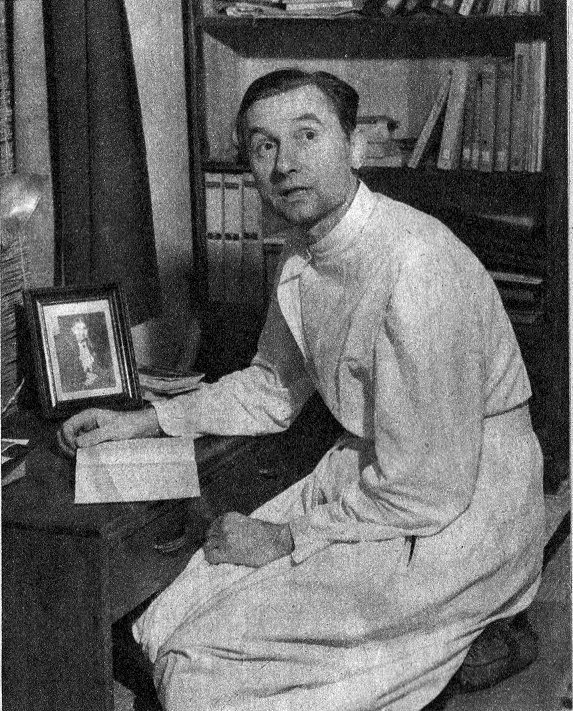
Wilhelm Kleinsorge (1906–1977)

- Kleinsorgen, Adolf von (1834–1903), deutscher Jurist und Politiker (Zentrum), MdR
- Kleinsorgen, Christoph von (* 1980), deutscher Radrennfahrer
- Kleinsorgen, Franz Nikolaus Gotthard von (1748–1816), französischer Militär und bayrischer Kammerherr und Gesandter
- Kleinsorgen, Gerhard (1530–1591), kurfürstlicher Beamter und Historiker
- Kleinsorgen, Karl von (1829–1889), deutscher Richter, MdHdA, MdR
- Kleinspehn, Johannes (1880–1944), deutscher Redakteur und Politiker (SPD)
- Kleinsteiber, Matthias (* 1978), deutscher Fußballtorhüter und -trainer
- Kleinsteuber, Franz (1886–1961), deutscher Architekt
- Kleinsteuber, Hans J. (1943–2012), deutscher Politik- und Medienwissenschaftler
- Kleinsteuber, Wolfgang (1944–2012), deutscher Maler und Bildhauer
- Kleinstück, Hermann (1933–2017), deutscher Jurist und Staatssekretär
- Kleinstück, Johannes (1920–1992), deutscher Anglist
- Kleinstück, Karlheinz (1929–2022), deutscher Physiker

### Kleint
- Kleint, Boris (1903–1996), deutscher Künstler und Hochschullehrer
- Kleint, Klaus-Joachim (* 1948), deutscher Rallyefahrer
- Kleint, Scarlett (* 1958), deutsche Drehbuchautorin
- Kleint, Walter (* 1896), deutscher Pädagoge und Schulrat
- Kleintank, Luke (* 1990), US-amerikanischer SchauspielerLuke Kleintank (* 1990)

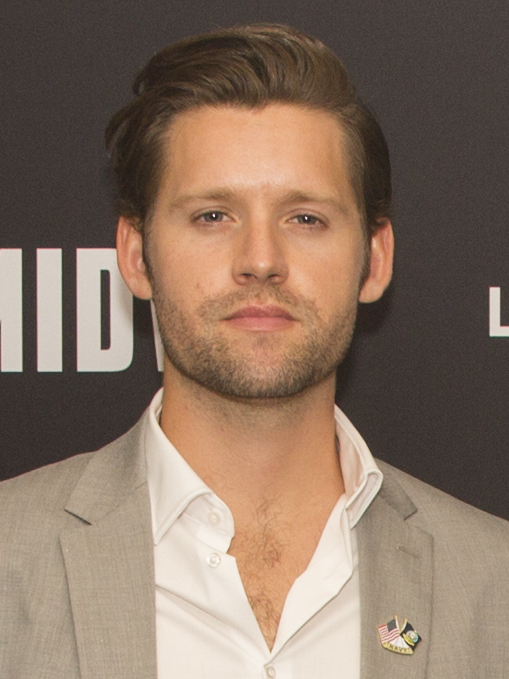
Luke Kleintank (* 1990)

### Kleinw
- Kleinwächter, Friedrich (1847–1898), deutscher Architekt und preußischer Baubeamter
- Kleinwächter, Friedrich F. G. (1877–1959), österreichischer Jurist und Publizist
- Kleinwächter, Friedrich von (1838–1927), österreichischer Nationalökonom
- Kleinwächter, Hans (1915–1997), deutscher Raketen- und Solarforscher
- Kleinwächter, Ludwig (1839–1906), österreichischer Geburtshelfer und Gynäkologe
- Kleinwächter, Ludwig (1882–1973), österreichischer Diplomat
- Kleinwächter, Norbert (* 1986), deutscher Politiker (AfD), MdB
- Kleinwächter, Tim (* 1989), deutscher Paracycler
- Kleinwächter, Wolfgang (* 1947), deutscher Kommunikationswissenschaftler und Hochschullehrer

### Kleinz
- Kleinz, Anna (* 1979), deutsche Ruderin
- Kleinzeller, Arnost (1914–1997), tschechisch-US-amerikanischer Biochemiker und Physiologe